# Sony Xperia

Logo der Xperia-Produktserie

Die Marke Xperia steht für eine Produktserie von Smartphones und Tablets von Sony (beziehungsweise Sony Mobile nach der Auflösung von Sony Ericsson).

## Xperia
Die Xperia-Produktserie wurde am 10. Februar 2008 in Barcelona vorgestellt, um dem Konvergieren der Anwendungsbereiche Web, Multimedia und Applikationen auf hochwertigen mobilen Endgeräten entgegenzukommen. Der Zugriff auf alle wichtigen Funktionen soll durch eine von Sony Ericsson neu entwickelte Benutzeroberfläche, dem „Xperia panel interface“, besonders einfach sein. Mit der Aussage von Rikko Sakaguchi (Head of Portfolio and Propositions, Sony Ericsson): „Our vision for the XPERIA™ X1 is to deliver a seamless blend of mobile Web communication and multimedia entertainment within a distinctive design“ (deutsch: „Unser Ziel für das XPERIA™ X1 ist es, eine nahtlose Verschmelzung von mobiler Netzkommunikation und Multimedia-Unterhaltung in einem unverwechselbaren Design zu liefern.“) positionierte Sony Ericsson das erste Gerät der Serie klar im gleichen Segment wie das iPhone. Seitdem Sony seine Smartphones und Tablets nicht mehr mit Windows Mobile, sondern mit Android ausliefert, wird das sogenannte Sony UI, eine für Android konzipierte Benutzeroberfläche, zu Android hinzugefügt. Diese beinhaltet vorinstallierte Apps, ein eigenes Design und verschiedene Funktionen, wie zum Beispiel eine ins System integrierte Unterstützung des DualShock-4-Controllers oder einen Energiesparmodus mit dem Namen „Stamina Mode“.
Sony vergab uneinheitliche Namen an erscheinende Geräte.

### Xperia Touch
Neben zahlreichen Smartphones und Tablet-PCs gibt es seit 2017 eine Besonderheit mit einem integrierten digitalen Projektor: Der Sony Xperia Touch verfügt über eine Infrarotkamera, mit der die Lage eines Fingers auf der Projektionsfläche ermittelt werden kann. Das Gerät soll damit ähnlich wie ein Tablet-PC bedient werden können.

## Xperia-Mobiltelefone

### Sony Ericsson

#### Xperia X1

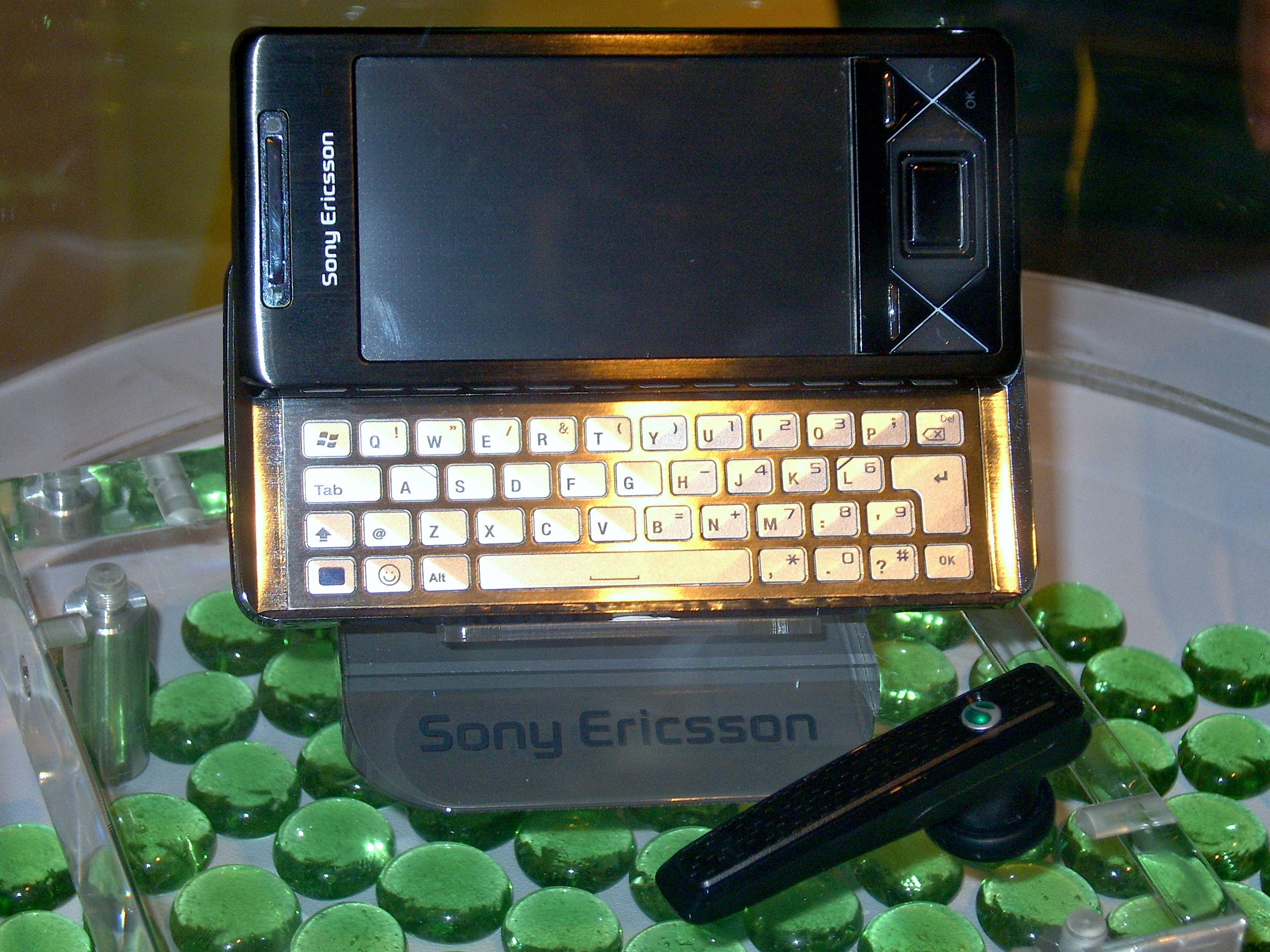
Sony Ericsson Xperia X1

Das Sony Ericsson Xperia X1 ist das erste Modell der Xperia-Serie. Das Gerät ist ein Smartphone mit einer herausziehbaren QWERTZ-Tastatur und verfügt über einen 3-Zoll-WVGA-Touchscreen mit einer Auflösung von 480 × 800 Pixeln. Als Betriebssystem wird Windows Mobile 6.1 Professional eingesetzt, auf dem das Xperia panel interface aufbaut. Das X1 ist das erste Mobiltelefon von Sony Ericsson mit einem Windows-Betriebssystem. Das X1 soll eines der ersten Mobiltelefone auf dem europäischen Markt sein, das neben WLAN und HSDPA auch HSUPA zur Datenübertragung unterstützt. Weitere Besonderheiten des Produkts sind ein A-GPS-Empfänger sowie ein dedizierter Grafikchip. Es wurde im Auftrag von Sony Ericsson von HTC unter dem Namen Kovsky produziert, das mit dem HTC Touch Diamond bzw. HTC Touch Pro ein hardwareseitig sehr ähnliches Mobiltelefon auf dem Markt hatte.
| Akku            | 1500 mAh                                                                   |
| Farben          | Solid Black, Steel Silver                                                  |
| Bildschirm      | 3″ Diagonale, 480 × 800 Pixel, 311 ppi                                     |
| Kamera          | 3,2-MP-Kamera mit Autofokus sowie Blitzlicht (LED), Videoaufnahme bis 480p |
| RAM             | 256 MB                                                                     |
| Prozessor       | Qualcomm MSM7200 @ 1 × 528 MHz                                             |
| Grafikprozessor | Adreno 130                                                                 |
| Flash-Speicher  | 0 MB, 512 MB ROM, erweiterbar per microSD-Karte                            |
| Maße            | 110,5 × 52,6 × 17 mm                                                       |
| Gewicht         | 145 g                                                                      |
| Betriebssystem  | Windows Mobile 6.1 Professional                                            |

#### Xperia X2
Das Sony Ericsson Xperia X2 ist das zweite Modell der Xperia-Serie. Das Gerät trat die Nachfolge des X1 an und ist mit Windows Mobile 6.5 ausgestattet. Nach offiziellen Angaben von Sony Ericsson wurde das X2 kurz nach dem Marktstart mit Version 6.5.1 und später 6.5.3 des Windows-Mobile-Betriebssystems aktualisiert. Die Installation von Windows Phone 7 ist aus technischen Gründen nicht möglich. Das X2 hat weitestgehend die gleichen Hardwarespezifikationen wie das X1, was den Prozessor, Grafikchip, RAM und Flash-Speicher angeht, bietet aber auch einige technische Verbesserungen. Dazu gehören die 8-Megapixel-Kamera mit Autofokus sowie LED-Blitz, Stereo-Lautsprecher und ein mit 3,2 Zoll etwas größeres Display.
Der offizielle Marktstart war im Januar 2010 in den USA, März 2010 in Frankreich und Großbritannien und Ende Mai 2010 im restlichen Europa.
| Akku            | 1500 mAh Lithium-Polymer                                         |
| Farben          | Elegant Black, Modern Silver                                     |
| Bildschirm      | 3,2″ Diagonale, 480 × 800 Pixel, 292 ppi                         |
| Kamera          | 8-MP-Kamera mit Autofokus sowie Blitzlicht (LED), 480p           |
| RAM             | 256 MB                                                           |
| Prozessor       | Qualcomm MSM7200A @ 1 × 528 MHz                                  |
| Grafikprozessor | Adreno 130                                                       |
| Flash-Speicher  | 110 MB, 512 MB ROM, erweiterbar um bis zu 16 GB per microSD/SDHC |
| Maße            | 110 × 54 × 16 mm                                                 |
| Gewicht         | 155 g                                                            |
| Betriebssystem  | Windows Mobile 6.5/6.5.2 Professional                            |

#### Xperia X5
Das Sony Ericsson X5 (X5 bzw. X5i), auch Sony Ericsson Xperia Pureness genannt, ist ein im September 2009 vorgestelltes Mobiltelefon, das im Gegensatz zu anderen Xperia-Smartphones keinen Touchscreen hat und außerdem ein proprietäres Betriebssystem von Sony Ericsson verwendet. Sein TFT-Display galt damals als neuartig.
| Farben         | Schwarz                                                    |
| Bildschirm     | 1,8″ Diagonale (halbtransparent), 240 × 320 Pixel, 222 ppi |
| Kamera         | keine                                                      |
| Flash-Speicher | 2 GB, keine Erweiterungsmöglichkeit                        |
| Schnittstellen | Bluetooth 2.1 + EDR, UMTS, HSPA                            |
| Maße           | 102 × 43 × 13 mm                                           |
| Gewicht        | 70 g                                                       |

#### Xperia X8

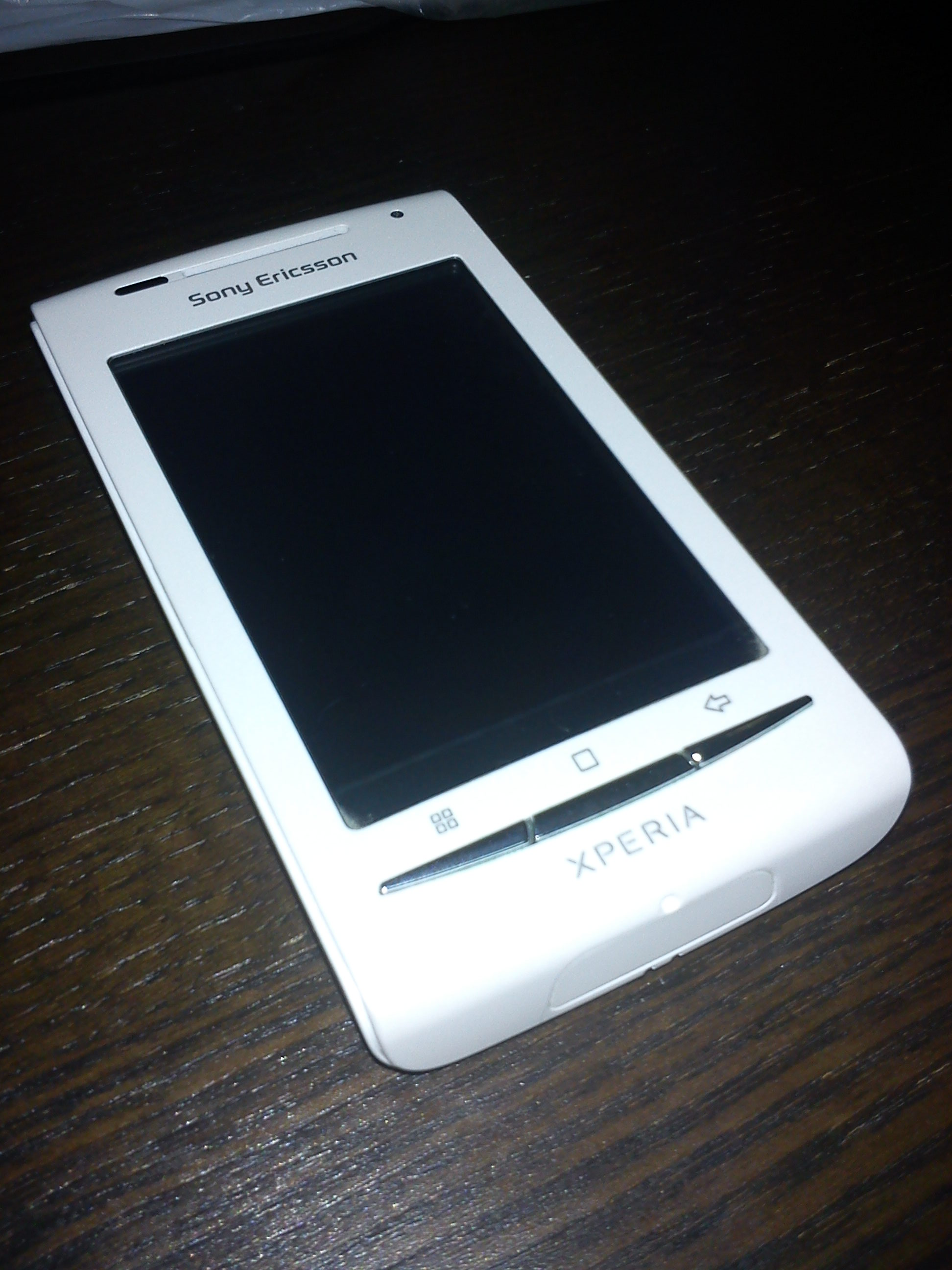
Xperia X8 in Weiß

Das Sony Ericsson Xperia X8 (Codename Shakira) verfügt über EGPRS, EDGE, UMTS, HSDPA, WLAN und A-GPS. Als Betriebssystem kommt Android 1.6 zum Einsatz (eine Aktualisierung auf Version 2.1 ist möglich). Sony Ericsson hat bekanntgegeben, dass es für das Xperia X8 keine weiteren Software-Aktualisierungen geben werde. Es ist mit einem kapazitiven Touchscreen und einer 3,2-Megapixel-Kamera mit Fix-Fokus ausgestattet. Der Prozessor läuft mit einer Taktfrequenz von 600 MHz. Das Mobiltelefon hat eine 3,5-mm-Klinkenbuchse zum Anschluss herkömmlicher Kopfhörer und Headsets. Hierbei handelt es sich um einen erweiterten Anschluss, an den auch Kopfhörer mit Kabelfernbedienung angeschlossen werden können; passende Kopfhörer mit Fernbedienung für den proprietären Stecker sind nur von Sony Ericsson erhältlich. Apps und Aktualisierungen für die bereits installierten Softwarepakete können über den Android Market bezogen oder als apk-Datei auf das Gerät übertragen und so installiert werden. Der verbaute Akku (Modellbezeichnung E15i bzw. E15a) ermöglicht eine Musikwiedergabedauer von fast 24 Stunden.
| Akku            | 1200 mAh                                                                          |
| Farben          | Weiß, Dunkelblau/Weiß, Aqua Blue/Weiß, Pink/Weiß, Silber/Weiß                     |
| Bildschirm      | 3″ Diagonale, 320 × 480 Pixel, 192 ppi                                            |
| Kamera          | 3,2 Megapixel, Videoaufnahme bis 480p                                             |
| RAM             | 168 MB                                                                            |
| Prozessor       | Qualcomm MSM7227 Snapdragon S1 @ 1 × 600 MHz                                      |
| Grafikprozessor | Adreno 200                                                                        |
| Flash-Speicher  | 128 MB, erweiterbar um bis zu 16 GB per microSD/SDHC (2-GB-Karte im Lieferumfang) |
| Maße            | 99 × 54 × 15 mm                                                                   |
| Gewicht         | 104,1 g                                                                           |
| Betriebssystem  | Google Android 1.6 („Donut“) → 2.1 („Eclair“)                                     |

#### Xperia X10

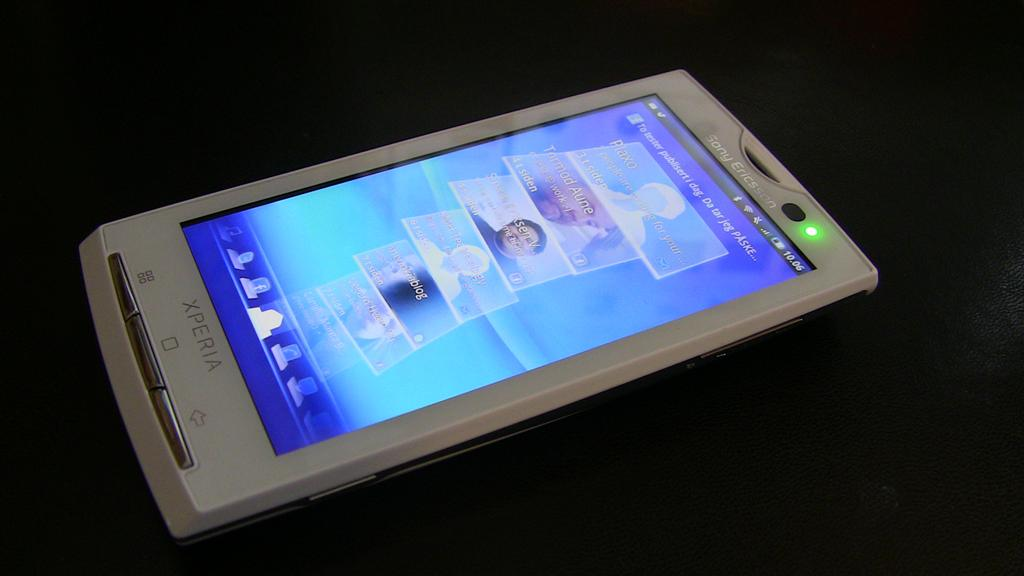
Xperia X10 mit Timescape

Das Sony Ericsson Xperia X10 (Codename Rachael) ist das erste Smartphone der Xperia-Reihe, das auf dem Mobil-Betriebssystem Android basiert. Das Android-Betriebssystem ist vom Hersteller mit einer eigenen Benutzeroberfläche ausgestattet, die sich User-Experience-Plattform (UX) nennt.
Im Herbst 2010 gab es eine Aktualisierung von Android 1.6 auf 2.1.
Sony Ericsson kündigte am 25. März für Juli/August 2011 die Version 2.3.3 an.
Am 29. Juli 2011 wurden einige Länder damit versorgt. (Europa, Asien, …), andere Länder sollten bis zum 5. August 2011 folgen. Eine Aktualisierung auf Android 4.0 erhielt das Gerät nicht mehr.
| Akku            | 1500 mAh Lithium-Polymer                                                          |
| Farben          | Sensuous Black, Luster White                                                      |
| Bildschirm      | 4″ Diagonale, 480 × 854 Pixel, 245 ppi                                            |
| Kamera          | 8,1-Megapixel-Kamera mit Autofokus sowie Blitzlicht (LED), Videoaufnahme bis 720p |
| RAM             | 384 MB                                                                            |
| Prozessor       | Qualcomm QSD8250 Snapdragon S1 @ 1 × 1 GHz                                        |
| Grafikprozessor | Adreno 200                                                                        |
| Flash-Speicher  | 1 GB, erweiterbar um bis zu 32 GB per microSD/SDHC (8-GB-Karte im Lieferumfang)   |
| Maße            | 119 × 63 × 13 mm                                                                  |
| Gewicht         | 135 g                                                                             |
| Betriebssystem  | Google Android 1.6 („Donut“) → 2.3.3 („Gingerbread“)                              |

#### Xperia X10 mini und Xperia X10 mini pro

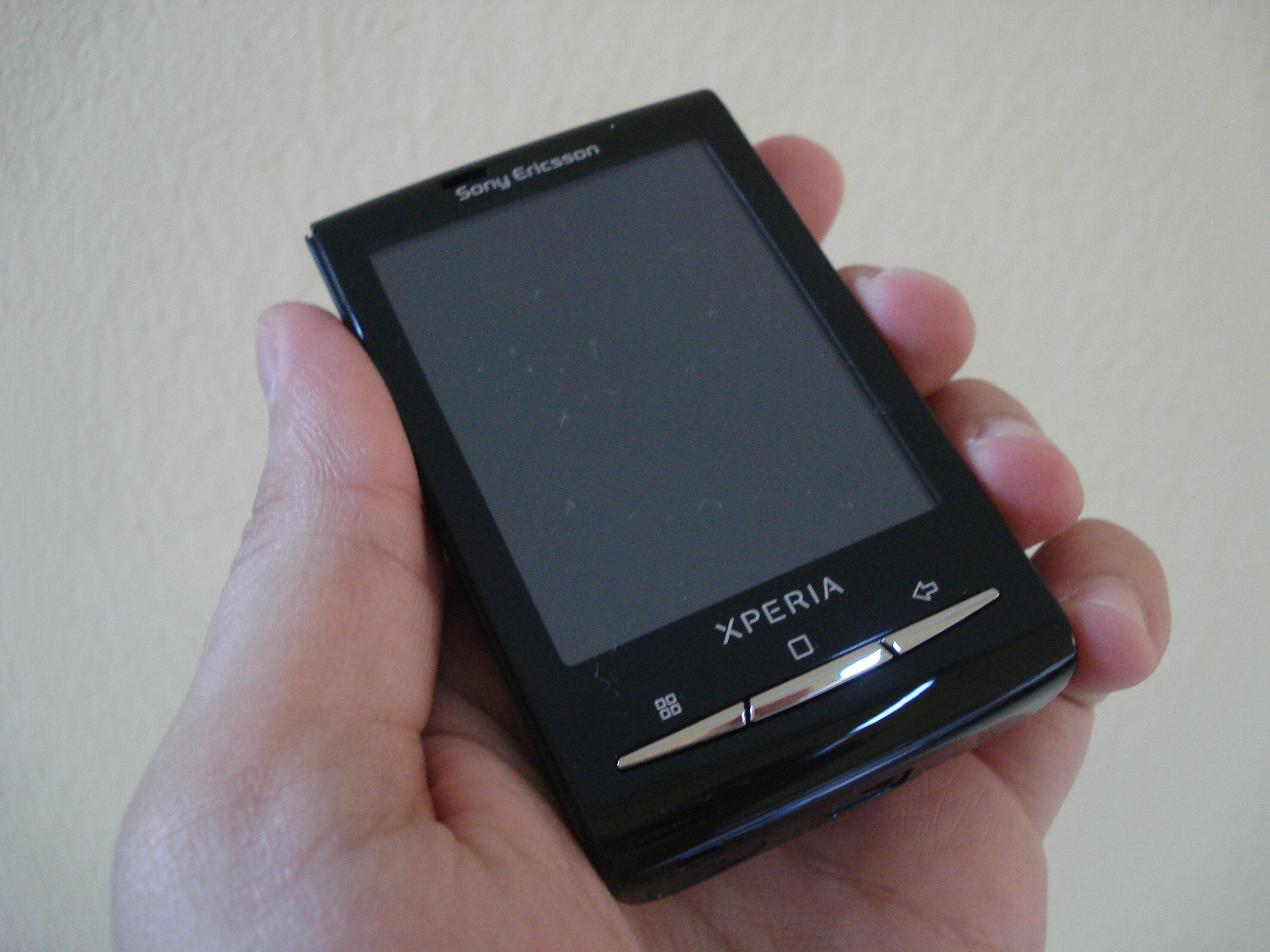
Xperia X10 mini

Im Februar 2010 wurde das Sony Ericsson Xperia X10 mini (Codename Robyn) und Sony Ericsson Xperia X10 mini pro (Codename Mimmi) angekündigt. Diese Modelle fallen sehr klein aus. Der Unterschied zwischen mini und mini pro liegt darin, dass die pro-Version eine vollwertige QWERTZ-Tastatur bietet und der Akkumulator austauschbar ist. Die beiden Mini-Versionen haben einen 2,55 Zoll kleinen Touchscreen (kapazitiv), einen 600-MHz-Qualcomm MSM7227-Prozessor, eine 5-MP-Kamera, die bereits im großen X10 verwendete Oberfläche (UX) und Timescape. Beide Smartphones wurden mit dem Betriebssystem Android 1.6 ausgeliefert. Am 30. Oktober 2010 veröffentlichte Sony Ericsson eine Aktualisierung auf Android 2.1.
|                 | X10 Mini                                                                          | X10 mini pro                                                                      |
| --------------- | --------------------------------------------------------------------------------- | --------------------------------------------------------------------------------- |
| Akku            | 950 mAh                                                                           | 930 mAh                                                                           |
| Farben          | Schwarz, Weiß, Rot, Grün, Pink, Silber                                            | Schwarz, Weiß, Rot, Grün, Pink                                                    |
| Bildschirm      | 2,55″ Diagonale, 240 × 320 Pixel, 157 ppi                                         | 2,55″ Diagonale, 240 × 320 Pixel, 157 ppi                                         |
| Kamera          | 5-Megapixel-Kamera mit Autofokus sowie Blitzlicht (LED), Videoaufnahme bis 480p   | 5-Megapixel-Kamera mit Autofokus sowie Blitzlicht (LED), Videoaufnahme bis 480p   |
| RAM             | 256 MB                                                                            | 256 MB                                                                            |
| Prozessor       | Qualcomm MSM7227 Snapdragon S1 @ 1 × 600 MHz                                      | Qualcomm MSM7227 Snapdragon S1 @ 1 × 600 MHz                                      |
| Grafikprozessor | Adreno 200                                                                        | Adreno 200                                                                        |
| Flash-Speicher  | 128 MB, erweiterbar um bis zu 32 GB per microSD/SDHC (2-GB-Karte im Lieferumfang) | 128 MB, erweiterbar um bis zu 32 GB per microSD/SDHC (2-GB-Karte im Lieferumfang) |
| Maße            | 83 × 50 × 16 mm                                                                   | 90 × 52 × 17 mm                                                                   |
| Gewicht         | 88 g                                                                              | 120 g                                                                             |
| Betriebssystem  | Google Android 1.6 („Donut“) → 2.1 („Eclair“)                                     | Google Android 1.6 („Donut“) → 2.1 („Eclair“)                                     |

#### Xperia arc

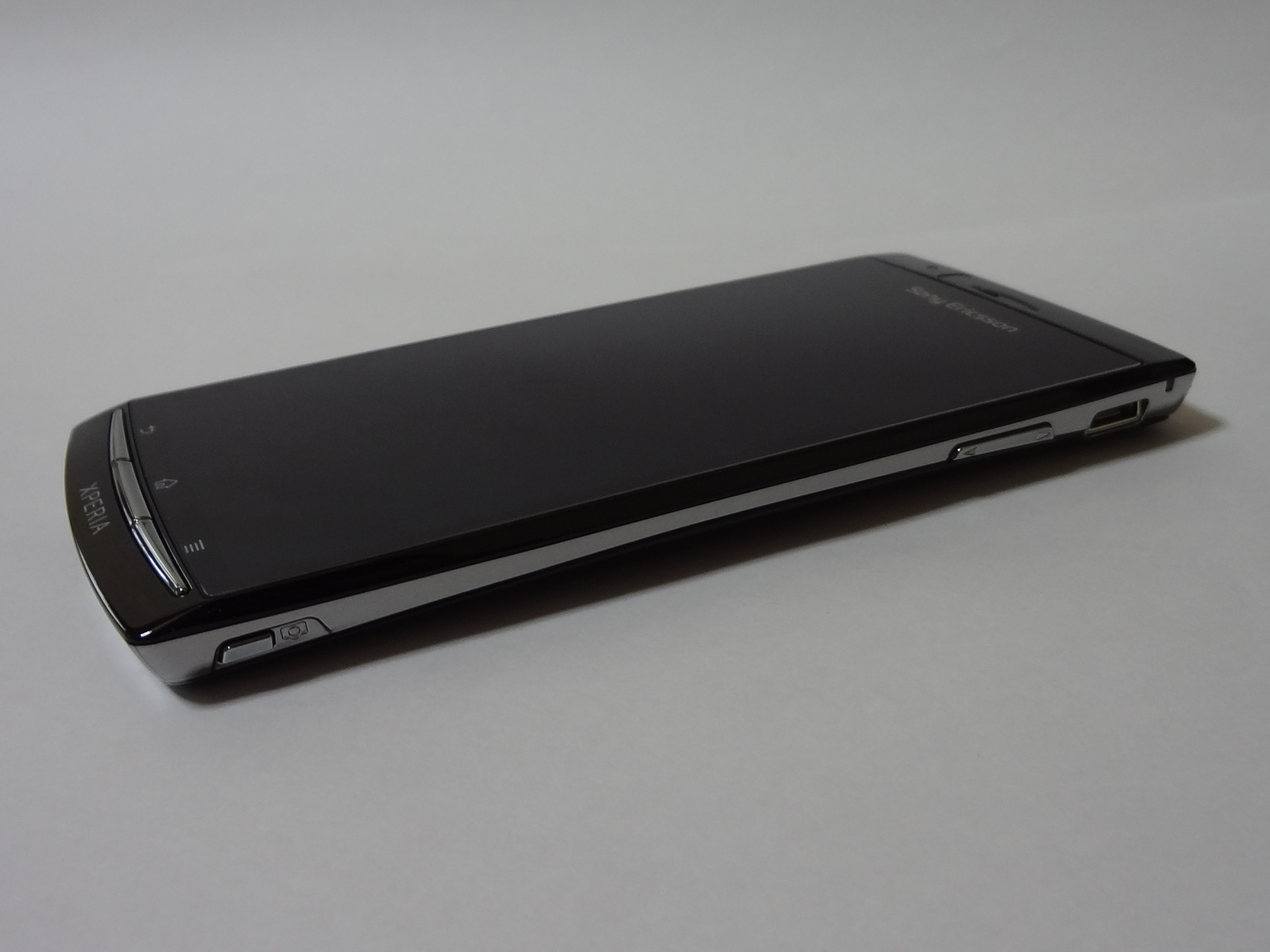
Xperia arc

Für das Quadband-Smartphone Xperia arc (auch als Xperia X12 oder Anzu bezeichnet) gibt es Android 4.0.4 als Aktualisierung (Auslieferung 2.3.2). Die aktuelle Firmware-Version ist 4.1.B.1.13. Es besitzt ein UKW-Radio und unterstützt WLAN 802.11b/g/n sowie A-GPS und Bluetooth. An der Oberseite befindet sich eine Mini-HDMI-Schnittstelle, am oberen Ende der linken Außenseite ein 3,5-mm-Klinkenbuchse und an der rechten ein Micro-USB zum Aufladen des Akkumulators und für Datenübertragungen. Es hat einen TFT-LC-Bildschirm, der laut Hersteller durch die BRAVIA-Engine Farben lebensechter darstellen soll.
| Akku            | 1500 mAh                                                                          |
| Farben          | Midnight Blue, Misty Silver                                                       |
| Bildschirm      | 4,2″ Diagonale, 480 × 854 Pixel, 233 ppi                                          |
| Kamera          | 8,1 MP (Exmor R, CMOS)                                                            |
| RAM             | 512 MB                                                                            |
| Prozessor       | Qualcomm MSM8255 Snapdragon S2 @ 1 × 1 GHz                                        |
| Grafikprozessor | Adreno 205                                                                        |
| Flash-Speicher  | 320 MB, erweiterbar um bis zu 32 GB per microSD/SDHC (8-GB-Karte im Lieferumfang) |
| Maße            | 125 × 63 × 8,7 mm                                                                 |
| Gewicht         | 117 g                                                                             |
| Betriebssystem  | Google Android 2.3.2 („Gingerbread“) → 4.0.4 („Ice Cream Sandwich“)               |

#### Xperia arc S

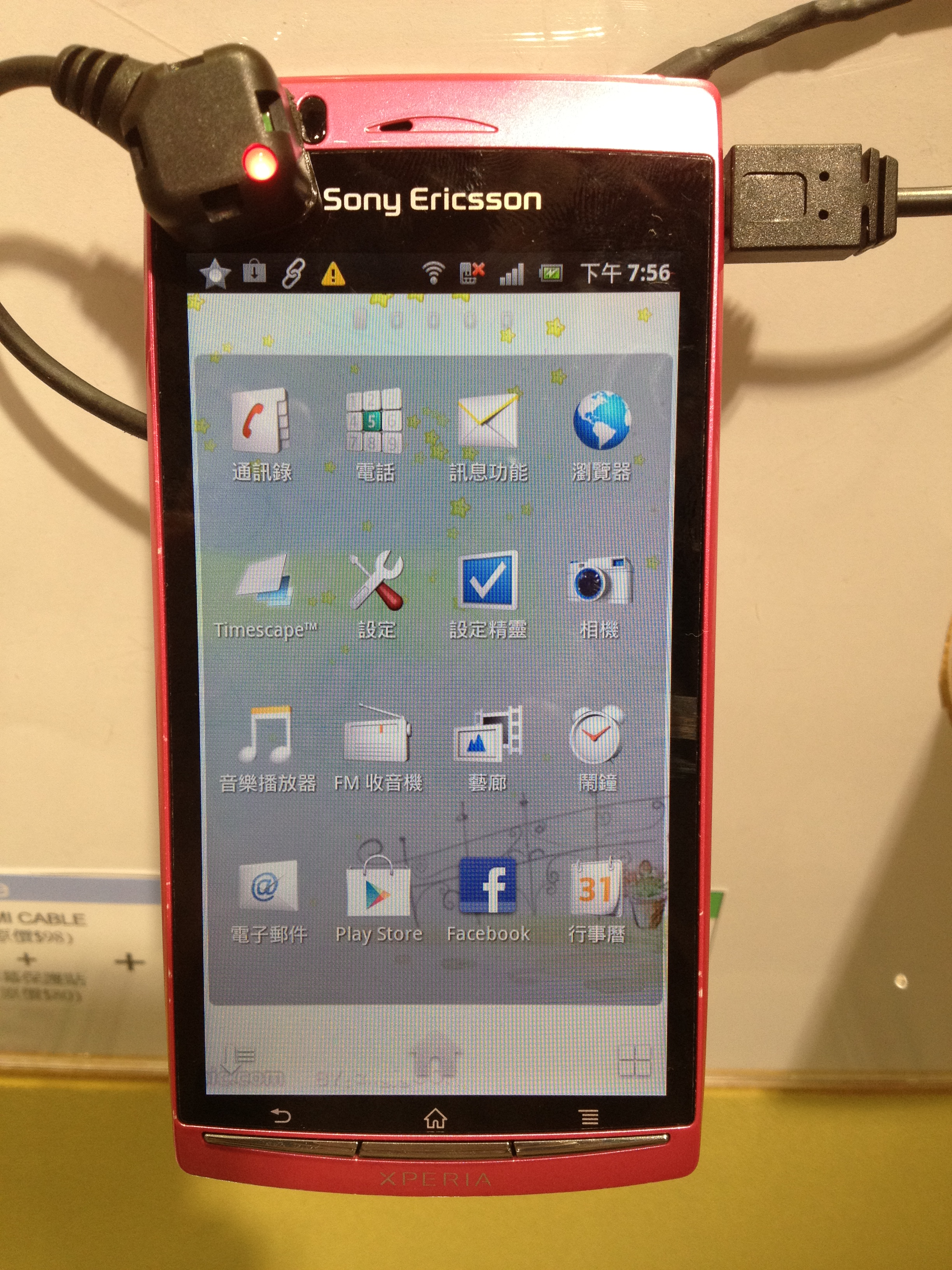
Xperia arc S

Das Sony Ericsson Xperia arc S wird mit Android 2.3.4 („Gingerbread“) ausgeliefert. Eine Aktualisierung auf Android 4.0.4 („Ice Cream Sandwich“) ist verfügbar. Bis auf den Prozessor und die Unterstützung von HSDPA mit 14,4 Mbit/s (statt 7,2 Mbit/s) ist die Hardware identisch mit dem Vorgängermodell Xperia arc.
| Akku            | 1500 mAh                                                                                         |
| Farben          | Schwarz, Weiß, Silber, Blau, Pink                                                                |
| Bildschirm      | 4,2″ Diagonale, 480 × 854 Pixel, 233 ppi                                                         |
| Kamera          | 8,1 MP (LED-Blitz, Exmor R CMOS-Sensor)                                                          |
| RAM             | 512 MB                                                                                           |
| Prozessor       | Qualcomm MSM8255T Snapdragon S2 @ 1 × 1,4 GHz                                                    |
| Grafikprozessor | Adreno 205                                                                                       |
| Flash-Speicher  | 1 GB (320 MB nutzbar), erweiterbar um bis zu 32 GB per microSD/SDHC (8-GB-Karte im Lieferumfang) |
| Maße            | 125 × 63 × 8,7 mm                                                                                |
| Gewicht         | 117 g                                                                                            |
| Betriebssystem  | Google Android 2.3.4 („Gingerbread“) → 4.0.4 („Ice Cream Sandwich“)                              |

#### Xperia PLAY

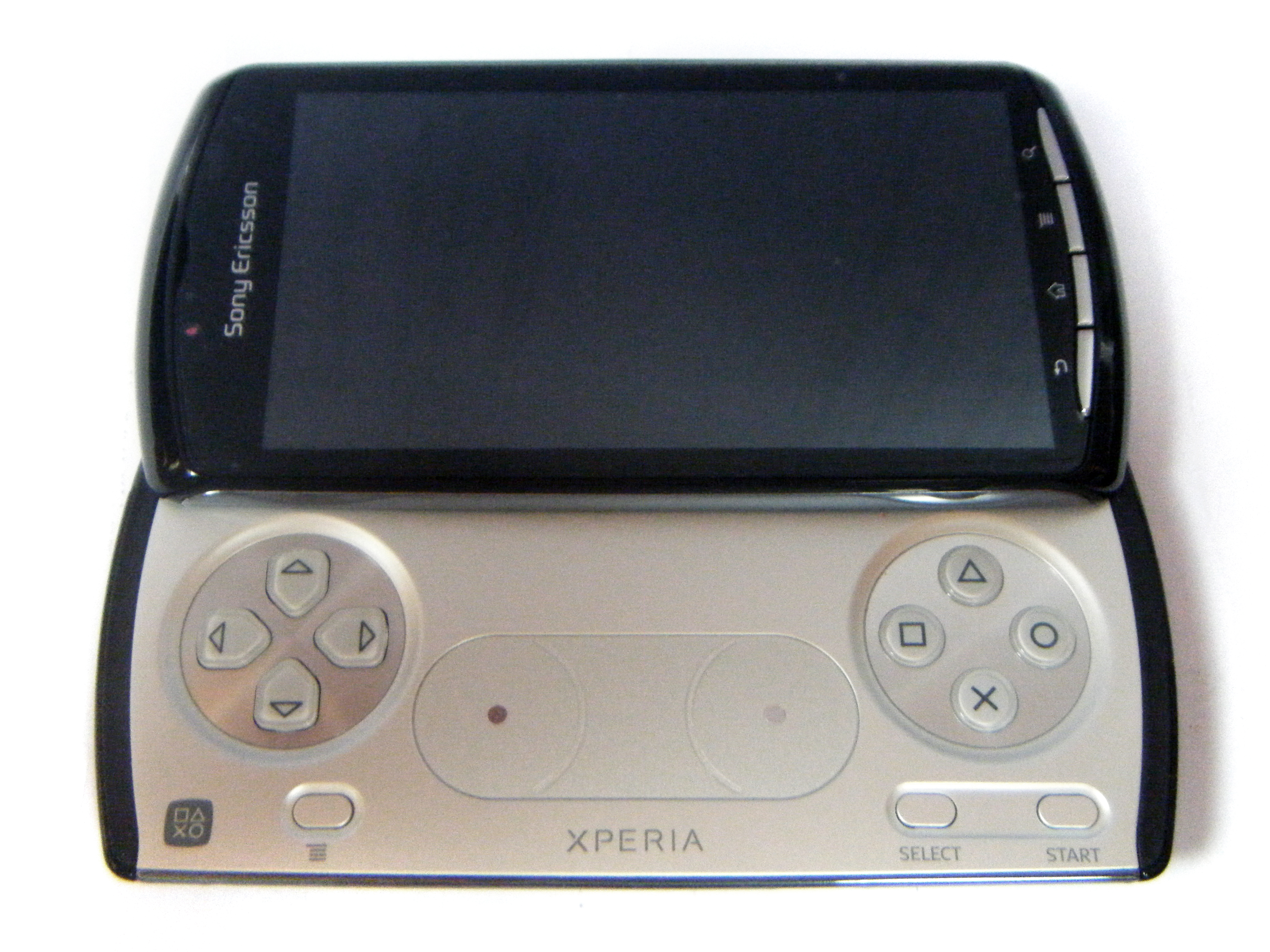
Xperia PLAY

Das Xperia Play ist das bisher einzige Smartphone, das zur PlayStation-Marke gehört und hat die Besonderheit, dass es eine physische Eingabefläche, ähnlich einem DualShock-Controller, hat. Damit kann man speziell angepasste Android-Spiele steuern. Auf dem Xperia Play sind bereits einige solcher Spiele installiert, beispielsweise FIFA 10 oder Die Sims 3.
| Akku            | 1500 mAh                                                                                               |
| Farben          | Schwarz, Weiß, Orange (Special Edition)                                                                |
| Bildschirm      | 4″ Diagonale, 480 × 854 Pixel, 245 ppi                                                                 |
| Kamera          | 5,1-Megapixel-Kamera mit Autofokus sowie Blitzlicht (LED), Videoaufnahme bis 720p; Frontkamera: 0,3 MP |
| RAM             | 512 MB                                                                                                 |
| Prozessor       | Qualcomm MSM8255 Snapdragon S2 @ 1 × 1 GHz                                                             |
| Grafikprozessor | Adreno 205                                                                                             |
| Flash-Speicher  | 400 MB, erweiterbar um bis zu 32 GB per microSD/SDHC (8-GB-Karte im Lieferumfang)                      |
| Maße            | 119 × 62 × 16 mm                                                                                       |
| Gewicht         | 175 g                                                                                                  |
| Betriebssystem  | Google Android 2.3.4 („Gingerbread“)                                                                   |

#### Xperia neo/pro

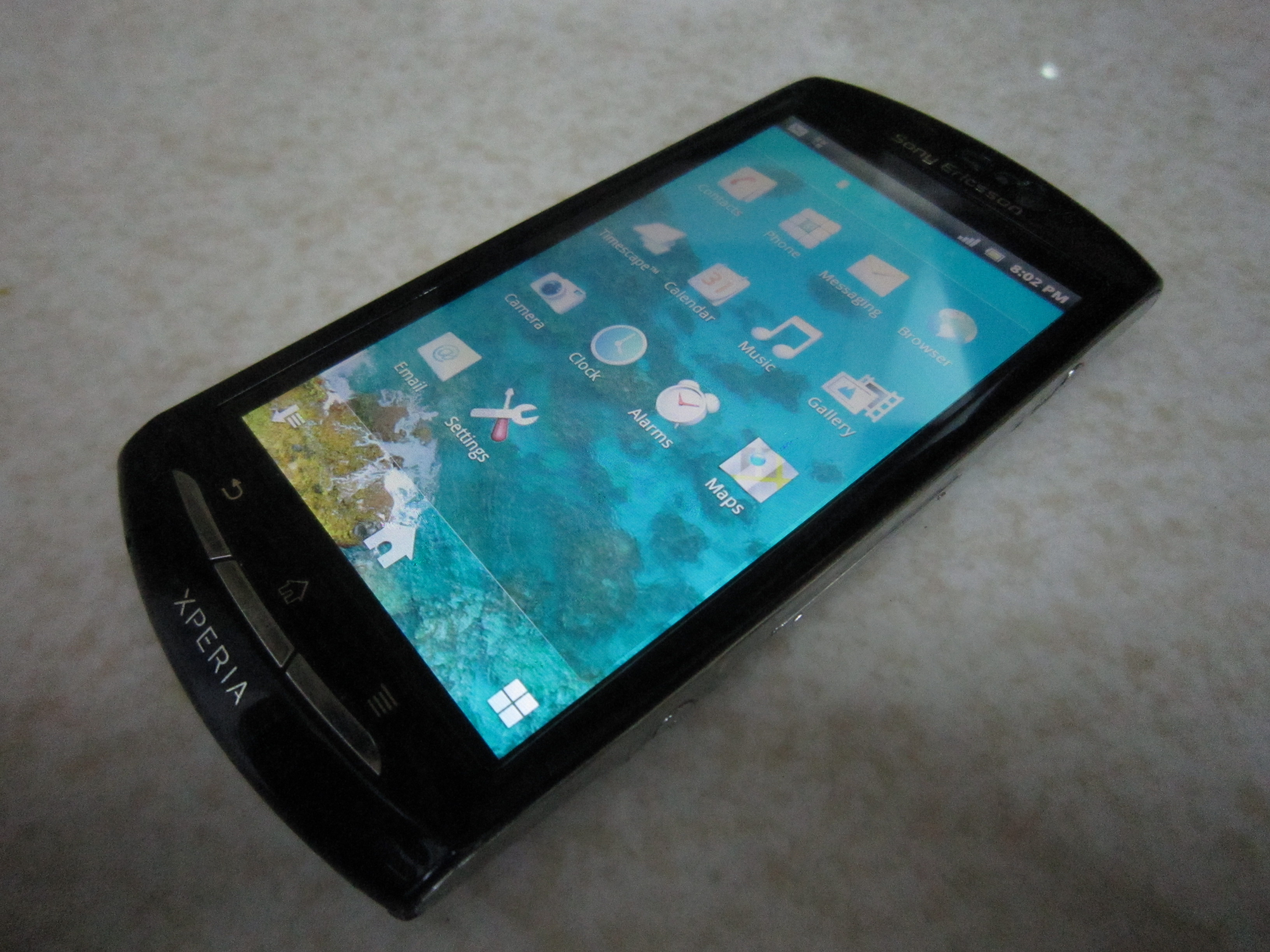
Xperia neo

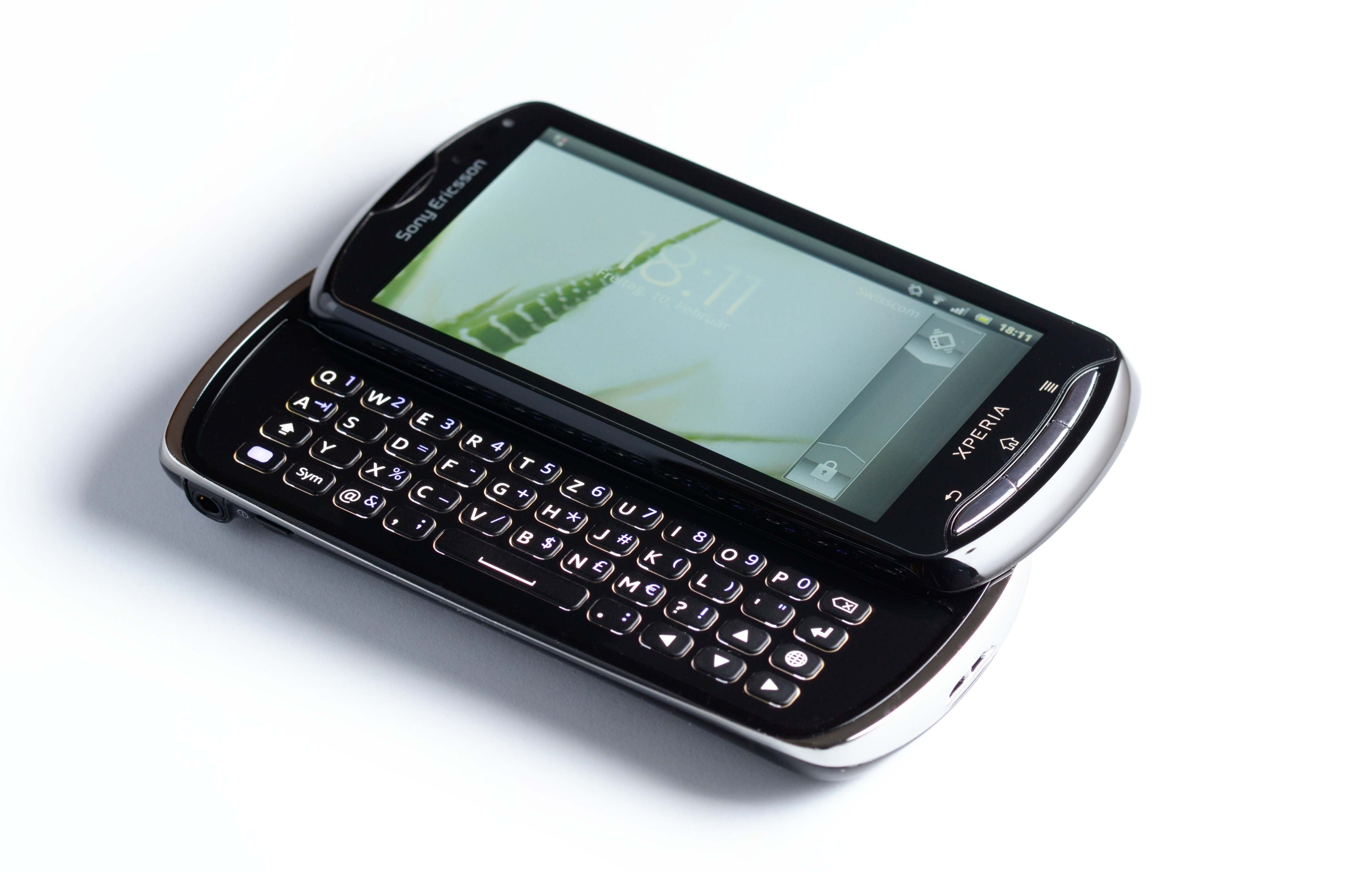
Xperia Pro

Für die beiden Quadband-Smartphones steht Android 2.3.4 (Auslieferung beim Neo: 2.3.2 / Update auf 4.0 für beide verfügbar) zur Verfügung. Die Spezifikationen sind fast identisch; das Xperia pro hat im Gegensatz zum Xperia neo eine vollwertige Tastatur und ist daher größer und schwerer. Sie unterstützen Wi-Fi, A-GPS und UKW-Radio. Außerdem brachte Sony Ericsson eine abgeänderte Version des Xperia Neo heraus. Diese heißt Xperia Neo V und unterscheidet sich nur durch eine 5-Megapixel-Kamera.
|                 | neo                                                                                              | pro                                                                                              |
| --------------- | ------------------------------------------------------------------------------------------------ | ------------------------------------------------------------------------------------------------ |
| Akku            | 1500 mAh                                                                                         | 1500 mAh                                                                                         |
| Farben          | Blau (Gradient), Silber, Rot                                                                     | Schwarz, Silber, Rot                                                                             |
| Bildschirm      | 3,7″ Diagonale, 480 × 854 Pixel, 265 ppi                                                         | 3,7″ Diagonale, 480 × 854 Pixel, 265 ppi                                                         |
| Kamera          | 8,1 Megapixel (Exmor R, CMOS), Videoaufnahme bis 720p; Frontkamera: 0,3 MP                       | 8,1 Megapixel (Exmor R, CMOS), Videoaufnahme bis 720p; Frontkamera: 0,3 MP                       |
| RAM             | 512 MB                                                                                           | 512 MB                                                                                           |
| Prozessor       | Qualcomm MSM8255 Snapdragon S2 @ 1 × 1 GHz                                                       | Qualcomm MSM8255 Snapdragon S2 @ 1 × 1 GHz                                                       |
| Grafikprozessor | Adreno 205                                                                                       | Adreno 205                                                                                       |
| Flash-Speicher  | 1 GB (320 MB nutzbar), erweiterbar um bis zu 32 GB per microSD/SDHC (8-GB-Karte im Lieferumfang) | 1 GB (320 MB nutzbar), erweiterbar um bis zu 32 GB per microSD/SDHC (8-GB-Karte im Lieferumfang) |
| Buchsen         | OMTP-Stereo-Headset, USB 2.0 Micro-B                                                             | OMTP-Stereo-Headset, USB 2.0 Micro-B                                                             |
| Maße            | 116 × 57 × 13 mm                                                                                 | 120 × 57 × 14 mm                                                                                 |
| Gewicht         | 126 g                                                                                            | 140 g                                                                                            |
| Betriebssystem  | Google Android 2.3.2 („Gingerbread“) → 4.0.4 („Ice Cream Sandwich“)                              | Google Android 2.3.4 („Gingerbread“) → 4.0.4 („Ice Cream Sandwich“)                              |

#### Xperia mini (pro)

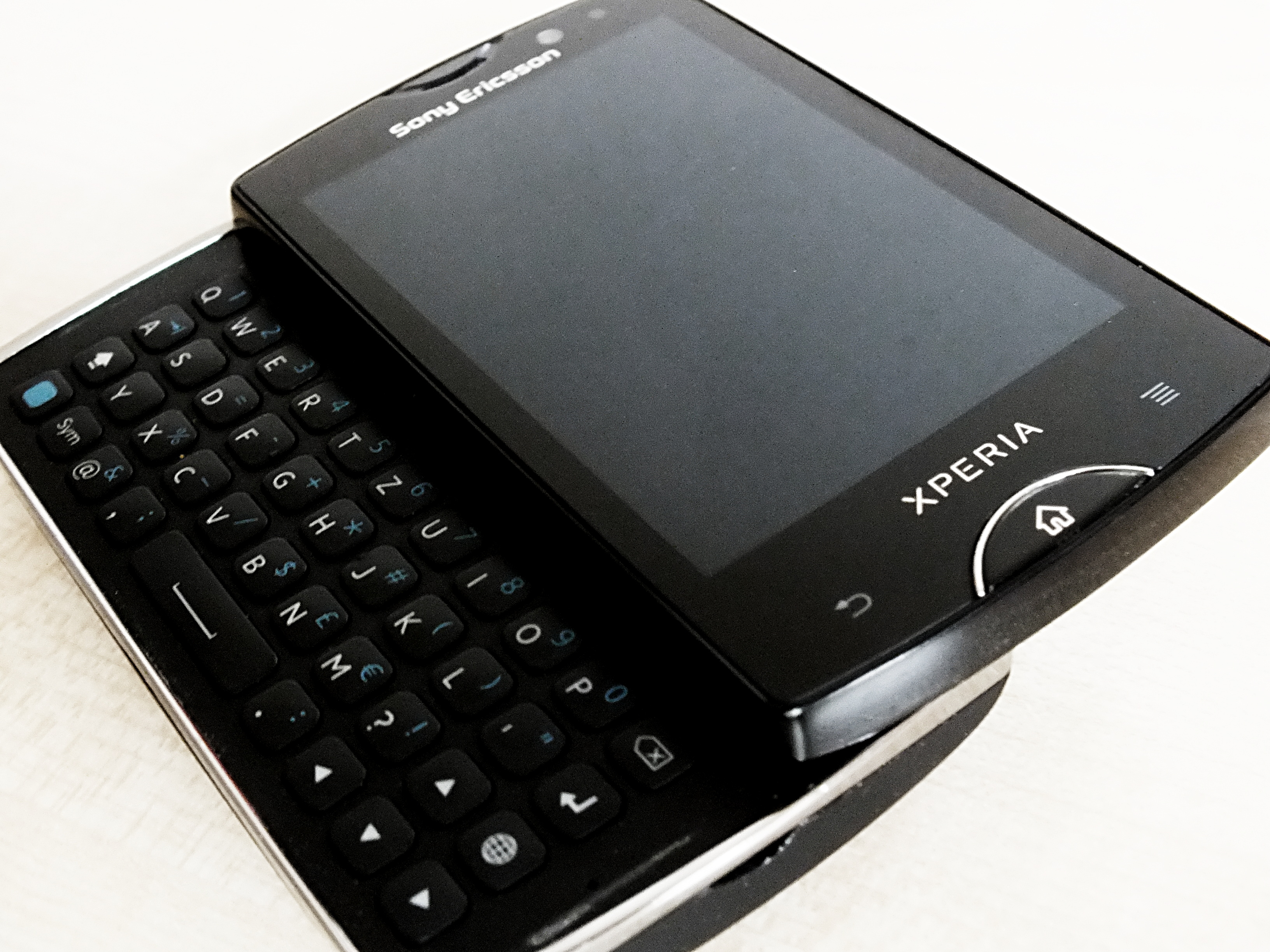
Xperia mini pro

Im Mai 2011 wurde das Sony Ericsson Xperia mini und Sony Ericsson Xperia mini pro (Codename mango) angekündigt. Diese Modelle haben ungefähr Scheckkartenformat und sind damit das „weltweit kleinste Smartphone mit HD-Videoaufnahme“ (bezogen auf das Produkt aus Länge × Breite, im Juni 2011). Trotzdem hat die Pro-Version eine physische Tastatur und eine zweite Kamera auf der Vorderseite. Wie auch bei den Highend-Smartphones Xperia Arc und Xperia Play kommt die Mobile Bravia Engine (Bildqualität) zum Einsatz. Die Kamera beider Modelle hat eine Auflösung von 5 Megapixeln. Es wird Wi-Fi, A-GPS und UKW-Radio empfangen. Beide Smartphones wurden beim Verkaufsstart im dritten Quartal 2011 mit dem Betriebssystem Android in der Version 2.3.3 ausgeliefert. Anfang November 2011 wurden beide Modelle mit neuer Firmware 4.0.2. A.0.58 auf Android 2.3.4 aktualisiert. Ende 2012 folgte Android 4.0.4, das ausschließlich über das Programm PC Companion installiert werden konnte. Für die Durchführung der Aktualisierung war also ein Computer erforderlich.
|                 | mini                                                                              | mini pro                                                                                      |
| --------------- | --------------------------------------------------------------------------------- | --------------------------------------------------------------------------------------------- |
| Akku            | 1200 mAh                                                                          | 1200 mAh                                                                                      |
| Farben          | Schwarz/Rot, Weiß                                                                 | Schwarz, Weiß/Pink, Türkis                                                                    |
| Bildschirm      | 3″ Diagonale, 320 × 480 Pixel, 192 ppi                                            | 3″ Diagonale, 320 × 480 Pixel, 192 ppi                                                        |
| Kamera          | 5 Megapixel mit Autofokus sowie Blitzlicht (LED), Videoaufnahme bis 720p          | 5 Megapixel mit Autofokus sowie Blitzlicht (LED), Videoaufnahme bis 720p; Frontkamera: 0,3 MP |
| RAM             | 512 MB                                                                            | 512 MB                                                                                        |
| Prozessor       | Qualcomm MSM8255 Snapdragon S2 @ 1 × 1 GHz                                        | Qualcomm MSM8255 Snapdragon S2 @ 1 × 1 GHz                                                    |
| Grafikprozessor | Adreno 205                                                                        |                                                                                               |
| Flash-Speicher  | 320 MB, erweiterbar um bis zu 32 GB per microSD/SDHC (2-GB-Karte im Lieferumfang) | 320 MB, erweiterbar um bis zu 32 GB per microSD/SDHC (2-GB-Karte im Lieferumfang)             |
| Maße            | 88 × 52 × 16 mm                                                                   | 92 × 53 × 18 mm                                                                               |
| Gewicht         | 99 g                                                                              | 136 g                                                                                         |
| Betriebssystem  | Google Android 2.3.3 („Gingerbread“) → 4.0.4 („Ice Cream Sandwich“)               | Google Android 2.3.3 („Gingerbread“) → 4.0.4 („Ice Cream Sandwich“)                           |

#### Xperia ray

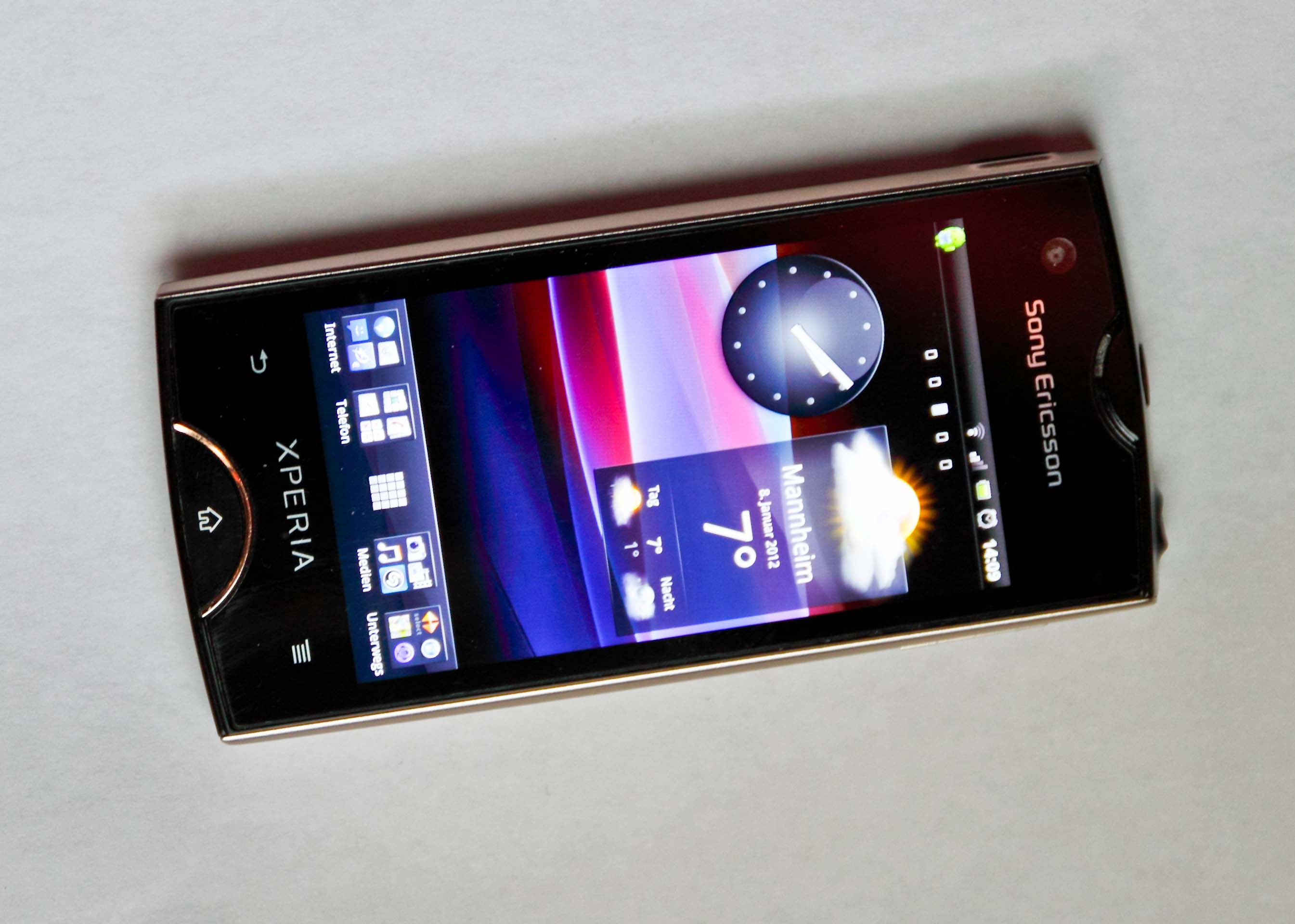
Xperia ray

Das Sony Ericsson Xperia ray erschien mit September 2011 mit dem Betriebssystem Android 2.3.3, später wurde 4.0.4 nachgeliefert. Im Herbst 2012 gab Sony bekannt, keine weiteren Versionen mehr für das Xperia ray bereitzustellen.
| Akku            | 1500 mAh                                                                                               |
| Farben          | Gold, Schwarz, Pink, Weiß                                                                              |
| Bildschirm      | 3,3″ Diagonale, 480 × 854 Pixel, 297 ppi                                                               |
| Kamera          | 8,1-Megapixel-Kamera mit Autofokus sowie Blitzlicht (LED), Videoaufnahme bis 720p; Frontkamera: 0,3 MP |
| RAM             | 512 MB                                                                                                 |
| Prozessor       | Qualcomm MSM8255 Snapdragon S2 @ 1 × 1 GHz                                                             |
| Grafikprozessor | Adreno 205                                                                                             |
| Flash-Speicher  | 1 GB (300 MB nutzbar), erweiterbar um bis zu 32 GB per microSD/SDHC (4-GB-Karte im Lieferumfang)       |
| Maße            | 111 × 53 × 9,4 mm                                                                                      |
| Gewicht         | 100 g                                                                                                  |
| Betriebssystem  | Google Android 2.3.3 („Gingerbread“) → 4.0.4 („Ice Cream Sandwich“)                                    |

#### Xperia active
Das Quadband-Smartphone Xperia active mit Android 2.3.3 (Update auf 4.0.4 verfügbar) ist speziell für den sportlichen Einsatz ausgerichtet. Es ist gemäß IP67 zertifiziert, so dass es wasserfest, staubgeschützt ist, verfügt über einen doppelschichtigen Rückdeckel sowie über einen Berührungsbildschirm, der sich auch mit nassen Fingern bedienen lässt.
| Akku            | 1200 mAh                                                                                         |
| Farben          | Orange/Schwarz, Weiß/Schwarz                                                                     |
| Bildschirm      | 3″ Diagonale, 320 × 480 Pixel, 192 ppi                                                           |
| Kamera          | 5-Megapixel-Kamera mit Autofokus sowie Blitzlicht (LED), Videoaufnahme bis 720p                  |
| RAM             | 512 MB                                                                                           |
| Prozessor       | Qualcomm MSM8255 Snapdragon S2 @ 1 × 1 GHz                                                       |
| Grafikprozessor | Adreno 205                                                                                       |
| Flash-Speicher  | 1 GB (320 MB nutzbar), erweiterbar um bis zu 32 GB per microSD/SDHC (2-GB-Karte im Lieferumfang) |
| Maße            | 92 × 55 × 16,5 mm                                                                                |
| Gewicht         | 110,8 g                                                                                          |
| Betriebssystem  | Google Android 2.3.3 („Gingerbread“) → 4.0.4 („Ice Cream Sandwich“)                              |

### Sony

#### Xperia ion
Das zweite Smartphone von Sony, seit der Übernahme von Ericsson, ist das Sony Xperia ion. Es war von der Bildschirmgröße das seinerzeit größte Smartphone von Sony und unterstützt als Besonderheit den LTE-Standard. Es wurde in den USA über AT&T vertrieben. Sony verteilte Android 4.1 für das Ion am 25. Juni 2013. Für Europa gibt es eine Variante, die auf HSPA basiert. Die Modellbezeichnung lautet LT28h bzw. LT28i.
| Akku            | 1900 mAh (fest verbaut)                                                       |
| Farben          | Schwarz (in der HSPA Variante auch in Rot)                                    |
| Bildschirm      | 4,6″ Diagonale, 720 × 1280 Pixel, 319 ppi                                     |
| Hauptkamera     | 12,1 MP, Autofokus, 16-fachem digitalem Zoom, LED-Blitzlicht, Video bis 1080p |
| Frontkamera     | 1,3 MP, Video bis 720p                                                        |
| RAM             | 1 GB                                                                          |
| Prozessor       | Qualcomm MSM8260 Snapdragon S3 @ 2 × 1,5 GHz                                  |
| Grafikprozessor | Adreno 220                                                                    |
| Flash-Speicher  | 16 GB (12,9 GB nutzbar), erweiterbar um bis zu 32 GB per microSD-Karte        |
| Maße            | 133 × 68& × 10,6 mm                                                           |
| Gewicht         | 144 g                                                                         |
| Betriebssystem  | Google Android 2.3 („Gingerbread“) → 4.1.2 („Jelly Bean“)                     |

#### Xperia S

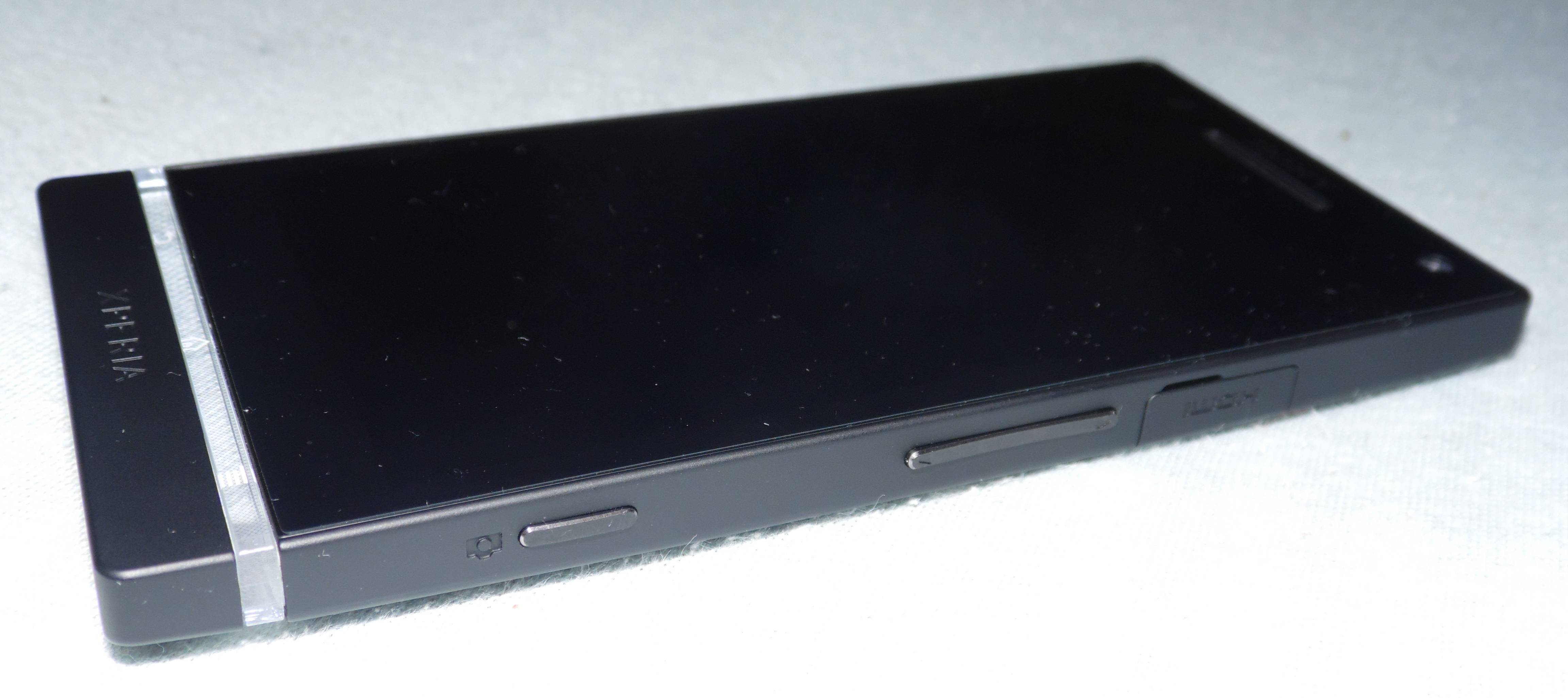
Xperia S

Das Sony Xperia S ist das erste Smartphone von Sony Mobile mit Mehrkernprozessor, und gleichzeitig das erste Smartphone nach der Auflösung des Joint Ventures Sony Ericsson. Die Modellbezeichnung ist LT26i. Die wassergeschützte Outdoor-Variante ist das Xperia acro S mit der Modellbezeichnung LT26w. Im Test schneidet das Sony Xperia S sowohl beim Design, der Sprachqualität, der Bildschirmdarstellung als auch mit seiner 12 MP gut ab. Die Akkulaufzeit ist dagegen weniger gut. Das Xperia S ist mit einem Micro-Simkarten-Slot ausgestattet – normale SIM-Karten können nicht mehr verwendet werden. Dass das Smartphone noch mit der Android-Version 2.3.7 Gingerbread anstatt des seit November 2011 existierenden aktuellen Android-Betriebssystems 4.0 Ice Cream Sandwich (ICS) ausgeliefert wird, werteten Experten als Enttäuschung. Am 21. Juni 2012 begann Sony mit der Auslieferung von Android 4.0.4 für das Xperia S. Am 29. Mai 2013 wurde für das Sony Xperia S die Version Android 4.1 verteilt. Sony bestätigte in verschiedenen Internetportalen, dass das Xperia SL im deutschen Raum nicht in den Handel kommen wird.
| Akku            | 1750 mAh (fest verbaut)                                                                                  |
| Farben          | Weiß, Schwarz, Silber                                                                                    |
| Bildschirm      | 4,3″ Diagonale, 720 × 1280 Pixel, 342 ppi                                                                |
| Hauptkamera     | 12 MP, Autofokus, Exmor-R-Sensor und HDR-Funktion sowie LED-Blitzlicht, ƒ/2.4, Video bis 1080p           |
| Frontkamera     | 1,3 MP, Video bis 720p                                                                                   |
| RAM             | 1 GB |
| Prozessor       | Qualcomm MSM8260 Snapdragon S3 @ 2 × 1,5 GHz                                                             |
| Grafikprozessor | Adreno 220                                                                                               |
| Flash-Speicher  | 32 GB, keine Erweiterungsmöglichkeit                                                                     |
| Schnittstellen  | microUSB, Bluetooth 2.1 + EDR, NFC, WLAN (b/g/n), micro-HDMI, 3,5 mm Klinkenstecker (Kopfhöreranschluss) |
| Maße            | 128 × 64 × 10,6 mm                                                                                       |
| Gewicht         | 144 g |
| Betriebssystem  | Google Android 2.3 („Gingerbread“) → 4.1.2 („Jelly Bean“)                                                |

#### Xperia P

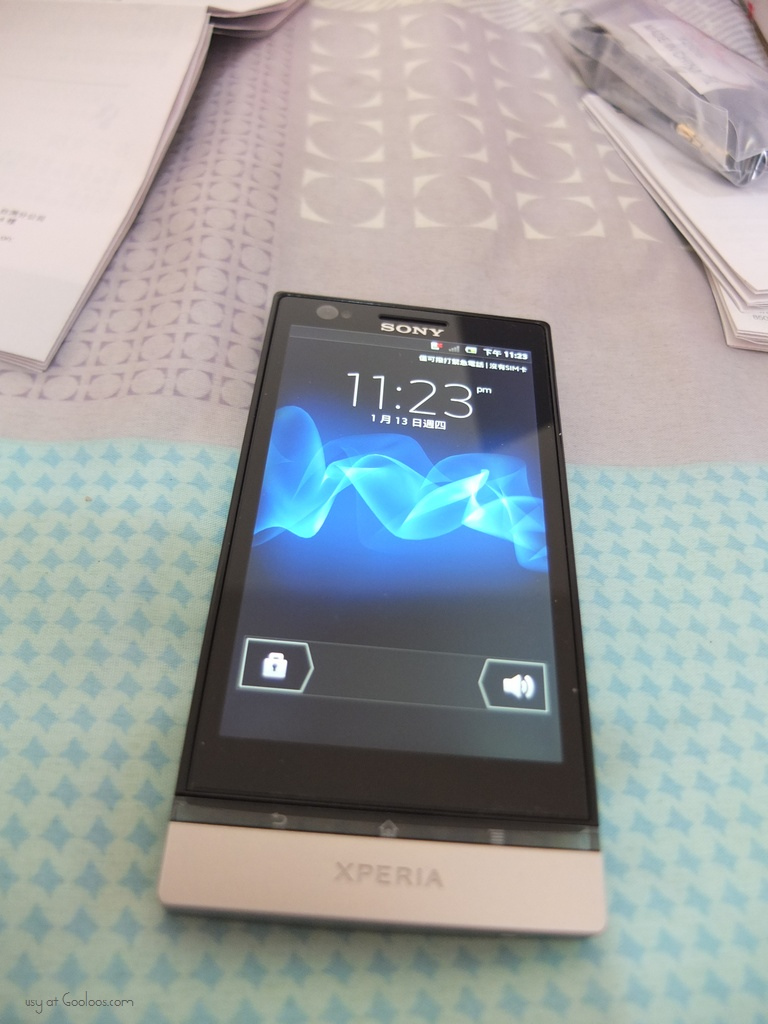
Xperia P front

Das Sony Xperia P ist das zweite Sony-Smartphone der Sony-Xperia-NXT-Serie. Das Gehäuse besteht als Besonderheit aus einem Stück Aluminium. Außerdem hat es eine neuartige Bildschirm-Matrix, die sich WhiteMagic nennt. Es trägt die Modellbezeichnung LT22i.
| Akku            | 1305 mAh (fest verbaut)                                                   |
| Farben          | Silber, Schwarz, Rot                                                      |
| Bildschirm      | 4,0″ Diagonale, 540 × 960 Pixel, 275 ppi                                  |
| Hauptkamera     | 8 MP, Autofokus, 8-fachem Digitalzoom mit LED-Blitzlicht, Video bis 1080p |
| Frontkamera     | 0,3 MP                                                                    |
| RAM             | 1 GB                                                                      |
| Prozessor       | NovaThor U8500 @ 2 × 1 GHz                                                |
| Grafikprozessor | ARM Mali-400                                                              |
| Flash-Speicher  | 16 GB (13 GB nutzbar), keine Erweiterungsmöglichkeit                      |
| Maße            | 122 × 59,5 × 10,5 mm                                                      |
| Gewicht         | 126 g                                                                     |
| Betriebssystem  | Google Android 2.3 („Gingerbread“) → 4.1 („Jelly Bean“)                   |

#### Xperia U

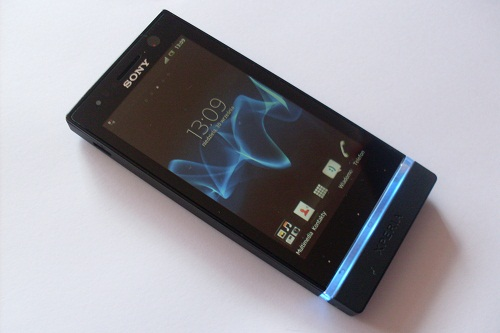
Sony Xperia U

Das Sony Xperia U ist das dritte Modell der Sony-Xperia-NXT-Serie. Das Besondere ist, dass es die Farbe des transparenten Streifens ändern kann. Es trägt die Modellbezeichnung ST25i bzw. ST25a. Die beiden Modelle unterscheiden sich hauptsächlich nur in der Nutzung der Frequenzbänder im UMTS-/HSPA-Bereich.
| Akku            | 1320 mAh                                                                  |
| Farben          | Schwarz oder Weiß; Kappe in Schwarz, Weiß, Pink und Gelb erhältlich       |
| Bildschirm      | 3,5″ Diagonale, 480 × 854 Pixel, 280 ppi                                  |
| Hauptkamera     | 5 MP, Autofokus, 16-fachem Digitalzoom und LED-Blitzlicht, Video bis 720p |
| Frontkamera     | 0,3 MP                                                                    |
| RAM             | 512 MB                                                                    |
| Prozessor       | NovaThor U8500 @ 2 × 1 GHz                                                |
| Grafikprozessor | ARM Mali-400                                                              |
| Flash-Speicher  | 8 GB (4 GB nutzbar), keine Erweiterungsmöglichkeit                        |
| Maße            | 112 × 54 × 12 mm                                                          |
| Gewicht         | 110 g                                                                     |
| Betriebssystem  | Google Android 2.3 („Gingerbread“) → 4.0 („Ice Cream Sandwich“)           |

#### Xperia sola
Das Xperia sola (MT27i) ist das vierte Smartphone von Sony und unterscheidet sich im Design deutlich von den Modellen der NXT-Serie. Außerdem wurde eine andere Display-Technik verbaut, die es u. a. erlaubt, Effekte hervorzurufen, indem man seinen Finger nahe an den Bildschirm hält, ohne diesen zu berühren. Sony nennt dies floating touch.
| Akku            | 1320 mAh (fest verbaut)                                                   |
| Farben          | Schwarz, Weiß, Rot                                                        |
| Bildschirm      | 3,7″ Diagonale, 480 × 854 Pixel, 265 ppi                                  |
| Kamera          | 5 MP, Autofokus, 16-fachem Digitalzoom und LED-Blitzlicht, Video bis 720p |
| RAM             | 512 MB                                                                    |
| Prozessor       | NovaThor U8500 @ 2 × 1 GHz                                                |
| Grafikprozessor | ARM Mali-400                                                              |
| Flash-Speicher  | 8 GB (7,1 GB nutzbar), erweiterbar um bis zu 32 GB per microSD-Karte      |
| Maße            | 116 × 59 × 9,9 mm                                                         |
| Gewicht         | 107 g                                                                     |
| Betriebssystem  | Google Android 2.3 („Gingerbread“) → 4.0 („Ice Cream Sandwich“)           |

#### Xperia go
Das Xperia go wurde am 30. Mai 2012 angekündigt. Es ist dem Xperia sola sehr ähnlich, aber rundlicher und mit anderer Rückseite. Außerdem wird es von Sony Mobile als eines der Outdoor-Smartphones vertrieben, wie auch das Xperia active. Somit ist es nach IP 67 angefertigt. In den USA trägt es den Namen Xperia Advanced. Die Modellbezeichnung lautet ST27i bzw. ST27a.
| Akku            | 1305 mAh (fest verbaut)                                                   |
| Farben          | Schwarz, Weiß, Gelb                                                       |
| Bildschirm      | 3,5″ Diagonale, 320 × 480 Pixel, 165 ppi                                  |
| Kamera          | 5 MP, Autofokus, 16-facher Digitalzoom mit LED-Blitzlicht, Video bis 720p |
| RAM             | 512 MB                                                                    |
| Prozessor       | NovaThor U8500 @ 2 × 1 GHz                                                |
| Grafikprozessor | ARM Mali-400                                                              |
| Flash-Speicher  | 8 GB (4 GB nutzbar), erweiterbar um bis zu 32 GB per microSD-Karte        |
| Maße            | 111 × 60,3 × 9,8 mm                                                       |
| Gewicht         | 110 g                                                                     |
| Betriebssystem  | Google Android 2.3 („Gingerbread“) → 4.1.2 („Jelly Bean“)                 |

#### Xperia acro S

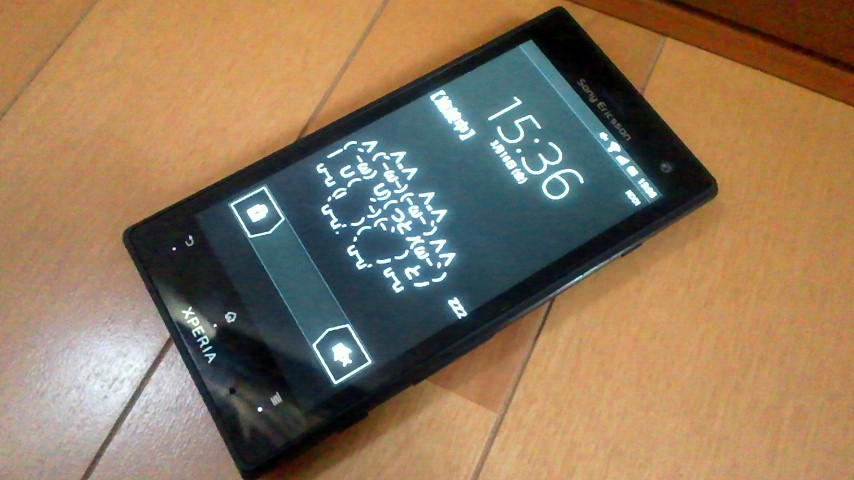
Japanische Version des Xperia acro S unter dem Branding von Sony Ericsson

Das Sony Xperia acro S ist dem in Japan bereits erhältlichen Xperia acro HD (Release: März 2012) sehr ähnlich, sowohl im Design als auch in seinen Dimensionen. Sony vermarktet es, wie das Xperia go, als Outdoor-Smartphone, wonach es eine Zertifizierung gemäß IP55 und IP57 trägt. Es trägt die Modellbezeichnung LT26w. Außerdem kam es im dritten Quartal 2012 mit installiertem Android 4.0 (Ice Cream Sandwich) auf den Markt.
| Akku            | 1910 mAh (fest verbaut)                                                  |
| Farben          | Schwarz, Weiß, Pink                                                      |
| Bildschirm      | 4,3″ Diagonale, 720 × 1280 Pixel, 342 ppi                                |
| Hauptkamera     | 12,1 MP, Autofokus, 16-fach Digitalzoom, LED-Blitzlicht, Video bis 1080p |
| Frontkamera     | 1,3 MP, Video bis 720p                                                   |
| RAM             | 1 GB                                                                     |
| Prozessor       | Qualcomm MSM8260 Snapdragon S3 @ 2 × 1,5 GHz                             |
| Grafikprozessor | Adreno 220                                                               |
| Flash-Speicher  | 16 GB (11 GB nutzbar), erweiterbar um bis zu 32 GB per microSD-Karte     |
| Maße            | 126 × 66 × 11,9 mm                                                       |
| Gewicht         | 147 g                                                                    |
| Betriebssystem  | Google Android 4.0 („Ice Cream Sandwich“) → 4.1.2 („Jelly Bean“)         |

#### Xperia neo L
Das Xperia neo L ist der Nachfolger des Xperia neo unter der Marke Sonys. Es erschien ausschließlich im südostasiatischen Raum und trägt die Bezeichnung MT25i.
| Akku            | 1500 mAh                                                             |
| Farben          | Glossy black und Glossy white                                        |
| Bildschirm      | 4,0″ Diagonale, 480 × 854 Pixel, 245 ppi                             |
| Hauptkamera     | 5 MP, Autofokus sowie LED-Blitzlicht, Video bis 720p                 |
| Frontkamera     | 0,3 MP                                                               |
| RAM             | 512 MB                                                               |
| Prozessor       | Qualcomm MSM8255 Snapdragon S2 @ 1 × 1 GHz                           |
| Grafikprozessor | Adreno 205                                                           |
| Flash-Speicher  | 1 GB (300 MB nutzbar), erweiterbar um bis zu 32 GB per microSD-Karte |
| Maße            | 121 × 61,1 × 12,2 mm                                                 |
| Gewicht         | 131,5 g                                                              |
| Betriebssystem  | Google Android 4.0.4 („Ice Cream Sandwich“)                          |

#### Xperia tipo
Das Sony Xperia tipo, das im August 2012 erschienen ist, ist ein Einsteiger-Smartphone der Xperia-Reihe von Sony. Eine Besonderheit ist: Es existiert auch als Dual-SIM-Variante unter dem Namen Xperia tipo dual.
| Akku            | 1500 mAh                                                             |
| Farben          | Classic Black, Classic White, Rot, Navy Blue                         |
| Bildschirm      | 3,2″ Diagonale, 320 × 480 Pixel, 180 ppi                             |
| Kamera          | 3,2 MP, 4-fach-Digitalzoom, Video bis 480p                           |
| RAM             | 512 MB                                                               |
| Prozessor       | Qualcomm MSM7225AA Snapdragon S1 @ 1 × 800 MHz                       |
| Grafikprozessor | Adreno 200                                                           |
| Flash-Speicher  | 4 GB (2,5 GB nutzbar), erweiterbar um bis zu 32 GB per microSD-Karte |
| Maße            | 103 × 57 × 13 mm                                                     |
| Gewicht         | 99,4 g                                                               |
| Betriebssystem  | Google Android 4.0.4 („Ice Cream Sandwich“)                          |

#### Xperia miro
Das Sony Xperia miro, trägt die Modellbezeichnung ST23i, das im Design dem Xperia sola ähnelt und vom japanischen Elektronikkonzern als sogenanntes fun social smartphone angekündigt wird, verfügt über eine volle Facebook-Integration und speziell darauf abgestimmte Funktionen, eine 5 MP auf der Rückseite des Geräts sowie eine Kamera auf der Vorderseite für Telefonate mit Video. Auf den Markt kommt das Smartphone voraussichtlich ab dem dritten Quartal 2012.
| Akku            | 1500 mAh                                                                 |
| Farben          | Schwarz, Weiß, Weiß/Gold, Schwarz/Pink                                   |
| Bildschirm      | 3,5″ Diagonale, 320 × 480 Pixel, 165 ppi                                 |
| Hauptkamera     | 5 MP, Autofokus sowie LED-Blitzlicht, 4-fach-Digitalzoom, Video bis 480p |
| Frontkamera     | 0,3 MP                                                                   |
| RAM             | 512 MB                                                                   |
| Prozessor       | Qualcomm MSM7225A Snapdragon S1 @ 1 × 800 MHz                            |
| Grafikprozessor | Adreno 200                                                               |
| Flash-Speicher  | 4 GB (2,2 GB nutzbar), erweiterbar um bis zu 32 GB per microSD-Karte     |
| Maße            | 113 × 59,4 × 9,9 mm                                                      |
| Gewicht         | 110 g                                                                    |
| Betriebssystem  | Google Android 4.0 („Ice Cream Sandwich“)                                |

#### Xperia SL
Das Sony Xperia SL ist eine überarbeitete Version des Xperia S und bietet im Gegensatz zum Xperia S lediglich einen 1,7-GHz-Dual-Core-Prozessor und einen Bildschirm mit hoher Auflösung (342 ppi). Es trägt die Modellbezeichnung LT26ii. Das Xperia SL wird laut Sony nicht in Deutschland erscheinen.
| Akku            | 1750 mAh (fest verbaut)                                                             |
| Farben          | Schwarz, Weiß, Silber, Pink                                                         |
| Bildschirm      | 4,3″ Diagonale, 720 × 1280 Pixel, 342 ppi                                           |
| Hauptkamera     | 12,1 MP, Autofokus, 16-facher Digitalzoom, LED-Blitz (Pulsbetrieb), Video bis 1080p |
| Frontkamera     | 1,3 MP, Video bis 720p                                                              |
| RAM             | 1 GB                                                                                |
| Prozessor       | Qualcomm MSM8260 Snapdragon S3 @ 2 × 1,7 GHz                                        |
| Grafikprozessor | Adreno 220                                                                          |
| Flash-Speicher  | 32 GB (26 GB nutzbar), keine Erweiterungsmöglichkeit                                |
| Maße            | 128,0 × 64,0 × 10,6 mm                                                              |
| Gewicht         | 144 g                                                                               |
| Betriebssystem  | Google Android 4.0.4 („Ice Cream Sandwich“) → 4.1.2 („Jelly Bean“)                  |

#### Xperia J

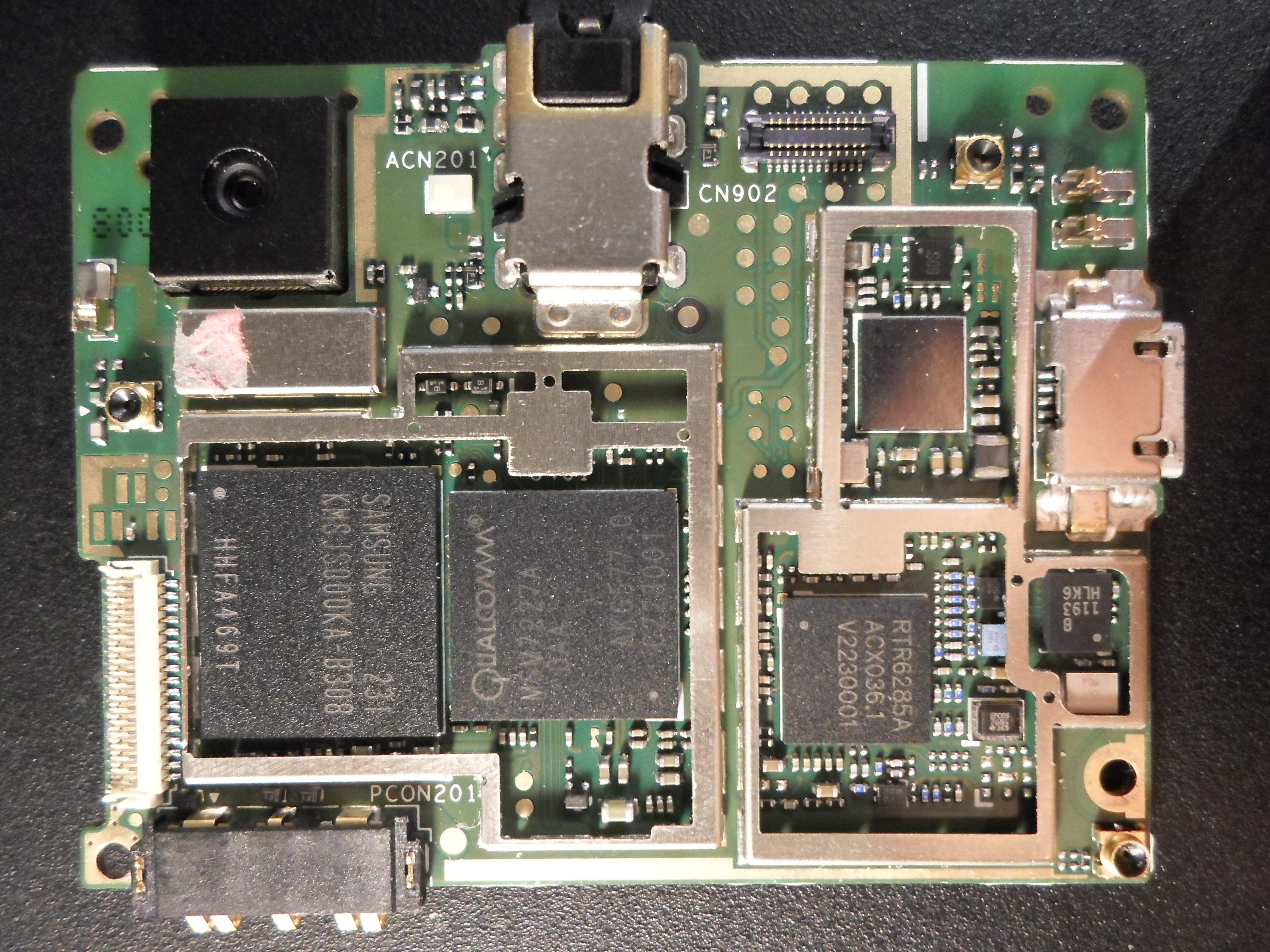
Hauptplatine von Xperia J

Das Xperia J wurde von Sony auf der IFA 2012 zusammen mit dem Xperia T und dem Xperia V vorgestellt. Es besitzt einen 4-Zoll-Bildschirm und eine 5 MP. Es trägt die Modellbezeichnung ST26i bzw. ST26a.
| Akku            | 1750 mAh                                                           |
| Farben          | Schwarz, Weiß, Pink, Gold                                          |
| Bildschirm      | 4,0″ Diagonale, 480 × 854 Pixel, 228 ppi                           |
| Hauptkamera     | 5 MP, Autofokus sowie LED-Blitzlicht, Video bis 480p               |
| Frontkamera     | 0,3 MP                                                             |
| RAM             | 512 MB                                                             |
| Prozessor       | 1 GHz Qualcomm MSM7227A                                            |
| Grafikprozessor | Adreno 200 (Enhanced)                                              |
| Flash-Speicher  | 4 GB (2 GB nutzbar), erweiterbar um bis zu 32 GB per microSD-Karte |
| Maße            | 124,3 × 61,2 × 9,2 mm                                              |
| Gewicht         | 124 g                                                              |
| Betriebssystem  | Google Android 4.0.4 („Ice Cream Sandwich“) → 4.1.2 („Jelly Bean“) |

#### Xperia V
Das Xperia V (LT25i) wurde von Sony auf der IFA 2012 zusammen mit dem Xperia T und dem Xperia J vorgestellt. Es war (nach dem Xperia ion) das zweite LTE-fähige Smartphone von Sony mit IP55/57-Zertifizierung (Wasser- und Staubdichte). In Japan wurde das Xperia V unter dem Namen Xperia AX zunächst vom japanischen Mobilfunkbetreiber NTT DoCoMo vertrieben.
| Akku            | 1750 mAh, Wechselbar                                                          |
| Farben          | Schwarz, Weiß, Pink                                                           |
| Bildschirm      | 4,3″ Diagonale, 720 × 1280 Pixel, 342 ppi                                     |
| Hauptkamera     | 13 MP (HD), Autofokus, LED-Blitzlicht, 16-facher Digitalzoom, Video bis 1080p |
| Frontkamera     | 0,3 MP                                                                        |
| RAM             | 1 GB                                                                          |
| Prozessor       | Qualcomm MSM8960 Snapdragon S4 Plus @ 2 × 1,5 GHz                             |
| Grafikprozessor | Adreno 225                                                                    |
| Flash-Speicher  | 8 GB, erweiterbar um bis zu 32 GB per microSD-Karte                           |
| Maße            | 129 × 65 × 10,7 mm                                                            |
| Gewicht         | 120 g                                                                         |
| Betriebssystem  | Google Android 4.0.4 („Ice Cream Sandwich“) → 4.3 („Jelly Bean“)              |

#### Xperia T

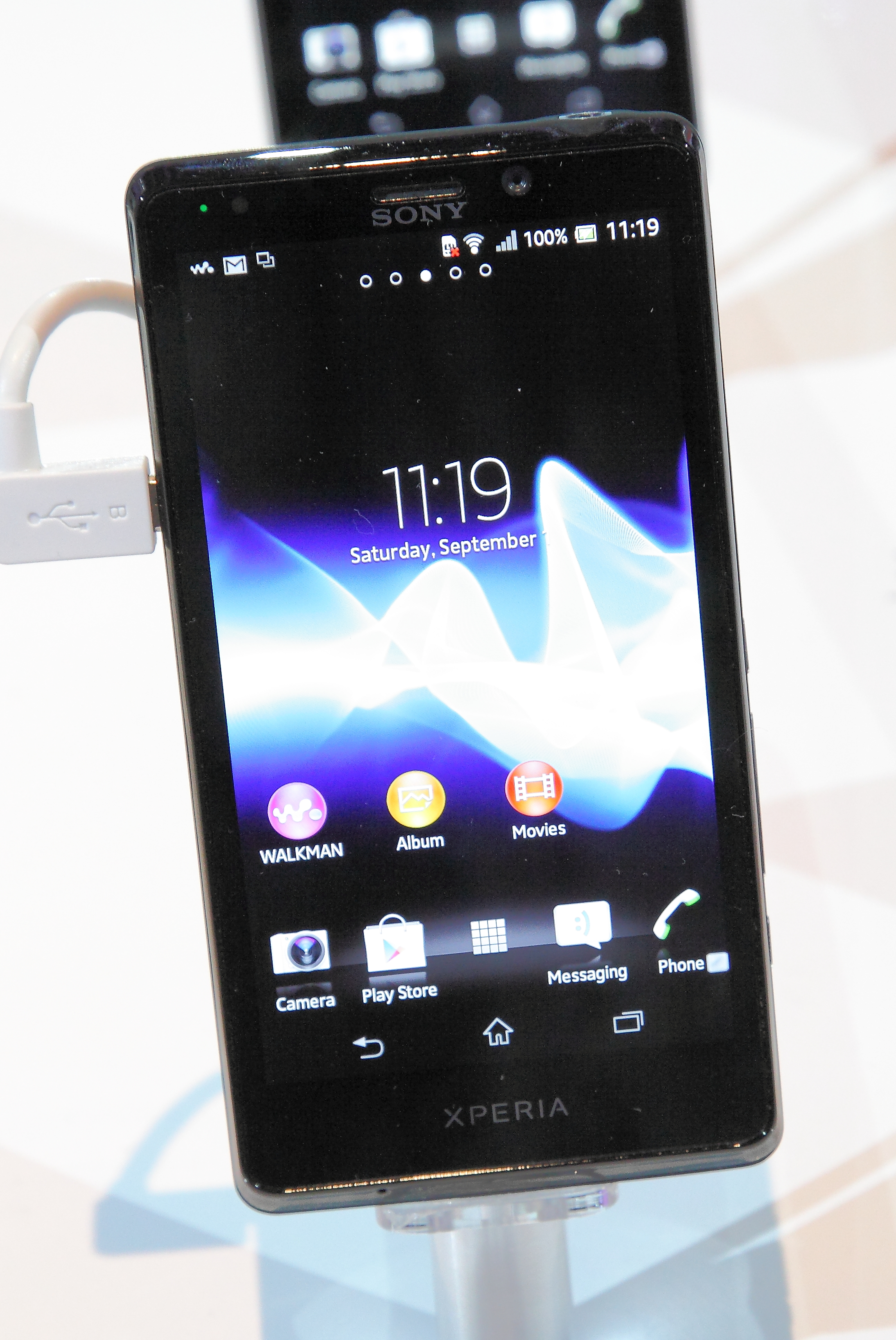
Xperia T auf der IFA in Berlin 2012

Das Xperia T (LT30p) wurde am 29. August 2012 von Sony zusammen mit dem Xperia J und dem Xperia V auf der IFA 2012 als neues Flaggschiff der Xperia-Reihe vorgestellt. Es besitzt ein 4,55″ großes LC-Display mit einer Auflösung von 1280 × 720 Pixeln und eine 13 MP. Das Smartphone wurde zunächst mit dem Betriebssystem Android 4.0 (Ice Cream Sandwich) ausgeliefert. In den USA erschien außerdem, durch AT&T vertrieben, eine Variante mit LTE-Funktechnik (Xperia TL). Es trug die Modellbezeichnung LT30a bzw. LT30at. Nach einem Auftritt im James-Bond-Film Skyfall wurde das Xperia T auch als Sonderedition Bond Phone angeboten.
| Akku            | 1850 mAh (fest verbaut)                                                                          |
| Farben          | Schwarz, Weiß, Silber                                                                            |
| Bildschirm      | 4,55″ Diagonale, 720 × 1280 Pixel, 323 ppi                                                       |
| Hauptkamera     | 13 MP, Autofokus und CMOS-Sensor Exmor R, LED-Blitzlicht, 16-facher Digitalzoom, Video bis 1080p |
| Frontkamera     | 1,3 MP, Video bis 720p                                                                           |
| RAM             | 1 GB                                                                                             |
| Prozessor       | Qualcomm MSM8260A Snapdragon S4 Plus @ 2 × 1,5 GHz                                               |
| Grafikprozessor | Adreno 225                                                                                       |
| Flash-Speicher  | 16 GB (10,8 GB nutzbar), erweiterbar um bis zu 32 GB per microSD-Karte                           |
| Gesprächszeit   | bis zu 7 Stunden (Herstellerangabe)                                                              |
| Standby-Zeit    | bis zu 450 Stunden (Herstellerangabe)                                                            |
| Maße            | 129,4 × 67,3 × 9,35 mm                                                                           |
| Gewicht         | 139 g                                                                                            |
| Betriebssystem  | Google Android 4.0.4 („Ice Cream Sandwich“) → 4.3 („Jelly Bean“)                                 |

#### Xperia TX
Das Xperia TX ist eine veränderte Version des Xperia T, genauer genommen die internationale Variante des in Japan erhältlichen Xperia GX. Es besitzt einen 4,55-Zoll-Bildschirm. Die Besonderheit an dem Modell ist der auswechselbare Akku. Es trägt die Modellbezeichnung LT29i. Das Xperia TX ist nie in Deutschland erschienen.
| Akku            | 1750 mAh                                                                                      |
| Farben          | Schwarz, Weiß, Pink                                                                           |
| Bildschirm      | 4,55″ Diagonale, 720 × 1280 Pixel, 323 ppi                                                    |
| Hauptkamera     | 13 MP, Autofokus, CMOS-Sensor Exmor R, LED-Blitzlicht, 16-facher Digitalzoom, Video bis 1080p |
| Frontkamera     | 1,3 MP, Video bis 720p                                                                        |
| RAM             | 1 GB                                                                                          |
| Prozessor       | Qualcomm MSM8260A Snapdragon S4 Plus @ 2 × 1,5 GHz                                            |
| Grafikprozessor | Adreno 225                                                                                    |
| Flash-Speicher  | 16 GB (10,8 GB nutzbar), erweiterbar um bis zu 32 GB per microSD-Karte                        |
| Maße            | 131 × 68,6 × 8,6 mm                                                                           |
| Gewicht         | 127 g                                                                                         |
| Betriebssystem  | Google Android 4.0.4 („Ice Cream Sandwich“) → 4.3 („Jelly Bean“)                              |

#### Xperia T2 Ultra
Das Xperia T2 Ultra ist anders als Xperia T und TX ein Mittelklasse-Smartphone der Xperia-Serie von Sony. Es wurde am 14. Januar 2014 zusammen mit dem Xperia E1 vorgestellt. Die Merkmale des T2 Ultra sind das 6″ große HD Display sowie die geringe Tiefe von nur 7,65 Millimetern.
Es existiert in 4 Varianten (D5303, D5306, XM50h, XM50t) als Xperia T2 Ultra mit einem SIM-Kartenschacht und in einer weiteren Variante (D5322) als Xperia T2 Ultra Dual mit 2 SIM-Kartenschächten.
| Akku            | 3000 mAh (fest verbaut)                                                                                |
| Farben          | Schwarz, Weiß, Violett                                                                                 |
| Bildschirm      | 6,0″ Diagonale, 720 × 1280 Pixel, 245 ppi                                                              |
| Hauptkamera     | 13 MP, Autofokus, 1/2,3″ Exmor-RS-Sensor und HDR-Funktion sowie LED-Blitzlicht, ƒ/2.0, Video bis 1080p |
| Frontkamera     | 1,1 MP, Video bis 720p                                                                                 |
| RAM             | 1 GB                                                                                                   |
| Prozessor       | Qualcomm MSM8928 Snapdragon 400 @ 4 × 1,4 GHz                                                          |
| Grafikprozessor | Adreno 305                                                                                             |
| Flash-Speicher  | 8 GB (4,8 GB nutzbar), erweiterbar um bis zu 32 GB per microSD-Karte                                   |
| Maße            | 165,2 × 83,8 × 7,65 mm                                                                                 |
| Gewicht         | 171,7 g (D5303), 172,4 g (D5306)                                                                       |
| Betriebssystem  | Google Android 4.3 („Jelly Bean“) → 5.0.2 („Lollipop“) → 5.1.1 („Lollipop“) (D5322)                    |

#### Xperia T3
Das Xperia T3 ist ein Mittelklasse-Smartphone der Xperia-Serie von Sony. Es wurde am 3. Juni 2014 als Nachfolger des Xperia T2 Ultra vorgestellt. Es besitzt einen Rahmen aus rostfreiem Edelstahl und ist nochmal dünner aber auch kleiner und besitzt einen kleineren Bildschirm als das Xperia T2 Ultra. So kommt es auf eine Tiefe von 7 Millimetern, ist rund 15 Millimeter kürzer, 7 Millimeter schmäler und besitzt ein 0,7″ kleineres Display.
Es existiert in 3 Varianten (D5102, D5103, D5106) als Xperia T3 mit einem SIM-Kartenschacht.
| Akku            | 2500 mAh (fest verbaut)                                                                                |
| Farben          | Schwarz, Weiß, Violett                                                                                 |
| Bildschirm      | 5,3″ Diagonale, 720 × 1280 Pixel, 277 ppi                                                              |
| Hauptkamera     | 8 MP, Autofokus, 1/2,3″ Exmor-RS-Sensor und HDR-Funktion sowie LED-Blitzlicht, ƒ/2.0, Video bis 1080p  |
| Frontkamera     | 1,1 MP (Exmor-R-Sensor), Video bis 720p                                                                |
| RAM             | 1 GB                                                                                                   |
| Prozessor       | Qualcomm MSM8928-2 Snapdragon 400 @ 4 × 1,4 GHz (D5103, D5106), Qualcomm MSM8228 @ 4 × 1,4 GHz (D5102) |
| Grafikprozessor | Adreno 305                                                                                             |
| Flash-Speicher  | 8 GB, erweiterbar um bis zu 32 GB per microSD-Karte                                                    |
| Maße            | 150,7 × 77 × 7 mm                                                                                      |
| Gewicht         | 148 g                                                                                                  |
| Betriebssystem  | Google Android 4.4.2 („KitKat“) → 4.4.4 („KitKat“)                                                     |

#### Xperia E
Das Xperia E wurde am 5. Dezember 2012 offiziell angekündigt. Es hat das gleiche Design wie das Xperia J, nur hat es einen 3,5-Zoll-Bildschirm. Es gibt ebenfalls eine Dual-Sim-Variante des Xperia E mit dem Namen Xperia E dual. Die Typenbezeichnung lautet beim Single-SIM-Modell C1505 bzw. C1504 und bei der Dual-Sim-Variante C1605 bzw. C1604.
| Akku            | 1530 mAh                                                           |
| Farben          | Schwarz, Weiß, Pink, Gold                                          |
| Bildschirm      | 3,5″ Diagonale, 320 × 480 Pixel, 165 ppi                           |
| Kamera          | 3,2 MP, Video bis 480p                                             |
| RAM             | 512 MB                                                             |
| Prozessor       | Qualcomm MSM7227A Snapdragon S1 @ 1 × 1 GHz                        |
| Grafikprozessor | Adreno 200                                                         |
| Flash-Speicher  | 4 GB (2 GB nutzbar), erweiterbar um bis zu 32 GB per microSD-Karte |
| Maße            | 113,5 × 61,8 × 11 mm                                               |
| Gewicht         | 115,7 g                                                            |
| Betriebssystem  | Google Android 4.1 („Jelly Bean“) → Android 4.1.1 („Jelly Bean“)   |

#### Xperia E1
Das Xperia E1 ist ein Einsteiger-Smartphone der Xperia-Serie von Sony. Es wurde am 14. Januar 2014 zusammen mit dem Xperia T2 Ultra als Nachfolger des Xperia E vorgestellt. Sein Äußeres ist ähnlich dem Sony-typischen Omnibalance-Design, es ist jedoch abgerundeter und sein Powerbutton ist in Schwarz anstatt in Silber. Es besitzt ein um 0,5″ auf 4″ größeres Display und Lautsprecher, die laut Hersteller eine Lautstärke von 100 dB erreichen. Des Weiteren besitzt es an der oberen Kante eine Walkman-Taste, die als Schnellzugriff für die Walkman-App dient.
Es existiert in 2 Varianten (D2004, D2005) als Xperia E1 mit einem SIM-Kartenschacht und in weiteren 3 Varianten (D2104, D2105, D2114) als Xperia E1 Dual mit 2 SIM-Kartenschächten.
| Akku            | 1700 mAh                                                           |
| Farben          | Schwarz, Weiß, Violett                                             |
| Bildschirm      | 4,0″ Diagonale, 480 × 800 Pixel, 233 ppi                           |
| Kamera          | 3,2 MP, Video bis 600p                                             |
| RAM             | 512 MB                                                             |
| Prozessor       | Qualcomm MSM8210 Snapdragon 200 @ 2 × 1,2 GHz                      |
| Grafikprozessor | Adreno 302                                                         |
| Flash-Speicher  | 4 GB (2 GB nutzbar), erweiterbar um bis zu 32 GB per microSD-Karte |
| Maße            | 118 × 62,4 × 12 mm                                                 |
| Gewicht         | 120 g                                                              |
| Betriebssystem  | Google Android 4.3 („Jelly Bean“) → 4.4.2 („KitKat“)               |

#### Xperia E3
Das Xperia E3 ist ein Einsteiger-Smartphone der Xperia-Serie von Sony. Es wurde am 3. September 2014 im Rahmen der IFA in Berlin als Nachfolger des Xperia E1 vorgestellt. Es bietet das Sony-typische Omnibalance-Design mit großen Seitenrändern, jedoch ohne Schutz vor Staub und Wasser. Für dieses Design gewann es am 31. März 2015 einen Red Dot Design Award.
| Akku            | 2330 mAh (fest verbaut)                                                |
| Farben          | Schwarz, Weiß, Kupfer, Limette                                         |
| Bildschirm      | 4,5″ Diagonale, 480 × 854 Pixel, 218 ppi                               |
| Hauptkamera     | 5 MP, Autofokus und HDR-Funktion sowie LED-Blitzlicht, Video bis 1080p |
| Frontkamera     | 0,3 MP                                                                 |
| RAM             | 1 GB                                                                   |
| Prozessor       | Qualcomm MSM8926-2 Snapdragon 400 @ 4 × 1,2 GHz                        |
| Grafikprozessor | Adreno 305                                                             |
| Flash-Speicher  | 4 GB (1,7 GB nutzbar), erweiterbar um bis zu 32 GB per microSD-Karte   |
| Maße            | 137,1 × 69,4 × 8,5 mm                                                  |
| Gewicht         | 143,8 g                                                                |
| Betriebssystem  | Google Android 4.4.2 („KitKat“) → 5.1.1 (Lollipop) angekündigt         |

#### Xperia E4(g)
Das Xperia E4 ist ein Einsteiger-Smartphone der Xperia-Serie von Sony. Es wurde am 10. Februar 2015 im Rahmen des GSMA Mobile World Congress als Nachfolger des Xperia E3 vorgestellt. Sein Äußeres bietet im Vergleich zum Vorgänger viel dünnere Seitenränder und ähnelt mit seiner abgerundeten Rückseite dem Design des Xperia E1.
Es existiert in 2 Varianten (E2104, E2105) als Xperia E4 mit einem SIM-Kartenschacht und in weiteren 3 Varianten (E2114, E2115, E2124) als Xperia E4 Dual mit 2 SIM-Kartenschächten. Außerdem wurde es in Deutschland nie verkauft.
Am 24. Februar 2015 stellte Sony das Xperia E4g als LTE-Variante des E4 vor. Es besitzt im Vergleich zum Xperia E4 wieder etwas dickere Seitenränder über und unter dem Display und ein um 0,3″ auf 4,7″ kleineres Display. Weitere Unterschiede sind ein kleineres, dickeres Gehäuse, die Unterstützung von NFC, ein schnellerer Prozessor und eine UVP, die 30 € über der des Xperia E4 liegt, also bei 129 €.
Es existiert in 3 Varianten (E2003, E2006, E2053) als Xperia E4 mit einem SIM-Kartenschacht und in weiteren 2 Varianten (E2033, E2043) als Xperia E4 Dual mit 2 SIM-Kartenschächten.
|                 | Xperia E4                                                              | Xperia E4g                                                             |
| --------------- | ---------------------------------------------------------------------- | ---------------------------------------------------------------------- |
| Akku            | 2330 mAh (fest verbaut)                                                | 2300 mAh (fest verbaut)                                                |
| Farben          | Schwarz, Weiß                                                          | Schwarz, Weiß                                                          |
| Bildschirm      | 5,0″ Diagonale, 540 × 960 Pixel, 220 ppi                               | 4,7″ Diagonale, 540 × 960 Pixel, 234 ppi                               |
| Hauptkamera     | 5 MP, Autofokus und HDR-Funktion sowie LED-Blitzlicht, Video bis 1080p | 5 MP, Autofokus und HDR-Funktion sowie LED-Blitzlicht, Video bis 1080p |
| Frontkamera     | 2 MP, Video bis 720p                                                   | 2 MP, Video bis 720p                                                   |
| RAM             | 1 GB                                                                   | 1 GB                                                                   |
| Prozessor       | MediaTek MT6582 @ 4 × 1,3 GHz                                          | MediaTek MT6752 @ 4 × 1,5 GHz                                          |
| Grafikprozessor | ARM Mali-400 MP2                                                       | ARM Mali-760 MP2                                                       |
| Flash-Speicher  | 8 GB, erweiterbar um bis zu 32 GB per microSD-Karte                    | 8 GB, erweiterbar um bis zu 32 GB per microSD-Karte                    |
| Maße            | 137 × 74,6 × 10,5 mm                                                   | 133 × 71 × 10,8 mm                                                     |
| Gewicht         | 144 g                                                                  | 135 g                                                                  |
| Betriebssystem  | Google Android 4.4.4 („KitKat“)                                        | Google Android 4.4.4 („KitKat“)                                        |

#### Xperia Z
Das Xperia Z wurde von Sony am 8. Januar 2013 auf der CES vorgestellt. Es besitzt ein 5″-Display mit Full-HD-Auflösung, das Schwarz noch farbechter anzeigen soll, unterstützt von der Mobile BRAVIA Engine 2, die auch im Xperia V verwendet wird. Außerdem besitzt es ein weitgehend symmetrisches Design, eine 13 MP mit HDR, verwirklicht durch den „Exmor RS for mobile“-Sensor. Es ist außerdem gemäß IP57 vor Wasser und Staub geschützt. Die Vorder- und die Rückseite bestehen aus Glas. Es gibt das Xperia Z in einer HSPA+-Version (Modell C6602) und in einer LTE-Version (C6603).
| Akku            | 2330 mAh (fest verbaut)                                                                                  |
| Farben          | Schwarz, Weiß, Violett                                                                                   |
| Bildschirm      | 5,0″ Diagonale, 1080 × 1920 Pixel, 442 ppi                                                               |
| Hauptkamera     | 13,1 MP, Autofokus, 1/3,2″ Exmor-RS-Sensor und HDR-Funktion sowie LED-Blitzlicht, ƒ/2.4, Video bis 1080p |
| Frontkamera     | 2,2 MP, Video bis 1080p                                                                                  |
| RAM             | 2 GB |
| Prozessor       | Qualcomm APQ8064 Snapdragon S4 Pro @ 4 × 1,5 GHz                                                         |
| Grafikprozessor | Adreno 320                                                                                               |
| Flash-Speicher  | 16 GB (11 GB nutzbar), erweiterbar um bis zu 64 GB per microSD-Karte                                     |
| Maße            | 139 × 71 × 7,9 mm                                                                                        |
| Gewicht         | 146 g |
| Betriebssystem  | Google Android 4.1.2 („Jelly Bean“) → 5.1.1 („Lollipop“)                                                 |

#### Xperia ZL
Zusammen mit dem Xperia Z kündigte Sony auch das Xperia ZL an. Dieses hat die gleiche Ausstattung wie das Xperia Z, aber eine Rückseite aus Kunststoff und keine IP57-Zertifizierung. Die Frontkamera befindet sich auf der unteren rechten Kante des Geräts. Es hat einen kleinen Lichtstreifen, der wie beim Xperia U die Farbe ändern kann. Es wurde zunächst mit Android 4.1 ausgeliefert.
| Akku            | 2370 mAh (fest verbaut)                                                                        |
| Farben          | Schwarz, Weiß, Lila                                                                            |
| Bildschirm      | 5,0″ Diagonale, 1080 × 1920 Pixel, 442 ppi                                                     |
| Hauptkamera     | 13,1 MP, Autofokus (Exmor-RS-Sensor) mit HDR-Funktion sowie LED-Blitzlicht, Video bis 1080p    |
| Frontkamera     | 2,2 MP, Video bis 1080p                                                                        |
| RAM             | 2 GB                                                                                           |
| Prozessor       | Qualcomm APQ8064 Snapdragon S4 Pro @ 4 × 1,5 GHz                                               |
| Grafikprozessor | Adreno 320                                                                                     |
| Flash-Speicher  | 16 GB (11 GB nutzbar), erweiterbar um bis zu 32 GB per microSD-Karte bzw. 64 GB ab Android 4.2 |
| Maße            | 131,7 × 69,8 × 9,8 mm                                                                          |
| Gewicht         | 151 g                                                                                          |
| Betriebssystem  | Google Android 4.1.2 („Jelly Bean“) → 5.0.2 („Lollipop“) → 5.1.1 („Lollipop“)                  |

#### Xperia SP
Am 18. März 2013 hat Sony das Xperia SP zusammen mit dem Xperia L angekündigt. Das in der oberen Mittelklasse anzuordnende Smartphone besitzt an der Unterseite einen transparenten Streifen, der bei Benachrichtigungen und bei Ansteuerung durch einige vorinstallierte Anwendungen farbig leuchten kann. Zudem ist das Xperia SP mit einem Aluminium-Rahmen rund um das Gehäuse ausgestattet. Ansonsten hat das Xperia SP eine 8 MP auf Exmor-RS-Basis, einen 1,7-GHz-Dual-Core-Snapdragon-S4-Pro-Prozessor und einen 4,6-Zoll-Kapazitiv-Touchscreen mit einer Auflösung von 1280 × 720 Pixeln (HD). Als Besonderheit ist die Unterstützung von LTE (4G) integriert. MHL ist ebenfalls verfügbar.
| Akku            | 2370 mAh (fest verbaut)                                                                                       |
| Farben          | Schwarz, Weiß/Silber, Rot                                                                                     |
| Bildschirm      | 4,6″ Diagonale, 720 × 1280 Pixel, 319 ppi                                                                     |
| Kamera          | 8 MP, Autofokus (Exmor-RS-Sensor) und HDR-Funktion sowie LED-Blitzlicht, Video bis 1080p, Frontkamera: 0,3 MP |
| RAM             | 1 GB |
| Prozessor       | Qualcomm MSM8960T Snapdragon S4 Pro @ 2 × 1,7 GHz                                                             |
| Grafikprozessor | Adreno 320 |
| Flash-Speicher  | 8 GB (5,8 GB nutzbar), erweiterbar um bis zu 32 GB per microSD-Karte                                          |
| Maße            | 130,6 × 67,1 × 9,98 mm                                                                                        |
| Gewicht         | 155 g |
| Betriebssystem  | Google Android 4.1 („Jelly Bean“) → 4.3 („Jelly Bean“)                                                        |

#### Xperia L

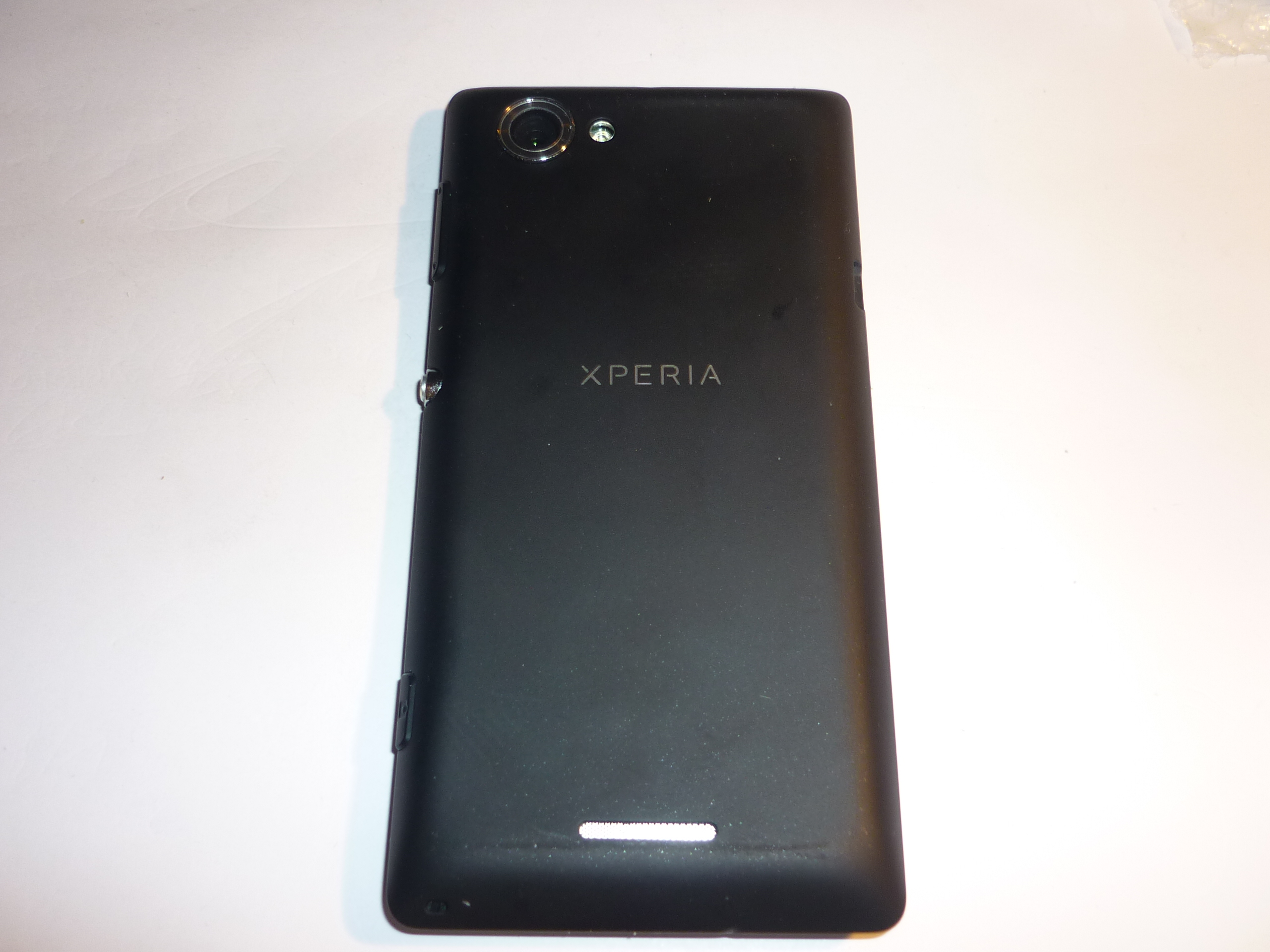
Sony Xperia L: Rückseite

Das Xperia L (C2105) ist ein weiteres Smartphone, das Sony am 18. März 2013 angekündigt hat. Es sieht ähnlich aus wie die Xperia-Arc-Serie, zu dem auch das Xperia J gehört. Wie dieses besitzt es an der Unterseite eine Benachrichtigungs-LED. Ansonsten hat es ein 4,3-Zoll-Display und eine 8-MP-HDR-Kamera auf Exmor-RS-for-mobile-Basis.
| Akku            | 1750 mAh                                                                                |
| Farben          | Schwarz, Weiß, Rot                                                                      |
| Bildschirm      | 4,3″ Diagonale, 480 × 854 Pixel, 228 ppi                                                |
| Hauptkamera     | 8 MP, Autofokus (Exmor-RS-Sensor) und HDR-Funktion sowie LED-Blitzlicht, Video bis 720p |
| Frontkamera     | 0,3 MP                                                                                  |
| RAM             | 1,5 GB                                                                                  |
| Prozessor       | Qualcomm MSM8230 Snapdragon 400 @ 2 × 1 GHz                                             |
| Grafikprozessor | Adreno 305                                                                              |
| Flash-Speicher  | 8 GB (5,8 GB nutzbar), erweiterbar um bis zu 32 GB per microSD-Karte                    |
| Maße            | 128,7 × 65 × 9,7 mm                                                                     |
| Gewicht         | 137 g                                                                                   |
| Betriebssystem  | Google Android 4.1 („Jelly Bean“) → 4.2.2 („Jelly Bean“)                                |

#### Xperia M

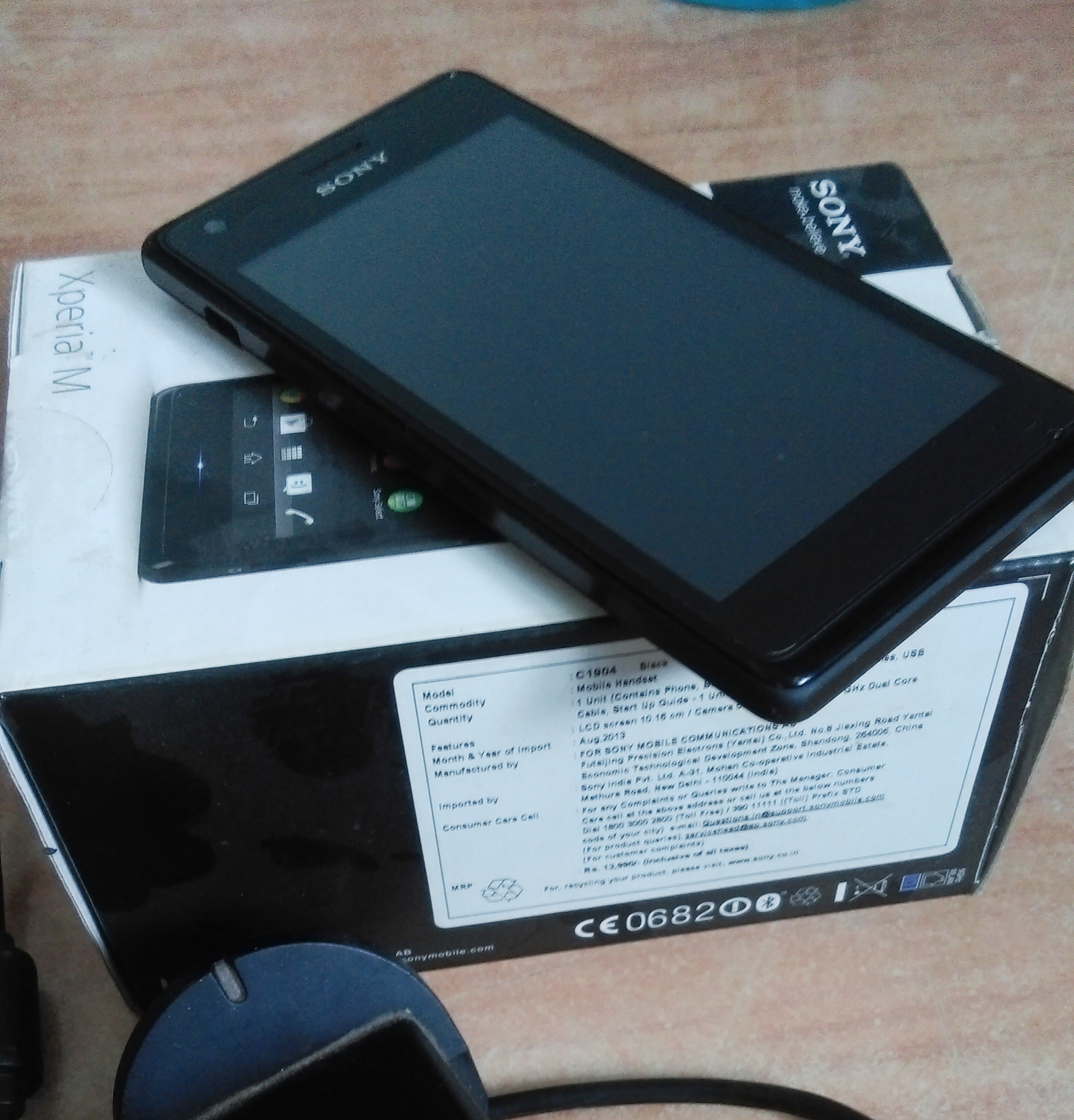
Sony Xperia M mit Originalverpackung

Das Xperia M ist ein Mittelklasse-Smartphone der Xperia-Serie von Sony (Modellnummer C1904/C1905), das im Juni 2013 angekündigt wurde. Das Äußere dieses Modells ist an das Omnibalance-Design des Xperia Z und an das Sony-typische Arc-Design angelehnt. Es hat eine große Benachrichtigungs-LED am unteren Rand und unterstützt NFC und Bluetooth 4.0. Es gibt auch eine Dual-Sim-Variante des Xperia M („Xperia M dual“, Modellnummer C2004/C2005).
| Akku            | 1700 mAh                                                             |
| Farben          | Schwarz, Weiß, Gelb (nur Single-SIM), Violett                        |
| Bildschirm      | 4,0″ Diagonale, 480 × 854 Pixel, 245 ppi                             |
| Hauptkamera     | 5 MP, Exmor-RS-Sensor, HDR, LED-Blitzlicht, ƒ/2.8, Video bis 720p    |
| Frontkamera     | 0,3 MP                                                               |
| RAM             | 1 GB                                                                 |
| Prozessor       | Qualcomm Snapdragon MSM8227 S4 Plus @ 2 × 1 GHz                      |
| Grafikprozessor | Adreno 305                                                           |
| Flash-Speicher  | 4 GB (1,5 GB nutzbar), erweiterbar um bis zu 32 GB per microSD-Karte |
| Maße            | 124 × 62 × 9,3 mm                                                    |
| Gewicht         | 115 g                                                                |
| Betriebssystem  | Google Android 4.1.2 („Jelly Bean“) → 4.3 („Jelly Bean“)             |

#### Xperia M2
Das Xperia M2 ist ein Mittelklasse-Smartphone der Xperia-Serie von Sony. Es wurde am 24. Februar 2014 im Rahmen des GSMA Mobile World Congress zusammen mit dem Xperia Z2 und dem Xperia Z2 Tablet als Nachfolger des Xperia M vorgestellt. Es besitzt das Sony-typische „OmniBalance“-Design, das dem des Xperia Z2 stark ähnelt. Wie auch in diesem wird der Akku nun fest verbaut und die Rückseite ist nicht mehr abnehmbar. Die Unterschiede im Vergleich zum Vorgänger betreffen hauptsächlich das veränderte Design, der schnellere Prozessor und das Display, das zwar etwas höher auflöst, aber im Ergebnis eine niedrigere Pixeldichte aufgrund des stärker gewachsenen Displays zur Folge hat. Das Modell unterstützt die Mobilfunkstandards NFC und Bluetooth 4.0 Low Energy.
Es existiert in 4 Varianten (D2303, D2305, D2306, D2316) als Xperia M2 mit einem SIM-Kartenschacht und in einer weiteren Variante (D2302) als Xperia M2 Dual mit 2 SIM-Kartenschächten.
Am 19. September 2014 präsentierte Sony das Xperia M2 Aqua. Es ist IP68-zertifiziert, also stärker vor Staub und Wasser geschützt als das M2. Die Farboption Violett wurde durch Kupfer ersetzt. 
| Akku            | 2330 mAh (fest verbaut)                                                                                      |
| Farben          | Schwarz, Weiß, Violett (Xperia M2), Kupfer (Xperia M2 Aqua)                                                  |
| Bildschirm      | 4,8″ Diagonale, 540 × 960 Pixel, 229 ppi                                                                     |
| Hauptkamera     | 8 MP, Autofokus, Exmor-RS-Sensor, HDR, LED-Blitzlicht, ISO 1600, ƒ/2.4, Video bis 1080p                      |
| Frontkamera     | 0,3 MP |
| RAM             | 1 GB |
| Prozessor       | Qualcomm MSM8926 Snapdragon 400 @ 4 × 1 GHz 1,2 GHz oder Qualcomm MSM8226 Snapdragon 400 @ 4 × 1 GHz 1,2 GHz |
| Grafikprozessor | Adreno 305                                                                                                   |
| Flash-Speicher  | 8 GB (5 GB nutzbar), erweiterbar um bis zu 32 GB per microSD-Karte                                           |
| Maße            | 139,65 × 71,14 × 8,64 mm                                                                                     |
| Gewicht         | 148 g |
| Betriebssystem  | Google Android 4.3 („Jelly Bean“) → 5.1.1 („Lollipop“)                                                       |

#### Xperia M4 Aqua
Das Xperia M4 Aqua ist ein Mittelklasse-Smartphone der Xperia-Serie von Sony. Es wurde am 2. März 2015 im Rahmen des MWC als Nachfolger des Xperia M2 Aqua vorgestellt. Das Äußere dieses Modells ist stark an das Sony-typische Omnibalance-Design des Xperia Z3 angelehnt. Es zeichnet sich außerdem durch seinen Schutz nach IP68 vor Staub und Wasser aus.
Es existiert in 3 Varianten (E2303, E2306, E2353) als Xperia M4 Aqua mit einem SIM-Kartenschacht und in weiteren 3 Varianten (E2312, E2333, E2363) als Xperia M4 Aqua Dual mit 2 SIM-Kartenschächten.
| Akku            | 2400 mAh (fest verbaut)                                                                                          |
| Farben          | Schwarz, Weiß, Koralle (Silber bei vereinzelten Anbietern)                                                       |
| Bildschirm      | 5,0″ Diagonale, 720 × 1280 Pixel, 294 ppi                                                                        |
| Hauptkamera     | 13 MP, Autofokus, 1/2,3″ Exmor-RS-Sensor, HDR, LED-Blitzlicht, ISO 3200, ƒ/2.0, Video bis 1080p                  |
| Frontkamera     | 5,1 MP, 1/5″ Exmor-R-Sensor, Video bis 1080p, 88°-Weitwinkelobjektiv                                             |
| RAM             | 3 GB |
| Prozessor       | Qualcomm MSM8939 Snapdragon 615 @ 4 × 1 GHz und 4 × 1,5 GHz, 64-Bit                                              |
| Grafikprozessor | Adreno 405 |
| Flash-Speicher  | 8 GB (4 GB nutzbar) (E2303/E2353); 16 GB (11 GB nutzbar) (E2306), erweiterbar um bis zu 200 GB per microSD-Karte |
| Maße            | 145,5 × 72,6 × 7,3 mm                                                                                            |
| Gewicht         | 136 g |
| Betriebssystem  | Google Android 5.0 („Lollipop“) → 6.0.1 (Marshmallow) angekündigt                                                |

#### Xperia M5
Das Xperia M5 ist ein Mittelklasse-Smartphone der Xperia-Serie von Sony. Es wurde am 3. August 2015 als Nachfolger des Xperia M4 Aqua vorgestellt. Es bietet das Sony-typische Omnibalance-Design mit Schutz nach IP65/68 vor Staub und Wasser und den neuen Sony IMX 230 Kamerasensor mit Hybrid Autofokus.
Es existiert in 3 Varianten (E5603, E5606, E5653) als Xperia M5 mit einem SIM-Kartenschacht und in weiteren 3 Varianten (E5633, E5643, E5663) als Xperia M5 Dual mit 2 SIM-Kartenschächten.
| Akku            | 2600 mAh (fest verbaut)                                                                                  |
| Farben          | Schwarz, Weiß, Gold                                                                                      |
| Bildschirm      | 5,0″ Diagonale, 1080 × 1920 Pixel, 442 ppi                                                               |
| Hauptkamera     | 21,5 MP, Hybrid Autofokus, 1/2,3″ Exmor-RS-Sensor, HDR, LED-Blitzlicht, ISO 3200, ƒ/2.2, Video bis 2160p |
| Frontkamera     | 13 MP, Autofokus, 1/2,3″ Exmor-RS-Sensor, ƒ/2.0, Video bis 1080p                                         |
| RAM             | 3 GB |
| Prozessor       | MediaTek MT6795 Helio X10 @ 8 × 2 GHz, 64 Bit                                                            |
| Grafikprozessor | PowerVR G6200                                                                                            |
| Flash-Speicher  | 16 GB, erweiterbar um bis zu 200 GB per microSD-Karte                                                    |
| Maße            | 145 × 72 × 7,6 mm                                                                                        |
| Gewicht         | 142,5 g                                                                                                  |
| Betriebssystem  | Google Android 5.0 („Lollipop“) → 6.0.1 (Marshmallow) angekündigt                                        |

Das Gerät wurde für die guten Kameras bei dem Preis gelobt.

„Das Sony Xperia M5 ist für den Preis ein echter Geheimtipp. […] Solche Kameras wie beim M5 sind für den Preis wirklich selten zu finden mit so einer Fotoqualität.“

#### Xperia Z Ultra
Das Xperia Z Ultra (Codename Togari) wurde von Sony am 25. Juni 2013 vorgestellt. Es besitzt einen 6,4″-Bildschirm mit Full-HD-Auflösung, das mit der Triluminos-Technik Farben natürlicher anzeigen soll, unterstützt von dem Bildprozessor X-Reality for mobile. Es war damit zu seiner Zeit eines der größten Phablets. Das Display kann mit einem beliebigen leitfähigen Gegenstand (z. B. einem ganz normalen Bleistift) bedient werden. Es ist außerdem gemäß IP58 vor Wasser und Staub geschützt. Die Vorderseite und Rückseite bestehen aus Glas. Die Modellnummer lautet C6833 für die World-Variante mit LTE.
| Akku            | 3050 mAh (fest verbaut)                                              |
| Farben          | Schwarz, Weiß, Violett                                               |
| Bildschirm      | 6,4″ Diagonale, 1080 × 1920 Pixel, 342 ppi                           |
| Hauptkamera     | 8 MP, Autofokus, 1/2,3″ Exmor-RS-Sensor, HDR, ƒ/2.0, Video bis 1080p |
| Frontkamera     | 2 MP, Video bis 1080p                                                |
| RAM             | 2 GB                                                                 |
| Prozessor       | Qualcomm MSM8274 oder MSM8974 Snapdragon 800 @ 4 × 2,2 GHz           |
| Grafikprozessor | Adreno 330                                                           |
| Flash-Speicher  | 16 GB (11 GB nutzbar), erweiterbar um bis zu 64 GB per microSD-Karte |
| Maße            | 179,4 × 92,2 × 6,5 mm                                                |
| Gewicht         | 212 g                                                                |
| Betriebssystem  | Google Android 4.2 („Jelly Bean“) → 5.1.1 („Lollipop“)               |

#### Xperia Z1

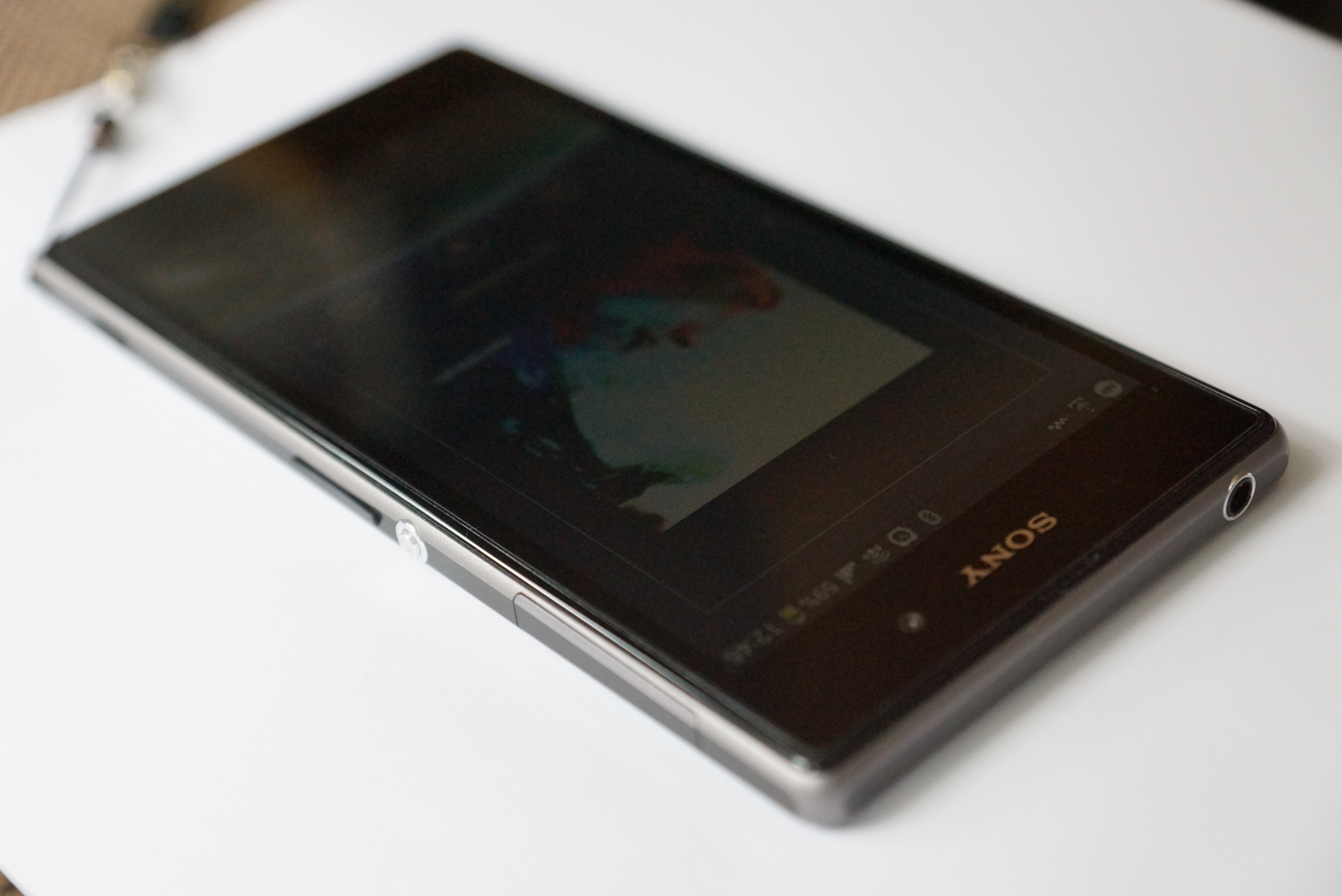
Sony Xperia Z1 von der rechten, oberen Kante aus

Das Xperia Z1 (Codename Honami) wurde von Sony am 4. September 2013 auf der IFA vorgestellt. Es besitzt einen 5-Zoll-Bildschirm mit Full-HD-Auflösung und eine 20,7 MP und ist gemäß IP58 vor Staub und Wasser geschützt. Die Vorderseite und Rückseite bestehen aus Glas. Die Modellnummer lautet C6903.
| Akku            | 3000 mAh (fest verbaut)                                                                 |
| Farben          | Schwarz, Weiß, Violett                                                                  |
| Bildschirm      | 5,0″ Diagonale, 1080 × 1920 Pixel, 442 ppi                                              |
| Hauptkamera     | 20,7 MP, Autofokus, 1/2,3″ Exmor-RS-Sensor, HDR, LED-Blitzlicht, ƒ/2.0, Video bis 1080p |
| Frontkamera     | 2 MP, 1/6,95″ Exmor-RS-Sensor, Video bis 1080p                                          |
| RAM             | 2 GB                                                                                    |
| Prozessor       | Qualcomm MSM8974 Snapdragon 800 @ 4 × 2,2 GHz                                           |
| Grafikprozessor | Adreno 330                                                                              |
| Flash-Speicher  | 16 GB (11 GB nutzbar), erweiterbar um bis zu 64 GB per microSD-Karte                    |
| Maße            | 144 × 74 × 8,5 mm                                                                       |
| Gewicht         | 170 g                                                                                   |
| Betriebssystem  | Google Android 4.2 („Jelly Bean“) → 5.1.1 („Lollipop“)                                  |

#### Xperia Z1 Compact
Das Xperia Z1 Compact (in Japan als Z1f bereits Ende Dezember 2013 erschienen) wurde von Sony am 6. Januar 2014 auf der CES in Las Vegas vorgestellt.
Es besitzt ein 4,3-Zoll-Display mit einer Auflösung von 1280 × 720 Pixeln, eine 20,7 MP mit EXMOR-Sensor, die in gleicher Form auch im Xperia Z1 zum Einsatz kommt. Nutzer berichten von einem Konstruktionsfehler, welcher die aufgenommenen Bilder nachteilig beeinflusst: Durch einen Spalt zwischen der Umrandung der Kameralinse und Kunststoffrückseite des Smartphones scheint der LED-Blitz hindurch. Dadurch landet ein Lichtschein im Farbton der von unten angeleuchteten Rückwand des Z1 Compact vor der Linse und anschließend auf dem fertigen Foto. Dieser Effekt ist vor allem auf bei Dunkelheit aufgenommenen Bildern gut erkennbar.
Es ist ebenso wie das Xperia Z1 gemäß IP58 vor Staub und Wasser geschützt. Die Vorderseite besteht aus Glas, die Rückseite aus Kunststoff. Die Modellnummer lautet D5503.
| Akku            | 2300 mAh (fest verbaut)                                                                 |
| Farben          | Schwarz, Weiß, Pink, Limette                                                            |
| Bildschirm      | 4,3″ Diagonale, 720 × 1280 Pixel, 342 ppi                                               |
| Hauptkamera     | 20,7 MP, Autofokus, 1/2,3″ Exmor-RS-Sensor, HDR, LED-Blitzlicht, ƒ/2.0, Video bis 1080p |
| Frontkamera     | 2 MP, 1/6,95″ Exmor-RS-Sensor, Video bis 1080p                                          |
| RAM             | 2 GB                                                                                    |
| Prozessor       | Qualcomm MSM8974 Snapdragon 800 @ 4 × 2,2 GHz                                           |
| Grafikprozessor | Adreno 330                                                                              |
| Flash-Speicher  | 16 GB (12 GB nutzbar), erweiterbar um bis zu 64 GB per microSD-Karte                    |
| Maße            | 127 × 64,9 × 9,5 mm                                                                     |
| Gewicht         | 137 g                                                                                   |
| Betriebssystem  | Google Android 4.3 („Jelly Bean“) → 5.1.1 („Lollipop“)                                  |

#### Xperia Z2

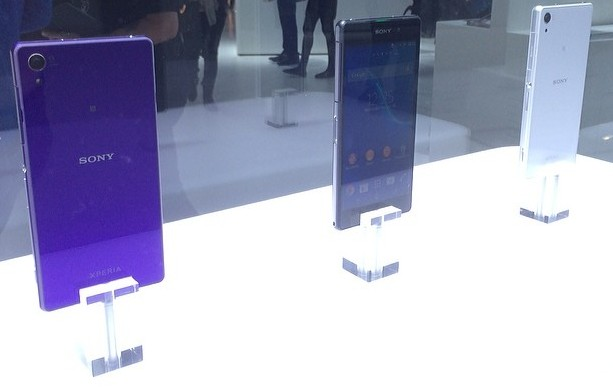
Xperia Z2 in allen drei Farbvarianten

Das Xperia Z2 (Codename Sirius) wurde von Sony am 24. Februar 2014 auf dem MWC in Barcelona vorgestellt. Es besitzt einen 5,2 Zoll (= 132 mm) großen Bildschirm mit Full-HD-Auflösung und eine 20,7 MP, die neben 4K-Videos auch solche mit erhöhter Aufnahmefrequenz ermöglicht. Das Z2 ist gemäß IP58 vor Staub und Wasser geschützt. Die Vorderseite und Rückseite bestehen aus Glas. Die Modellnummer lautet D6503 (Europäische Version mit LTE). Der offizielle Markteinführungspreis in Deutschland lag bei 679 Euro.
| Akku            | 3200 mAh (fest verbaut)                                                                 |
| Farben          | Schwarz, Weiß, Violett                                                                  |
| Bildschirm      | 5,2″ Diagonale, 1080 × 1920 Pixel, 424 ppi                                              |
| Hauptkamera     | 20,7 MP, Autofokus, 1/2,3″ Exmor-RS-Sensor, HDR, LED-Blitzlicht, ƒ/2.0, Video bis 2160p |
| Frontkamera     | 2,2 MP, 1/6,95″ Exmor-RS-Sensor, Video bis 1080p                                        |
| RAM             | 3 GB                                                                                    |
| Prozessor       | Qualcomm MSM8974AB Snapdragon 801 @ 4 × 2,3 GHz                                         |
| Grafikprozessor | Adreno 330                                                                              |
| Flash-Speicher  | 16 GB (11 GB nutzbar), erweiterbar um bis zu 128 GB per microSD-Karte                   |
| Maße            | 146,8 × 73,3 × 8,2 mm                                                                   |
| Gewicht         | 163 g                                                                                   |
| Betriebssystem  | Google Android 4.4.2 („KitKat“) → 6.0.1 („Marshmallow“)                                 |

#### Xperia Z3
Das Xperia Z3 wurde von Sony im September 2014 auf der IFA in Berlin vorgestellt. Es ähnelt mit dem ebenfalls 5,2 Zoll großen Bildschirm mit Full-HD-Auflösung und der 20,7 MP stark seinem Vorgänger, dem Xperia Z2. Auch der Snapdragon-801-Prozessor ist derselbe, jedoch mit 2,5 GHz leicht höher getaktet. Bei beiden Geräten gibt es 3 GB an Arbeitsspeicher. Der Akku ist um 100 mAh auf 3100 mAh geschrumpft. Lediglich der Staub- und Wasserschutz nach IP68 gilt statt nur in einem halben Meter Tiefe auch in eineinhalb Meter im Wasser. Die Vorderseite und Rückseite bestehen wieder aus Glas, auch die Seiten sind aus Aluminium, dafür aber etwas runder. Das Gerät ist bei gleich großem Bildschirm etwas kürzer, weniger breit, dünner und daher auch leichter geworden. Zudem gibt es mit schwarz, weiß, Mint und Kupfer etwas andere Farbvarianten als beim Z2 (Schwarz, Weiß und Violett).
| Akku            | 3100 mAh (fest verbaut)                                                                 |
| Farben          | Schwarz, Weiß, Mint und Kupfer                                                          |
| Bildschirm      | 5,2″ Diagonale, 1080 × 1920 Pixel, 424 ppi                                              |
| Hauptkamera     | 20,7 MP, Autofokus, 1/2,3″ Exmor-RS-Sensor, HDR, LED-Blitzlicht, ƒ/2.0, Video bis 2160p |
| Frontkamera     | 2,2 MP, 1/6,95″ Exmor-RS-Sensor, Video bis 1080p                                        |
| RAM             | 3 GB                                                                                    |
| Prozessor       | Qualcomm MSM8974AC Snapdragon 801 @ 4 × 2,5 GHz                                         |
| Grafikprozessor | Adreno 330                                                                              |
| Flash-Speicher  | 16/32 GB, erweiterbar um bis zu 128 GB per microSD-Karte                                |
| Maße            | 146,5 × 72 × 7,3 mm                                                                     |
| Gewicht         | 152 g                                                                                   |
| Betriebssystem  | Google Android 4.4.4 („KitKat“) → 6.0.1 („Marshmallow“)                                 |

#### Xperia Z3 Compact

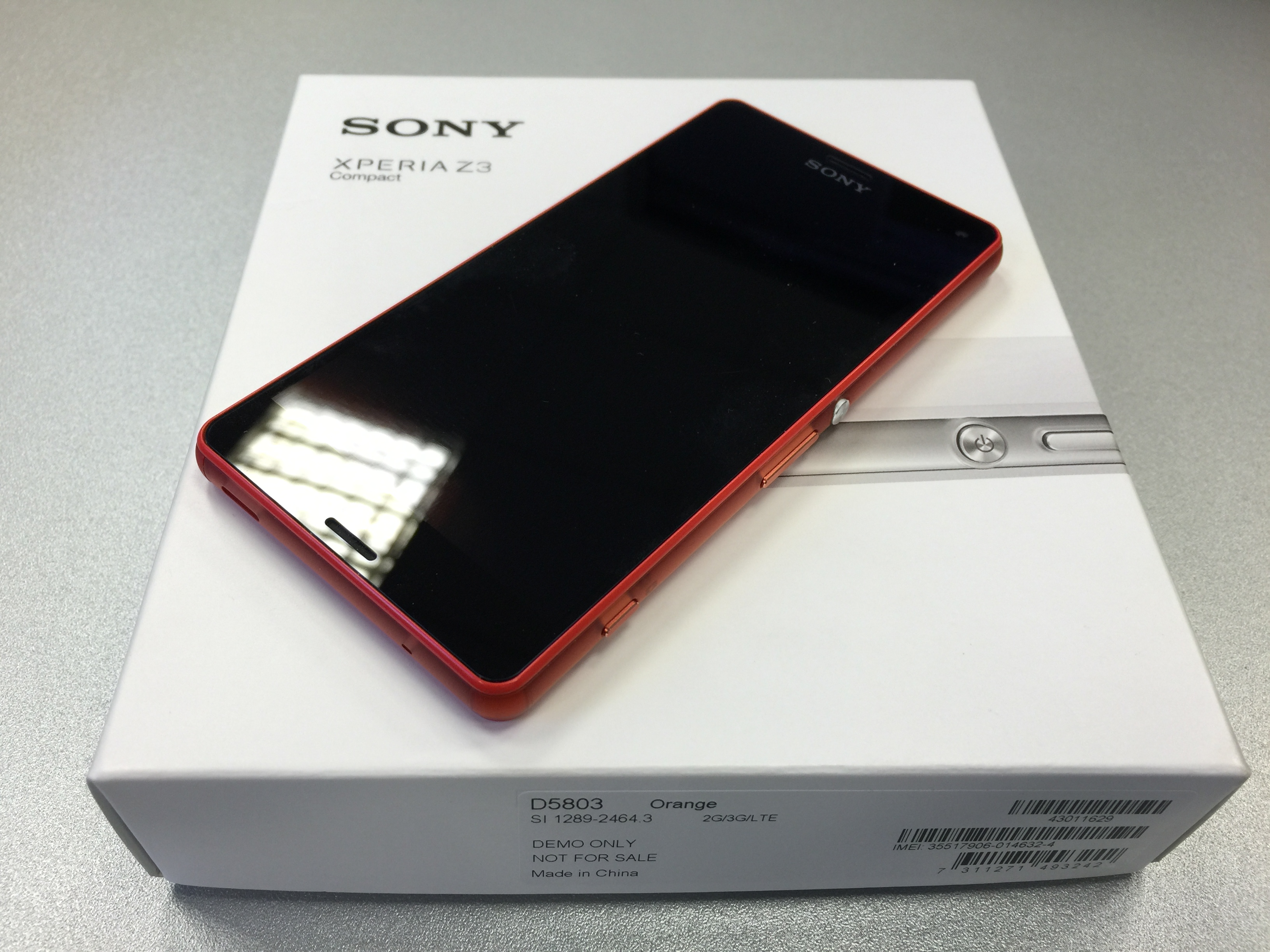
Xperia Z3 Compact mit Originalverpackung

Das Xperia Z3 Compact wurde zusammen mit dem Xperia Z3 auf der IFA im September 2014 in Berlin vorgestellt. Analog zum Z1 Compact verwendet das kleinere Gerät fast die gleiche Hardware wie das größere, nur mit einem kleineren Bildschirm und dementsprechend auch einem kleineren Gehäuse. Das Z3 Compact hat einen 4,6-Zoll großen Bildschirm, der mit 1280 × 720 Pixeln auflöst. Der verwendete Snapdragon-801-SoC ist der gleiche wie im Z3. Obwohl der Bildschirm im Vergleich zum Z1 Compact etwas größer ist, ist das Z3 Compact genauso hoch und breit und sogar etwas dünner und leichter.
| Akku            | 2600 mAh (fest verbaut)                                                                 |
| Farben          | Schwarz, Weiß, Grün und Orange                                                          |
| Bildschirm      | 4,6″ Diagonale, 720 × 1280 Pixel, 319 ppi                                               |
| Hauptkamera     | 20,7 MP, Autofokus, 1/2,3″ Exmor-RS-Sensor, HDR, LED-Blitzlicht, ƒ/2.0, Video bis 2160p |
| Frontkamera     | 2,2 MP, 1/6,95″ Exmor-RS-Sensor, Video bis 1080p                                        |
| RAM             | 2 GB                                                                                    |
| Prozessor       | Qualcomm MSM8974AC Snapdragon 801 @ 4 × 2,5 GHz                                         |
| Grafikprozessor | Adreno 330                                                                              |
| Flash-Speicher  | 16 GB, erweiterbar um bis zu 128 GB per microSD-Karte                                   |
| Maße            | 127,3 × 64,9 × 8,6 mm                                                                   |
| Gewicht         | 129 g                                                                                   |
| Betriebssystem  | Google Android 4.4.4 („KitKat“) → 6.0.1 („Marshmallow“)                                 |

Das Gerät wurde dafür gelobt, bei einem kompakteren Gehäuse dennoch Oberklasse-Hardware zu bieten.

„Das abgerundete Gehäuse und die Glasrückseite vermitteln einen wertigen Eindruck. Bei der Technik darf das Z3 Compact aus dem Vollen schöpfen. Beim Tempo und der Fotoqualität müssen Sie keine Kompromisse zum Topmodell Xperia Z3 eingehen, bei der Ausdauer hat das kleine Modell sogar die Nase vorn. Zudem bleiben Sie mit allen Xperia-Z-Modellen auch bei Regen entspannt.“

„Mit dem Sony Xperia Z3 Compact gibt es einen Neuzugang in den Top3 der Liste und das mit mehr als nur beachtlichen 101 Stunden in der Ausdauer-Wertung. Das sind über vier Tage in denen das Sony Xperia Z3 Compact NICHT an die Steckdose musste. Laut GSMArena war dabei nicht einmal der neue Stamina 2.0 Modus aktiv gewesen und das will wirklich was heißen. Abgesehen davon ist es einfach ein tolles Smartphone, was ihr in unserem HandsOn von der IFA 2014 nochmal sehen könnt. Aber auch in den drei anderen Disziplinen 3G-Gesprächszeit, Surfen im Web und Videowiedergabe ist das Kompakte von Sony ganz weit vorne mit dabei.“

#### Xperia Z3+ / Z4 / Z4v
Das Xperia Z4 wurde am 20. April 2015 als Nachfolger des Xperia Z3 vorgestellt. Das Z3+, welches am 26. Mai 2015 für Deutschland bestätigt wurde, war eine angepasste Version des Z4 und Z4v. Das Z4v wiederum war U.S.-exklusiv (Verizon). Der Hauptunterschied lag in der Display-Auflösung (1440p (Z4v) vs 1080p (Z3+ / Z4)), und der genutzten Android-Software. Das Z3+ / Z4 / Z4v unterscheidet sich hauptsächlich durch den verbauten Snapdragon 810-SoC von seinem Vorgänger, welcher einen neuen 64-Bit-Achtkern-Prozessor und eine verbesserte Grafikeinheit mit dem Namen „Adreno 430“ beinhaltet, und der 5-MP-Frontkamera, welche mit Weitwinkelobjektiv ausgestattet ist. Weitere leichte optische Änderungen sind der stärker glänzende Rahmen und die Stereo-Lautsprecher, die nun am Rand der Vorderseite platziert sind. Die Abmessungen haben sich leicht um 0,1 mm bis 0,4 mm verringert, wodurch das Xperia Z3+ / Z4 bei gleicher Bildschirmgröße im Vergleich zum Xperia Z3 kompakter geworden ist, und auch das Gewicht wurde um 8 Gramm verringert.
| Akku            | 2930 mAh (fest verbaut)                                                                            |
| Farben          | Schwarz, Weiß, Kupfer und Aqua Grün                                                                |
| Bildschirm      | 5,2″ Diagonale, 1080 × 1920 Pixel, 424 ppi                                                         |
| Hauptkamera     | 20,7 MP, Autofokus, 1/2,3″ Exmor-RS-Sensor, HDR, LED-Blitzlicht, ISO 12800, ƒ/2.0, Video bis 2160p |
| Frontkamera     | 5,1 MP, 1/5″ Exmor-R-Sensor, Video bis 1080p, 88°-Weitwinkelobjektiv                               |
| RAM             | 3 GB                                                                                               |
| Prozessor       | Qualcomm MSM8994 Snapdragon 810 @ 4 × 2 GHz und 4 × 1,5 GHz, 64-Bit                                |
| Grafikprozessor | Adreno 430                                                                                         |
| Flash-Speicher  | 32 GB (21,9 GB nutzbar), erweiterbar um bis zu 128 GB per microSD-Karte                            |
| Maße            | 146,3 × 71,9 × 6,9 mm                                                                              |
| Gewicht         | 144 g                                                                                              |
| Betriebssystem  | Google Android 5.0 („Lollipop“) → 7.1.1 („Nougat“)                                                 |

#### Xperia Z5
Das Xperia Z5 ist ein Flaggschiff-Smartphone der Xperia-Serie von Sony. Es wurde am 2. September 2015 zusammen mit dem Xperia Z5 Compact und dem Xperia Z5 Premium im Rahmen der IFA als Nachfolger des Xperia Z3+ vorgestellt. Die Neuerungen im Vergleich zum Vorgänger kommen eher im Detail zum Vorschein. So zum Beispiel wurde der Rahmen neu gestaltet und auf der Rückseite kommt nun mattes Glas zum Einsatz. Außerdem wird nun der neue Kamerasensor vom Typ Sony IMX 230, welcher schon im Xperia M5 verbaut ist, verwendet. Dieser löst nun mit 23 MPn auf. Bei den Vorgängern vom Xperia Z1 bis zum Xperia Z3+ wird ein 20,7-MP-Sensor verwendet und beim Xperia M5 einer mit 21,5 MPn. Weiterhin setzt es auf einen Hybrid-Autofokus, welcher mit 0,03 Sekunden schneller als das Blinzeln eines menschlichen Auges ist. Laut ersten Berichten wurden die Überhitzungsprobleme des Vorgängers in Verbindung mit dem Qualcomm Snapdragon 810 SoC behoben. Wie seine Vorgänger ist das Xperia Z5 wasser- und staubdicht, nämlich nach IP65/68-Zertifizierung.
Es existiert in 2 Varianten (E6603, E6653) als Xperia Z5 mit einem SIM-Kartenschacht und in weiteren 2 Varianten (E6633, E6683) als Xperia Z5 Dual mit 2 SIM-Kartenschächten.
| Akku            | 2900 mAh (fest verbaut)                                                                          |
| Farben          | Weiß, Graphit Schwarz, Gold und Grün                                                             |
| Bildschirm      | 5,2″ Diagonale, 1080 × 1920 Pixel, 424 ppi                                                       |
| Hauptkamera     | 23 MP, Autofokus, 1/2,3″ Exmor-RS-Sensor, HDR, LED-Blitzlicht, ISO 12800, ƒ/2.0, Video bis 2160p |
| Frontkamera     | 5,1 MP, 1/5″ Exmor-R-Sensor, Video bis 1080p, 88°-Weitwinkelobjektiv                             |
| RAM             | 3 GB                                                                                             |
| Prozessor       | Qualcomm MSM8994 Snapdragon 810 @ 4 × 2 GHz und 4 × 1,5 GHz, 64-Bit                              |
| Grafikprozessor | Adreno 430                                                                                       |
| Flash-Speicher  | 32 GB (21,7 GB nutzbar), erweiterbar um bis zu 200 GB per microSD-Karte                          |
| Maße            | 146 × 72,1 × 7,45 mm                                                                             |
| Gewicht         | 154 g                                                                                            |
| Betriebssystem  | Google Android 5.1.1 („Lollipop“) → 7.1.1 („Nougat“)                                             |

#### Xperia Z5 Compact
Das Xperia Z5 Compact ist ein Flaggschiff-Smartphone der Xperia-Serie von Sony. Es wurde am 2. September 2015 zusammen mit dem Xperia Z5 und dem Xperia Z5 Premium im Rahmen der IFA als Nachfolger des Xperia Z3 Compact vorgestellt. Zu den Neuerungen zählen der neue Snapdragon 810 SoC und der neue Kamerasensor vom Typ Sony IMX 230, welcher nun mit 23 MPn auflöst. Weiterhin setzt es auf einen Hybrid-Autofokus, welcher mit 0,03 Sekunden schneller als das Blinzeln eines menschlichen Auges ist. Auf der Vorderseite wird ein 5,1-MP-Exmor-R-Objektiv verbaut, welches 88°-Weitwinkelaufnahmen ermöglicht. Das erneuerte Design ähnelt nun dem Xperia Z5, der Rahmen ist jedoch aus Plastik und besitzt keine Nylon-Ecken zum Schutz vor Sturzfolgen. Hier wurde der Rahmen überarbeitet und die Rückseite besteht nun aus mattem Glas. Der interne Speicher wurde von 16 auf 32 GB verdoppelt und die Maße wurden leicht vergrößert, wodurch es nun auch 9 Gramm schwerer als das Xperia Z3 Compact ist. Die neuen Farbvarianten sind bunt und ähneln wieder denen des Xperia Z1 Compact. In dem an der Seite angebrachten Einschaltknopf ist auch ein Fingerabdrucksensor zum Entsperren des Mobiltelefons integriert.
Es existiert in 2 Varianten (E5803, E5823) als Xperia Z5 Compact mit einem SIM-Kartenschacht.
| Akku            | 2700 mAh (fest verbaut)                                                                          |
| Farben          | Graphit Schwarz, Weiß, Gelb, Koralle                                                             |
| Bildschirm      | 4,6″ Diagonale, 720 × 1280 Pixel, 319 ppi                                                        |
| Hauptkamera     | 23 MP, Autofokus, 1/2,3″ Exmor-RS-Sensor, HDR, LED-Blitzlicht, ISO 12800, ƒ/2.0, Video bis 2160p |
| Frontkamera     | 5,1 MP, 1/5″ Exmor-R-Sensor, Video bis 1080p, 88°-Weitwinkelobjektiv                             |
| RAM             | 2 GB                                                                                             |
| Prozessor       | Qualcomm MSM8994 Snapdragon 810 @ 4 × 2 GHz und 4 × 1,5 GHz, 64-Bit                              |
| Grafikprozessor | Adreno 430                                                                                       |
| Flash-Speicher  | 32 GB (21,7 GB nutzbar), erweiterbar um bis zu 200 GB per microSD-Karte                          |
| Maße            | 127 × 65 × 8,9 mm                                                                                |
| Gewicht         | 138 g                                                                                            |
| Betriebssystem  | Google Android 5.1.1 („Lollipop“) → 7.1.1 („Nougat“)                                             |

#### Xperia Z5 Premium
Das Xperia Z5 Premium ist ein Flaggschiff-Smartphone der Xperia-Serie von Sony. Es wurde am 2. September 2015 zusammen mit dem Xperia Z5 und dem Xperia Z5 Compact im Rahmen der IFA vorgestellt. Es ist das weltweit erste Smartphone mit 4K-Display und besitzt eine sehr hohe Pixeldichte von 806 ppi. Einen weiteren Rekord hält das Z5 Premium zusammen mit dem Xperia Z5 und Z5 Compact mit seiner Kamera, welche dank Hybrid-Autofokus in nur 0,03 Sekunden fokussiert, was schneller als das Blinzeln eines menschlichen Auges ist. Es besitzt das geradlinige, Sony-typische Omni-Balance-Design. Seine Rückseite besteht aus Glas und spiegelt sehr stark, was Sony als Spiegeleffekt vermarktet. Zu seinen technischen Spezifikationen gehören der Qualcomm Snapdragon 810 SoC inklusive Adreno 430 Grafik, 3 GB Arbeitsspeicher, 32 GB interner Speicher, ein großer 3700 mAh Akku sowie ein 23-MP-Exmor-RS-Kameramodul mit dem neuen Kamerasensor vom Typ Sony IMX 230.
Es existiert in einer Variante (E6853) als Xperia Z5 Premium mit einem SIM-Kartenschacht und in weiteren 2 Varianten (E6833 and E6883) als Xperia Z5 Premium Dual mit 2 SIM-Kartenschächten.
| Akku            | 3430 mAh (fest verbaut)                                                                          |
| Farben          | Gold, Schwarz, Chrome                                                                            |
| Bildschirm      | 5,5″ Diagonale, 2160 × 3840 Pixel, 806 ppi                                                       |
| Hauptkamera     | 23 MP, Autofokus, 1/2,3″ Exmor-RS-Sensor, HDR, LED-Blitzlicht, ISO 12800, ƒ/2.0, Video bis 2160p |
| Frontkamera     | 5,1 MP, 1/5″ Exmor-R-Sensor, Video bis 1080p, 88°-Weitwinkelobjektiv                             |
| RAM             | 3 GB                                                                                             |
| Prozessor       | Qualcomm MSM8994 Snapdragon 810 @ 4 × 2 GHz und 4 × 1,5 GHz, 64-Bit                              |
| Grafikprozessor | Adreno 430                                                                                       |
| Flash-Speicher  | 32 GB (21,7 GB nutzbar), erweiterbar um bis zu 200 GB per microSD-Karte                          |
| Maße            | 154,4 × 76 × 7,8 mm                                                                              |
| Gewicht         | 181 g                                                                                            |
| Betriebssystem  | Google Android 5.1.1 („Lollipop“) → 7.1.1 („Nougat“)                                             |

#### Xperia X Compact, X und X Performance
Das Xperia X und X Performance wurden auf dem MWC 2016 präsentiert, das Xperia X Compact wurde hingegen einige Monate später auf der IFA 2016 präsentiert. Sony führte mit diesen Smartphones die X-Reihe als Nachfolger der Z-Reihe ein. Das Xperia X Compact wurde zeitgleich mit dem Xperia XZ vorgestellt, trotzdem besteht mehr Ähnlichkeit mit dem Xperia X.
|                 | Xperia X Compact                                                      | Xperia X                                                              | Xperia X Performance                                                  |
| --------------- | --------------------------------------------------------------------- | --------------------------------------------------------------------- | --------------------------------------------------------------------- |
| Akku            | 2700 mAh                                                              | 2620 mAh                                                              | 2700 mAh                                                              |
| Farben          | Schwarz, Weiß, Hellblau                                               | Lime-Gold, Graphit-Schwarz, Weiß, Roségold                            | Lime-Gold, Graphit-Schwarz, Weiß, Roségold                            |
| Bildschirm      | 4,6″ Diagonale 1280 × 720 Pixel, 319 ppi                              | 5,0″ Diagonale, 1920 × 1080 Pixel, 441 ppi                            | 5,0″ Diagonale, 1920 × 1080 Pixel, 441 ppi                            |
| Hauptkamera     | 23 MP, Autofokus und LED-Blitzlicht, ƒ/2.0, Video bis 1080p           | 23 MP, Autofokus und LED-Blitzlicht, ƒ/2.0, Video bis 1080p           | 23 MP, Autofokus und LED-Blitzlicht, ƒ/2.0, Video bis 1080p           |
| Frontkamera     | 5 MP, ƒ/2.4, Video bis 1080p                                          | 13 MP, ƒ/2.0, Video bis 1080p                                         | 13 MP, ƒ/2.0, Video bis 1080p                                         |
| RAM             | 3 GB                                                                  | 3 GB                                                                  | 3 GB                                                                  |
| Prozessor       | Qualcomm MSM8956 Snapdragon 650 @ 2 × 1,8 GHz und 4 × 1,2 GHz, 64-Bit | Qualcomm MSM8956 Snapdragon 650 @ 2 × 1,8 GHz und 4 × 1,2 GHz, 64-Bit | Qualcomm MSM8996 Snapdragon 820 @ 2 × 1,6 GHz und 2 × 2,15 GHz        |
| Grafikprozessor | Adreno 510                                                            | Adreno 510                                                            | Adreno 530                                                            |
| Flash-Speicher  | 32 GB (20 GB nutzbar), erweiterbar um bis zu 200 GB per microSD-Karte | 32 GB (20 GB nutzbar), erweiterbar um bis zu 200 GB per microSD-Karte | 32 GB (20 GB nutzbar), erweiterbar um bis zu 200 GB per microSD-Karte |
| Maße            | 129 × 65 × 9,5 mm                                                     | 143 × 69 × 7,7 mm                                                     | 143 × 71 × 8,6 mm                                                     |
| Gewicht         | 135 g                                                                 | 152 g                                                                 | 164 g                                                                 |
| Betriebssystem  | Google Android 7.1 („Nougat“) → 8.0 („Oreo“)                          | Google Android 6.0 („Marshmallow“) → 7.1 („Nougat“) → 8.0 („Oreo“)    | Google Android 6.0 („Marshmallow“) → 7.1 („Nougat“) → 8.0 („Oreo“)    |

#### Xperia XA, XA ultra
Das Sony Xperia XA ist ein Android-Smartphone von Sony. Das Gerät, Teil der neuen Sony Xperia X-Familie, wurde am 22. Februar 2016 im Rahmen des Mobile World Congress 2016 in Barcelona zusammen mit dem Sony Xperia X und der Sony Xperia X Performance präsentiert.
|                 | Xperia XA                                                               | Xperia XA ultra                                                         |                                                       |
| --------------- | ----------------------------------------------------------------------- | ----------------------------------------------------------------------- | ----------------------------------------------------- |
| Akku            | 2300 mAh                                                                | 2700 mAh                                                                |                                                       |
| Farben          | Weiß, Graphit-Schwarz, Grüngold, Roségold                               | Weiß, Graphit-Schwarz, Lime-Gold                                        | Weiß, Graphit-Schwarz, Lime-Gold                      |
| Bildschirm      | 5,0″ Diagonale, 1280 × 720 Pixel, 294 ppi                               | 6,0″ Diagonale, 1920 × 1080 Pixel, 367 ppi                              | 6,0″ Diagonale, 1920 × 1080 Pixel, 367 ppi            |
| Hauptkamera     | 13-MP, Autofokus, LED-Blitzlicht, ƒ/2.0                                 | 21,5-MP, Autofokus, LED-Blitzlicht, ƒ/2.2, Video bis 1080p              |                                                       |
| Frontkamera     | 8 MP                                                                    | 16 MP                                                                   |                                                       |
| RAM             | 2 GB                                                                    | 3 GB                                                                    |                                                       |
| Prozessor       | MediaTek Helio P10 MT6755 @ 4 × 2,0 GHz & 4 × 1,1 GHz 64-Bit Cortex A53 | MediaTek Helio P10 MT6755 @ 4 × 2,0 GHz & 4 × 1,1 GHz 64-Bit Cortex A53 |                                                       |
| Grafikprozessor | Mali-T860 MP2                                                           | Mali-T860 MP2                                                           |                                                       |
| Flash-Speicher  | 16 GB, erweiterbar um bis zu 200 GB per microSD-Karte                   | 16 GB, erweiterbar um bis zu 200 GB per microSD-Karte                   | 16 GB, erweiterbar um bis zu 200 GB per microSD-Karte |
| Maße            | 143,6 × 66,8 × 7,9 mm                                                   | 164 × 79 × 8,4 mm                                                       |                                                       |
| Gewicht         | 138,8 g                                                                 | 202 g                                                                   |                                                       |
| Betriebssystem  | Google Android 6.0 („Marshmallow“)                                      | Google Android 6.0 („Marshmallow“)                                      |                                                       |

#### Xperia XA2, XA2 Plus, XA2 ultra
Das Sony Xperia XA2 ist ein Smartphone der Mittelklasse, das auf der CES 2018 von Sony als Teil der Xperia-Familie präsentiert wurde.
Ebenfalls vorgestellt wurden das XA2 Plus und XA2 Ultra, welche sich vom kleineren Bruder XA2 durch den 6-Zoll-Bildschirm, die Dual-Front-Kamera (16 MP + 8 MP, beide mit 120° Weitwinkel) und dem 3580 mAh-Akku unterscheiden.
|                 | Xperia XA2 | Xperia XA2 Plus | Xperia XA2 ultra |
| --------------- | --- | --- | --- |
| Akku            | 3300 mAh | 3580 mAh | 3580 mAh |
| Farben          | Schwarz, Silber, Blau, Pink | Schwarz, Silber, Gold, Grün | Schwarz, Silber, Blau, Gold |
| Bildschirm      | 5,2″ Diagonale, 1920 × 1080 Pixel, 424 ppi | 6,0″ Diagonale 1920 × 1080 Pixel, 367 | 6,0″ Diagonale 1920 × 1080 Pixel, 367 |
| Hauptkamera     | 23-MP, Autofokus, LED-Blitzlicht, ƒ/2.0, Video bis 2160p                                                                                      | 23-MP, Autofokus, LED-Blitzlicht, ƒ/2.0, Video bis 2160p                                                                                      | 23-MP, Autofokus, LED-Blitzlicht, ƒ/2.0, Video bis 2160p                                                                                      |
| Frontkamera     | 8 MP | 8 MP | 16 MP |
| RAM             | 3 GB | 4 GB | 4 GB |
| Prozessor       | Qualcomm Snapdragon 630 @ 4 × 2,2 GHz und 4 × 1,8 GHz, 64-Bit Cortex A53                                                                      | Qualcomm Snapdragon 630 @ 4 × 2,2 GHz und 4 × 1,8 GHz, 64-Bit Cortex A53                                                                      | Qualcomm Snapdragon 630 @ 4 × 2,2 GHz und 4 × 1,8 GHz, 64-Bit Cortex A53                                                                      |
| Grafikprozessor | Adreno 508 | Adreno 508 | Adreno 508 |
| Flash-Speicher  | 32 GB, erweiterbar um bis zu 200 GB per microSD-Karte                                                                                         | 32 GB, erweiterbar um bis zu 200 GB per microSD-Karte                                                                                         | 32 GB, erweiterbar um bis zu 200 GB per microSD-Karte                                                                                         |
| Maße            | 142 × 70 × 9,7 mm | 157 × 75 × 9,6 mm | 163 × 80 × 9,5 mm |
| Gewicht         | 171 g | 204 g | 221 g |
| Betriebssystem  | Google Android 8.0 („Oreo“) → 9 („Pie“) Die Firma Jolla bietet für diese Modelle eine kompatible Version ihres Betriebssystems Sailfish OS an | Google Android 8.0 („Oreo“) → 9 („Pie“) Die Firma Jolla bietet für diese Modelle eine kompatible Version ihres Betriebssystems Sailfish OS an | Google Android 8.0 („Oreo“) → 9 („Pie“) Die Firma Jolla bietet für diese Modelle eine kompatible Version ihres Betriebssystems Sailfish OS an |

#### Xperia XZ, XZs und XZ Premium
Das Xperia XZ wurde auf der IFA 2016 mit dem Xperia X Compact präsentiert, das XZs und XZ Premium wurde einige Monate später auf dem MWC 2017 vorgestellt.
Das Xperia XZ Premium sticht mit seinem 4K-Display hervor und seiner spiegelnden Rückseite. Zudem sind das XZs und XZ Premium die ersten Smartphones, deren Kamera Super-Slow-Motion mit 960 FPS unterstützt.
|                 | XZ                                                                     | XZs                                                                    | XZ Premium |
| --------------- | ---------------------------------------------------------------------- | ---------------------------------------------------------------------- | --- |
| Akku            | 2900 mAh                                                               | 2900 mAh                                                               | 3230 mAh |
| Farben          | Schwarz, Weiß, Blau                                                    | Schwarz, Weiß, Blau                                                    | Chrome, Blau |
| Bildschirm      | 5,2″ Diagonale 1920 × 1080 Pixel, 424 ppi                              | 5,2″ Diagonale 1920 × 1080 Pixel, 424 ppi                              | 5,5″ Diagonale, 3840 × 2160 Pixel, 801 ppi |
| Hauptkamera     | 23-MP, Autofokus, LED-Blitzlicht, ƒ/2.0, Video bis 2160p               | 19-MP, Autofokus, LED-Blitzlicht, ƒ/2.0, Video bis 2160p               | 19-MP, Autofokus, LED-Blitzlicht, ƒ/2.0, Video bis 2160p                                                                                            |
| Frontkamera     | 13 MP, ƒ/2.0, Video bis 1080p                                          | 13 MP, ƒ/2.0, Video bis 1080p                                          | 13 MP, ƒ/2.0, Video bis 1080p |
| RAM             | 3 GB                                                                   | 4 GB                                                                   | 4 GB |
| Prozessor       | Qualcomm MSM8996 Snapdragon 820 @ 2 × 1,6 GHz und 2 × 2,15 GHz, 64-Bit | Qualcomm MSM8996 Snapdragon 820 @ 2 × 1,6 GHz und 2 × 2,15 GHz, 64-Bit | Qualcomm MSM8998 Snapdragon 835 @ 4 × 2,45 GHz und 4 × 1,9 GHz, 64-Bit                                                                              |
| Grafikprozessor | Adreno 530                                                             | Adreno 530                                                             | Adreno 540 |
| Flash-Speicher  | 32 GB (20 GB nutzbar), erweiterbar um bis zu 200 GB per microSD-Karte  | 32 GB (20 GB nutzbar), erweiterbar um bis zu 200 GB per microSD-Karte  | 64 GB (50 GB nutzbar), erweiterbar um bis zu 200 GB per microSD-Karte                                                                               |
| Maße            | 146 × 72 × 8,1 mm                                                      | 146 × 72 × 8,1 mm                                                      | 156 × 77 × 7,9 mm |
| Gewicht         | 161 g                                                                  | 161 g                                                                  | 191 g |
| Betriebssystem  | Google Android 7.1 („Nougat“) → 8.0 („Oreo“) → 9 → 10.0                | Google Android 7.1 („Nougat“) → 8.0 („Oreo“) → 9 → 10.0                | Google Android 7.1 („Nougat“) → 8.0 („Oreo“) → 9 („Pie“). Der Support wurde eingestellt, das letzte Software-Update trägt den Patchlevel Juli 2019. |

#### Xperia XZ1 und XZ1 Compact
Das Xperia XZ1 und XZ1 Compact wurden auf der IFA 2017 vorgestellt. Die Geräte unterstützen wie ihre Vorgänger Super-Slow-Motion.
|                 | XZ1 Compact                                                            | XZ1                                                                    |
| --------------- | ---------------------------------------------------------------------- | ---------------------------------------------------------------------- |
| Akku            | 2700 mAh                                                               | 2700 mAh                                                               |
| Farben          | Schwarz, Silber, Hellblau, Rosa                                        | Schwarz, Silber, Hellblau, Rosa                                        |
| Bildschirm      | 4,6″ 1280 × 720 Pixel, 319 ppi                                         | 5,2″ 1920 × 1080 Pixel, 424 ppi                                        |
| Hauptkamera     | 19 MP, Autofokus und LED-Blitzlicht, ƒ/2.0, Video bis 2160p            | 19 MP, Autofokus und LED-Blitzlicht, ƒ/2.0, Video bis 2160p            |
| Frontkamera     | 8 MP, ƒ/2.0, 120°-Blickwinkel, Video bis 1080p                         | 8 MP, ƒ/2.0, 120°-Blickwinkel, Video bis 1080p                         |
| RAM             | 4 GB                                                                   | 4 GB                                                                   |
| Prozessor       | Qualcomm MSM8998 Snapdragon 835 @ 4 × 2,45 GHz und 4 × 1,9 GHz, 64-Bit | Qualcomm MSM8998 Snapdragon 835 @ 4 × 2,45 GHz und 4 × 1,9 GHz, 64-Bit |
| Grafikprozessor | Adreno 540                                                             | Adreno 540                                                             |
| Flash-Speicher  | 32 GB (20 GB nutzbar), erweiterbar um bis zu 200 GB per microSD-Karte  | 64 GB (50 GB nutzbar), erweiterbar um bis zu 200 GB per microSD-Karte  |
| Maße            | 129 × 65 × 9,3 mm                                                      | 148 × 73 × 7,9 mm                                                      |
| Gewicht         | 143 g                                                                  | 156 g                                                                  |
| Betriebssystem  | Google Android 8.0 („Oreo“) → 9 („Pie“)                                | Google Android 8.0 („Oreo“) → 9 („Pie“)                                |

#### Xperia XZ2, XZ2 Compact, XZ2 Premium und XZ3
Das Xperia XZ2 und XZ2 Compact wurden auf dem MWC 2018 vorgestellt. Sony nahm das erste Mal nach Jahren wieder tiefgreifendere Designänderungen vor. Die Displayränder wurden verkleinert, weswegen der Fingerabdrucksensor zum ersten Mal auf der Rückseite angebracht wurde. Die Besonderheit des XZ2 ist das sogenannte Dynamic Vibration System. Der Bass wird durch den Vibrationsmotor verstärkt, dadurch kann man den Bass „spüren“. Es unterstützt auch als erstes Sony-Smartphone drahtloses Laden.
Zwei Monate später präsentierte Sony das Xperia XZ2 Premium als sein drittes Smartphone mit 4K-Display nach dem XZ Premium und dem Z5 Premium. Dieses besitzt nicht das 18∶9-Format der anderen beiden Geräte, stattdessen verwendet es das übliche 16∶9-Seitenverhältnis und verfügt über eine Diagonale von 5,8 ". Es zeichnet sich weiterhin aus durch ein Dual-Kamera-System auf der Rückseite, bestehend aus dem 19-MP Sensor des XZ2 und XZ2 Compact und einem 12-MP Schwarz/Weiß-Sensor für verbesserte Qualität bei schlechten Lichtverhältnissen. Ansonsten ist das Design an das des XZ2 angelehnt. Das etwas später vorgestellte Modell XZ3 ist bauähnlich einem XZ2 mit einem etwas größerem OLED Display.
|                 | XZ2 Compact                                                          | XZ2                                                                  | XZ2 Premium                                                          | XZ3                                                                  |
| --------------- | -------------------------------------------------------------------- | -------------------------------------------------------------------- | -------------------------------------------------------------------- | -------------------------------------------------------------------- |
| Release         | Feb. 2018                                                            | Feb. 2018                                                            | Apr. 2018                                                            | Aug. 2018                                                            |
| Akku            | 2870 mAh                                                             | 3180 mAh                                                             | 3540 mAh                                                             | 3330 mAh                                                             |
| Farben          | Schwarz, Silber, Moosgrün, Korallenpink                              | Schwarz, Silber, Dunkelgrün, Altrosa                                 | Chromschwarz, Chromsilber                                            | Schwarz, Silber, Grün, Rot                                           |
| Bildschirm      | 5,0″ Diagonale, FHD+ IPS LCD, 2160 × 1080 Pixel, 483 ppi             | 5,7″ Diagonale, FHD+ IPS LCD, 2160 × 1080 Pixel, 424 ppi             | 5,8″ Diagonale, 4K HDR IPS LCD, 3840 × 2160 Pixel, 760 ppi           | 6,0″ Diagonale 18∶9 QHD+ HDR OLED, 2880 × 1440 Pixel, 537 ppi        |
| Hauptkamera     | 19 MP, Autofokus, LED-Blitzlicht, ƒ/2.0, Video bis 2160p in HDR      | 19 MP, Autofokus, LED-Blitzlicht, ƒ/2.0, Video bis 2160p in HDR      | 19 MP, Autofokus, LED-Blitzlicht, ƒ/2.0, Video bis 2160p in HDR      | 19 MP, Autofokus, LED-Blitzlicht, ƒ/2.0, Video bis 2160p in HDR      |
| Nebenkamera     | —                                                                    | —                                                                    | 12 MP, Autofokus ƒ/1.6                                               | ―                                                                    |
| Frontkamera     | 5 MP, ƒ/2.2, Videoaufnahme bis 1080p                                 | 5 MP, ƒ/2.2, Videoaufnahme bis 1080p                                 | 5 MP, ƒ/2.2, Videoaufnahme bis 1080p                                 | 13 MP, ƒ/2.2, Videoaufnahme bis 1080p                                |
| RAM             | 4 GB                                                                 | 4 oder 6 GB                                                          | 6 GB                                                                 | 4 GB                                                                 |
| Prozessor       | Qualcomm SDM845 Snapdragon 845 @ 4 × 2,8 GHz und 4 × 1,8 GHz, 64-Bit | Qualcomm SDM845 Snapdragon 845 @ 4 × 2,8 GHz und 4 × 1,8 GHz, 64-Bit | Qualcomm SDM845 Snapdragon 845 @ 4 × 2,8 GHz und 4 × 1,8 GHz, 64-Bit | Qualcomm SDM845 Snapdragon 845 @ 4 × 2,8 GHz und 4 × 1,8 GHz, 64-Bit |
| Grafikprozessor | Adreno 630                                                           | Adreno 630                                                           | Adreno 630                                                           | Adreno 630                                                           |
| Flash-Speicher  | 64 GB, erweiterbar um bis zu 512 GB per microSD-Karte                | 64 GB, erweiterbar um bis zu 512 GB per microSD-Karte                | 64 GB, erweiterbar um bis zu 512 GB per microSD-Karte                | 64 GB, erweiterbar um bis zu 512 GB per microSD-Karte                |
| Maße            | 135 × 65 × 12,1 mm                                                   | 153 × 72 × 11,1 mm                                                   | 158 × 80 × 11,9 mm                                                   | 158 × 73 × 9,9 mm                                                    |
| Gewicht         | 168 g                                                                | 198 g                                                                | 236 g                                                                | 193 g                                                                |
| Betriebssystem  | Google Android 8.0 („Oreo“) → 9 → 10                                 | Google Android 8.0 („Oreo“) → 9 → 10                                 | Google Android 8.0 („Oreo“) → 9 → 10                                 | Google Android 8.0 („Oreo“) → 9 → 10                                 |

#### Xperia 1, Xperia 5, Xperia 10 und Xperia 10 Plus
Die neue Xperia-Serie bringt als Neuerung insbesondere das 21∶9-Format, welches sich besonders für Filme und Fotos eignet.
|                 | Xperia 1                                                           | Xperia 5                                                           | Xperia 10                                                             | Xperia 10 Plus                                                        |
| --------------- | ------------------------------------------------------------------ | ------------------------------------------------------------------ | --------------------------------------------------------------------- | --------------------------------------------------------------------- |
| Release         | Mai 2019                                                           | Sep 2019                                                           | Feb. 2019                                                             | Feb. 2019                                                             |
| Akku            | 3330 mAh                                                           | 3140 mAh                                                           | 2870 mAh                                                              | 3000 mAh                                                              |
| Farben          | Schwarz, Weiß, Silber, Violett                                     | Schwarz, Rot, Silber, Blau                                         | Navy, Schwarz, Silber, Pink                                           | Navy, Schwarz, Silber, Gold                                           |
| Bildschirm      | 6,5″ (21∶9) 4K HDR OLED (3840 × 1644)                              | 6,1″ (21∶9) FHD+ HDR OLED (2520 × 1080)                            | 6,0″ (21∶9) FHD+ IPS (2520 × 1080)                                    | 6,5″ (21∶9) FHD+ IPS (2520 × 1080)                                    |
| Hauptkameras    | 26 mm, 12 MP, 1/2,6″, ƒ/1.6                                        | 26 mm, 12 MP, 1/2,6″, ƒ/1.6                                        | 13 MP, ƒ/2.0                                                          | 12 MP, ƒ/1.75                                                         |
| Hauptkameras    | 52 mm, 12 MP, 1/3,4″, ƒ/2.4                                        |                                                                    | 13 MP, ƒ/2.0                                                          | 12 MP, ƒ/1.75                                                         |
| Hauptkameras    | 16 mm, 12 MP, 1/3,4″, ƒ/2.4                                        |                                                                    | 13 MP, ƒ/2.0                                                          | 12 MP, ƒ/1.75                                                         |
| Frontkamera     | 8 MP, ƒ/2.0                                                        | 8 MP, ƒ/2.0                                                        | 5 MP, ƒ/2.4                                                           | 8 MP, ƒ/2.4                                                           |
| RAM             | 6 GB                                                               | 6 GB                                                               | 3 GB                                                                  | 4 GB                                                                  |
| Prozessor       | Qualcomm Snapdragon 855                                            | Qualcomm Snapdragon 855                                            | Qualcomm Snapdragon 630                                               | Qualcomm Snapdragon 636                                               |
| Grafikprozessor | Adreno 640                                                         | Adreno 640                                                         | ―                                                                     | ―                                                                     |
| Flash-Speicher  | 128 GB, erweiterbar um bis zu 512 GB per microSD-Karte             | 128 GB, erweiterbar um bis zu 512 GB per microSD-Karte             | 64 GB (50 GB nutzbar), erweiterbar um bis zu 512 GB per microSD-Karte | 64 GB (50 GB nutzbar), erweiterbar um bis zu 512 GB per microSD-Karte |
| Maße            | 167 × 72 × 8,2 mm                                                  | 158 × 68 × 8,2 mm                                                  | 156 × 68 × 8,4 mm                                                     | 167 × 73 × 8,3 mm                                                     |
| Gewicht         | 178 g                                                              | 164 g                                                              | 162 g                                                                 | 180 g                                                                 |
| Betriebssystem  | Google Android 9 → 10 → 11                                         | Google Android 9 → 10 → 11                                         | Google Android 9 → 10                                                 | Google Android 9 → 10                                                 |
| Features        | 3,5-mm-Klinkenanschluss, Wasserfest (IP65/68), Fingerabdrucksensor | 3,5-mm-Klinkenanschluss, Wasserfest (IP65/68), Fingerabdrucksensor | 3,5-mm-Klinkenanschluss, Fingerabdrucksensor                          | 3,5-mm-Klinkenanschluss, Fingerabdrucksensor                          |

Die Firma Jolla bietet für das Xperia 10 und 10 Plus eine kompatible Version ihres Betriebssystems Sailfish OS an

#### Xperia 1 II, Xperia 5 II, Xperia 10 II
Die nachfolgenden Modelle der vorangegangenen Generation werden mit römischen Zahlen ergänzt. Damit nutzt Sony die schon aus dem Bereich der Kameras bekannte Nomenklatur, die voll ausgesprochen „Sony Xperia One Mark Two“ (zu Deutsch: „Sony Xperia Eins Mark Zwei“) entsprechen würde. An manchen Stellen wird für die römischen Zahlen ein Sonderzeichen verwendet.
Das 21∶9-Format wird beibehalten und das Design der einzelnen Modelle nur geringfügig angepasst. Vor allem die Akku-Kapazitäten und der neue Prozessor Snapdragon 865 von Qualcomm mit 5G-Unterstützung sind die größten Unterschiede zu den vorherigen Modellen.
|                 | Xperia 1 II | Xperia 5 II | Xperia 10 II                                                        |
| --------------- | --- | --- | ------------------------------------------------------------------- |
| Release         | Feb. 2020 (Verkauf DE Jul. 2020) | Okt. 2020 (Verkauf DE Okt. 2020) | Feb. 2020 (Verkauf DE Jun. 2020)                                    |
| Akku            | 4000 mAh | 4000 mAh | 3600 mAh                                                            |
| Farben          | Schwarz, Violett | Schwarz, Blau, Grau, Rosa | Schwarz, Weiß                                                       |
| Bildschirm      | 6,5″ (21∶9) 4K HDR OLED (3840 × 1644) | 6,1″ (21∶9) FHD+ HDR OLED (2520 × 1080) 120 Hz | 6,0″ (21∶9) FHD+ OLED (2520 × 1080)                                 |
| Hauptkameras    | 24 mm, 12 MP, 1/1,7″, ƒ/1.7, OIS | 24 mm, 12 MP, 1/1,7″, ƒ/1.7, OIS | 26 mm, 12 MP, 1/2,8″, ƒ/2.0                                         |
| Hauptkameras    | 70 mm, 12 MP, 1/3,4″, ƒ/2.4, OIS | 70 mm, 12 MP, 1/3,4″, ƒ/2.4, OIS | 52 mm, 8 MP, 1/4″, ƒ/2.4                                            |
| Hauptkameras    | 16 mm, 12 MP, 1/2,55″, ƒ/2.2 | 16 mm, 12 MP, 1/2,55″, ƒ/2.2 | 16 mm, 8 MP, 1/4″, ƒ/2.2                                            |
| Frontkamera     | 8 MP, 1/4″, ƒ/2.0 | 8 MP, 1/4″, ƒ/2.0 | 8 MP, 1/4″, ƒ/2.0                                                   |
| RAM             | 8 GB | 8 GB | 4 GB                                                                |
| Prozessor       | Qualcomm Snapdragon 865 5G Mobile Prozessor | Qualcomm Snapdragon 865 5G Mobile Prozessor | Qualcomm Snapdragon 665                                             |
| Grafikprozessor | Adreno 650 | Adreno 650 | Adreno 610                                                          |
| Flash-Speicher  | 256 GB UFS-Speicher, erweiterbar um bis zu 1 TB per microSDXC-Karte | 128 GB UFS-Speicher, erweiterbar um bis zu 1 TB per microSDXC-Karte | 128 GB UFS-Speicher, erweiterbar um bis zu 1 TB per microSDXC-Karte |
| SIM             | Nano-Sim | Dual-Nano-SIM-Hybrid (zweiter Slot, belegt microSD-Karten-Slot) | Single-SIM, Dual-SIM (Nano-SIM)                                     |
| Maße            | 167 × 72 × 7,9 mm | 158 × 68 × 8 mm | 157 × 69 × 8,2 mm                                                   |
| Gewicht         | 181 g | 163 g | 151 g                                                               |
| Betriebssystem  | Google Android 10 → 11 → 12 | Google Android 10 → 11 → 12 | Google Android 10 → 11 → 12                                         |
| Features        | 3,5 mm Klinkenanschluss, Wasserfest (IP65/68), Qi kabelloses Laden, Fingerabdrucksensor, ZEISS Qualitätsobjektive, Video-Out über USB-C auf HDMI-Adapterkabel (Display-Anschluss 4K/60 BpS) | 3,5 mm Klinkenanschluss, Wasserfest (IP65/68), Fingerabdrucksensor, ZEISS Qualitätsobjektive, Video-Out über USB-C auf HDMI-Adapterkabel (Display-Anschluss 4K/60 BpS) | 3,5 mm Klinkenanschluss, Wasserfest (IP65/68), Fingerabdrucksensor  |

Die Firma Jolla bietet für das Xperia 10 II eine kompatible Version ihres Betriebssystems Sailfish OS an

#### Xperia 1 III, Xperia 5 III, Xperia 10 III
Das Nachfolgemodell der vorangegangenen Generation wird jetzt mit einer römischen Zahl ergänzt. Damit nutzt Sony die schon aus dem Bereich der Kameras bekannte Nomenklatur wiederum, die voll ausgesprochen Sony Xperia One/Five/Ten Mark Three (zu Deutsch: „Sony Xperia Eins/Fünf/Zehn Mark Drei“) entsprechen würde. Das 21∶9-Format wird beibehalten und das Design der einzelnen Modelle nur geringfügig angepasst. Vor allem die nun bei allen drei Modellen gleich großen Akku-Kapazitäten und der neue Prozessor Snapdragon 888 / 690 von Qualcomm mit 5G-Unterstützung sind die größten Unterschiede zu den vorherigen Modellen.
|                 | Xperia 1 III | Xperia 5 III | Xperia 10 III |
| --------------- | --- | --- | --- |
| Release         | Apr. 2021 (Verkauf DE Aug. 2021) | Apr. 2021 (Verkauf DE Sep. 2021) | Apr. 2021 (Verkauf DE Jun. 2021) |
| Preis           | 1299 € | 999 € | 429 € |
| Akku            | 4500 mAh | 4500 mAh | 4500 mAh |
| Farben          | Schwarz, Violett, Grau | Schwarz, Rosa, Grün | Schwarz, Blau, Weiß, Rosa |
| Bildschirm      | 6,5″ (21∶9) 4K HDR OLED (3840 × 1644), 120 Hz | 6,1″ (21∶9) FHD+ HDR OLED (2520 × 1080), 120 Hz | 6,0″ (21∶9) FHD+ HDR OLED (2520 × 1080) |
| Hauptkameras    | 24 mm, 12 MP, 1/1,7″, ƒ/1.7, OIS | 24 mm, 12 MP, 1/1,7″, ƒ/1.7, OIS | 27 mm, 12 MP, 1/2,8″, ƒ/1.8 |
| Hauptkameras    | 70–105 mm, 12 MP, 1/2,9″, ƒ/2.3–2.9, OIS | 70–105 mm, 12 MP, 1/2,9″, ƒ/2.3–2.9, OIS | 54 mm, 8 MP, 1/4″, ƒ/2.4 |
| Hauptkameras    | 16 mm, 12 MP, 1/2,5″, ƒ/2.2 | 16 mm, 12 MP, 1/2,5″, ƒ/2.2 | 16 mm, 8 MP, 1/4″, ƒ/2.2 |
| Frontkamera     | 8 MP, 1/4″, ƒ/2.0 | 8 MP, 1/4″, ƒ/2.0 | 8 MP, 1/4″, ƒ/2.0 |
| RAM             | 12 GB | 8 GB | 6 GB |
| Prozessor       | Qualcomm® Snapdragon™ 888 5G Mobilplattform | Qualcomm® Snapdragon™ 888 5G Mobilplattform | Qualcomm® Snapdragon™ 690 5G Mobilplattform |
| Grafikprozessor | Adreno 660 | Adreno 660 | Adreno 619L |
| Flash-Speicher  | 256 GB UFS-Speicher, erweiterbar um bis zu 1 TB per microSDXC-Karte | 128 GB UFS-Speicher, erweiterbar um bis zu 1 TB per microSDXC-Karte | 128 GB UFS-Speicher, erweiterbar um bis zu 1 TB per microSDXC-Karte                                                                                 |
| SIM             | Nano-Sim | Dual-Nano-SIM-Hybrid (zweiter Slot, belegt microSD-Karten-Slot) | Single-SIM, Dual-SIM (Nano-SIM) |
| Maße            | 165 × 71 × 8,2 mm | 157 × 68 × 8,2 mm | 154 × 68 × 8,3 mm |
| Gewicht         | 186 g | 168 g | 169 g |
| Betriebssystem  | Google Android 11 → 12 → 13 | Google Android 11 → 12 → 13 | Google Android 11 → 12 → 13 |
| Features        | 3,5 mm Klinkenanschluss, Wasserfest (IP65/68), Qi kabelloses Laden, Fingerabdrucksensor, ZEISS Qualitätsobjektive, Video-Out über USB-C auf HDMI-Adapterkabel (Display-Anschluss 4K/60 BpS) | 3,5 mm Klinkenanschluss, Wasserfest (IP65/68), Fingerabdrucksensor, ZEISS Qualitätsobjektive, Video-Out über USB-C auf HDMI-Adapterkabel (Display-Anschluss 4K/60 BpS) | 3,5 mm Klinkenanschluss, Wasserfest (IP65/68), Fingerabdrucksensor, Video-Out über USB-C auf HDMI-Adapterkabel (Display-Anschluss 2560x1440/60 BpS) |

Die Firma Jolla bietet für das Xperia 10 III eine kompatible Version ihres Betriebssystems Sailfish OS an

#### Xperia 1 IV, Xperia 5 IV, Xperia 10 IV
Die 2022-Modelle sind gegenüber ihren Vorgängern rundum verbessert worden. Das Xperia 1 IV liefert zudem Neuheiten. Dazu zählen das stufenlose variable Zoom-Objektiv, die Möglichkeit, Videos in 4K HDR in 120 Hz mit allen Objektiven aufzunehmen, die Möglichkeit ohne zusätzliche Software und Hardware livestreamen zu können, und das hellste 4K-Display in einem Smartphone. Die größten Verbesserungen beim Xperia 10 IV gegenüber dem Vorgänger sind die neue Bildstabilisierung des 27-mm-Objektives und das Corning® Gorilla® Glass Victus® Glass auf der Vorderseite. Zudem ist das Smartphone 8 g leichter geworden.
|                 | Xperia 1 IV | Xperia 5 IV | Xperia 10 IV |
| --------------- | --- | --- | --- |
| Release         | 11.05.2022 | | 11.05.2022 (Verkauf ab 1. Juli 2022) |
| Preis           | 1399 € | 1049 € | 499 € |
| Akku            | 5000 mAh | 5000 mAh | 5000 mAh |
| Farben          | Schwarz, Violett, Weiß | Schwarz, Grün, Weiß | Schwarz, Mint, Weiß, Lavendel |
| Bildschirm      | 6,5″ (21∶9) 4K HDR OLED (3840 × 1644), 120 Hz | 6,1″ (21∶9) FHD+ HDR OLED (2520 × 1080), 120 Hz | 6,0″ (21∶9) FHD+ HDR OLED (2520 × 1080), 60 Hz |
| Hauptkameras    | 24 mm, 12 MP, 1/1,7″, ƒ/1.7, OIS | 24 mm, 12 MP, 1/1,7″, ƒ/1.7, OIS | 27 mm, 12 MP, 1/2,8″, ƒ/1.8, OIS |
| Hauptkameras    | 85–125 mm, 12 MP, 1/3,5″, ƒ/2.3–2.8, OIS | 60 mm, 12 MP, 1/3,5″, ƒ/2.4, OIS | 54 mm, 8 MP, 1/4,4″, ƒ/2.2 |
| Hauptkameras    | 27 mm, 12 MP, 1/2,8″, ƒ/1.8, OIS | 54 mm, 8 MP, 1/4,4″, ƒ/2.2 | 16 mm, 8 MP 1/4″, ƒ/2.2 |
| Frontkamera     | 12 MP, 1/2,9″ ƒ/2.0 | 12 MP, 1/2,9″ ƒ/2.0 | 8 MP, 1/4″, ƒ/2.0 |
| RAM             | 12 GB | 8 GB | 6 GB |
| Prozessor       | Snapdragon® 8 Gen 1 Mobile Platform | Snapdragon® 8 Gen 1 Mobile Platform | Snapdragon® 695 5G Mobile Platform |
| Grafikprozessor | Adreno 730 | Adreno 730 | Adreno 619 |
| Flash-Speicher  | 256 GB UFS-Speicher (international auch 512 GB verfügbar), erweiterbar um bis zu 1 TB per microSDXC-Karte | 128 GB UFS-Speicher, erweiterbar um bis zu 1 TB per microSDXC-Karte | 128 GB UFS-Speicher, erweiterbar um bis zu 1 TB per microSDXC-Karte |
| SIM             | Dual-Nano-SIM-Hybrid (zweiter Slot, belegt microSD-Karten-Slot) mit Unterstützung für eSim | Dual-Nano-SIM-Hybrid (zweiter Slot, belegt microSD-Karten-Slot) mit Unterstützung für eSim | Dual-Nano-SIM-Hybrid (zweiter Slot, belegt microSD-Karten-Slot) mit Unterstützung für eSim |
| Maße            | 165 × 71 × 8,2 mm | 156 × 67 × 8,2 mm | 153 × 67 × 8,3 mm |
| Gewicht         | 185 g | 172 g | 161 g |
| Betriebssystem  | Google Android 12 → 13 → 14 | Google Android 12 → 13 → 14 | Google Android 12 → 13 → 14 |
| Features        | 4K-HDR-Videos mit 120 BpS mit allen Objektiven aufnehmbar, 3D iToF, Augen-AF und Objektverfolgung, Videography Pro, Live-Streaming, Serienbildaufnahmen AF/AE für bis zu 20 BpS, stufenloser variabler optischer Zoom, ZEISS Objektive mit ZEISS T* Beschichtung, BIONZ X™ Prozessor für Mobilgeräte, Spieloptimierer, L-γ-Potenzierer (Low Gamma Raiser), Touch-Scanrate von 240 Hz, Heat Suppression Power Control, Studio-Tuning-Funktion in Music Pro, 360 Reality Audio, 3,5-mm-Audioanschluss, Stereo-Lautsprecher, High-Resolution Audio, High-Resolution Audio Wireless + LDAC, Dolby Atmos®, Batteriepflege, kabellos aufladbar, Akkufreigabefunktion, IP65/68 wasser- und staubgeschützt, Corning® Gorilla® Glass Victus® auf Vorder- und Rückseite, Video-Out über USB-C auf HDMI-Adapterkabel (Display-Anschluss 4K/60 BpS) | 4K-HDR-Videos mit 120 BpS mit allen Objektiven aufnehmbar, Augen-AF und Objektverfolgung, Videography Pro, Live-Streaming, Serienbildaufnahmen AF/AE für bis zu 20 BpS, ZEISS Objektive mit ZEISS T* Beschichtung, BIONZ X™ Prozessor für Mobilgeräte, Spieloptimierer, L-γ-Potenzierer (Low Gamma Raiser), Touch-Scanrate von 240 Hz, Heat Suppression Power Control, Studio-Tuning-Funktion in Music Pro, 360 Reality Audio, 3,5-mm-Audioanschluss, Stereo-Lautsprecher, High-Resolution Audio, High-Resolution Audio Wireless + LDAC, Dolby Atmos®, Batteriepflege, kabellos aufladbar, Akkufreigabefunktion, IP65/68 wasser- und staubgeschützt, Corning® Gorilla® Glass Victus®, Video-Out über USB-C auf HDMI-Adapterkabel (Display-Anschluss 4K/60 BpS) | AE mit bis zu 10 BpS, Zeitlupe (720 p/120 BpS) TRILUMINOS® DISPLAY for Mobile-Technologie, Touch-Scanrate von 120 Hz, 360 Reality Audio, 3,5-mm-Audioanschluss, High-Resolution Audio, High-Resolution Audio Wireless + LDAC, Batteriepflege, IP65/68 wasserfest und staubdicht, Corning® Gorilla® Glass Victus®, |

Die Firma Jolla bietet für das Xperia 10 IV eine kompatible Version ihres Betriebssystems Sailfish OS an

#### Xperia 1 V, Xperia 5 V, Xperia 10 V
Die 2023-Modelle wurden hauptsächlich bei den Kameras aufgerüstet. Das Xperia 1 V und das Xperia 5 V wurde beim Prozessor auf die nächste Generation gehoben. Im Unterschied zum Xperia 1 V und 10 V hat das Xperia 5 V nur zwei rückseitige Kameras (Hauptkameras); nur das Xperia 1 V und 10 V haben eine Telekamera.
|                | Xperia 1 V                                                                                 | Xperia 5 V                                                                                 | Xperia 10 V                                                                                |
| -------------- | ------------------------------------------------------------------------------------------ | ------------------------------------------------------------------------------------------ | ------------------------------------------------------------------------------------------ |
| Release        | Vorverkauf ab 14. Juni 2023                                                                | 1. September 2023                                                                          |                                                                                            |
| Preis          | 1399 €                                                                                     | 999 €                                                                                      | 449 €                                                                                      |
| Akku           | 5000 mAh                                                                                   | 5000 mAh                                                                                   | 5000 mAh                                                                                   |
| Farben         | Khaki, Platinsilber, Schwarz                                                               | Gojischwarz, Blau, Platinsilber                                                            | Schwarz, Salbeigrün, Weiß, Lavendel                                                        |
| Bildschirm     | 6,5″ (21∶9) 4K HDR OLED (3840 × 1644), 120 Hz                                              | 6,1″ (21∶9) FHD+ OLED (2520 × 1080), 120 Hz                                                | 6,1″ (21∶9) FHD+ OLED (2520 × 1080), 60 Hz                                                 |
| Hauptkameras   | 24 mm, 48 MP (52 MP gesamt; 12 MP Foto), 1/1,35″, ƒ/1.9, OIS                               | 24 mm, 48 MP (52 MP gesamt; 12 MP Foto), 1/1,35″, ƒ/1.9, OIS                               | 26 mm, 48 MP (12 MP Foto), 1/2,0″, ƒ/1.8, OIS                                              |
| Hauptkameras   | 85–125 mm, 12 MP, 1/3,5″, ƒ/2.3–2.8, OIS                                                   | ―                                                                                          | 54 mm, 8 MP, 1/4,4″, ƒ/2.2, OIS                                                            |
| Hauptkameras   | 16 mm, 12 MP, 1/2,5″, ƒ/2.2                                                                | 16 mm, 12 MP, 1/2,5″, ƒ/2.2                                                                | 16 mm, 8 MP 1/4″, ƒ/2.2                                                                    |
| Frontkamera    | 24 mm, 12 MP, 1/2,9″ ƒ/2.0                                                                 | 24 mm, 12 MP, 1/2,9″ ƒ/2.0                                                                 | 26 mm, 8 MP, 1/4″, ƒ/2.0                                                                   |
| RAM            | 12 GB                                                                                      | 8 GB                                                                                       | 6 GB                                                                                       |
| Prozessor      | Snapdragon® 8 Gen 2 Mobile Platform                                                        | Snapdragon® 8 Gen 2 Mobile Platform                                                        | Snapdragon® 695 5G Mobile Platform                                                         |
| Flash-Speicher | 256 GB UFS-Speicher, erweiterbar um bis zu 1 TB per microSDXC-Karte                        | 128 GB UFS-Speicher, erweiterbar um bis zu 1 TB per microSDXC-Karte                        | 128 GB UFS-Speicher, erweiterbar um bis zu 1 TB per microSDXC-Karte                        |
| SIM            | Dual-Nano-SIM-Hybrid (zweiter Slot, belegt microSD-Karten-Slot) mit Unterstützung für eSim | Dual-Nano-SIM-Hybrid (zweiter Slot, belegt microSD-Karten-Slot) mit Unterstützung für eSim | Dual-Nano-SIM-Hybrid (zweiter Slot, belegt microSD-Karten-Slot) mit Unterstützung für eSim |
| Maße           | 165 × 71 × 8,3 mm                                                                          | 154 × 68 × 8,6 mm                                                                          | 155 × 68 × 8,3 mm                                                                          |
| Gewicht        | 187 g                                                                                      | 163 g                                                                                      | 159 g                                                                                      |
| Schutzklassen  | wasserabweisend (IPX5/IPX8), staubdicht (IP6X)                                             | wasserabweisend (IPX5/IPX8), staubdicht (IP6X)                                             | wasserabweisend (IPX5/IPX8), staubdicht (IP6X)                                             |
| Betriebssystem | Google Android 13 → 14 → 15                                                                | Google Android 13 → 14 → 15                                                                | Google Android 13 → 14 → 15                                                                |

Die Firma Jolla bietet für das Xperia 10 V eine kompatible Version ihres Betriebssystems Sailfish OS an

#### Xperia 1 VI, Xperia 10 VI
Die 2024-Modelle wurden nur leicht verändert. Das Xperia 1 VI hat ein Display mit 19,5∶9 statt 21∶9 und der Zoom ist von 125 mm auf 170 mm (5-fach auf 7-fach) gewachsen. Das Xperia 1 VI und das Xperia 10 VI wurde beim Prozessor auf die nächste Generation gehoben. Im Unterschied zum Xperia 1 VI hat das 10 VI wie das Xperia 5 V nur zwei rückseitige Kameras (Hauptkameras).
|                | Xperia 1 VI                                                                                | Xperia 10 VI                                                                               |                                                                                            |
| -------------- | ------------------------------------------------------------------------------------------ | ------------------------------------------------------------------------------------------ | ------------------------------------------------------------------------------------------ |
| Release        | Vorverkauf 15. Mai 2024                                                                    | Vorverkauf 15. Mai 2024                                                                    |                                                                                            |
| Preis          | 1399 €                                                                                     | 399 €                                                                                      |                                                                                            |
| Akku           | 5000 mAh                                                                                   | 5000 mAh                                                                                   | 5000 mAh                                                                                   |
| Farben         | Khaki, Platinsilber, Schwarz                                                               | Schwarz, Weiß, Blau                                                                        |                                                                                            |
| Bildschirm     | 6,5″ (19,5∶9) FHD+ OLED (2340 × 1080), 120 Hz                                              | 6,1″ (21∶9) FHD+ OLED (2520 × 1080), 120 Hz                                                |                                                                                            |
| Hauptkameras   | 24 mm, 48 MP (52 MP gesamt; 12 MP Foto), 1/1,35″, ƒ/1.9, OIS                               | 26 mm, 48 MP (12 MP Foto), 1/2,0″, ƒ/1.8, OIS                                              |                                                                                            |
| Hauptkameras   | 85–170 mm, 12 MP, 1/3,5″, ƒ/2.3–2.8, OIS                                                   | ―                                                                                          |                                                                                            |
| Hauptkameras   | 16 mm, 12 MP, 1/2,5″, ƒ/2.2                                                                | 16 mm, 8 MP 1/4″, ƒ/2.2                                                                    |                                                                                            |
| Frontkamera    | 24 mm, 12 MP, 1/2,9″ ƒ/2.0                                                                 | 26 mm, 8 MP, 1/4″, ƒ/2.0                                                                   |                                                                                            |
| RAM            | 12 GB                                                                                      | 8 GB                                                                                       |                                                                                            |
| Prozessor      | Snapdragon® 8 Gen 3 Mobile Platform                                                        | Snapdragon® 6 Gen 1 Mobile Platform                                                        |                                                                                            |
| Flash-Speicher | 256 GB UFS-Speicher, erweiterbar um bis zu 1 TB per microSDXC-Karte                        | 128 GB UFS-Speicher, erweiterbar um bis zu 1 TB per microSDXC-Karte                        |                                                                                            |
| SIM            | Dual-Nano-SIM-Hybrid (zweiter Slot, belegt microSD-Karten-Slot) mit Unterstützung für eSim | Dual-Nano-SIM-Hybrid (zweiter Slot, belegt microSD-Karten-Slot) mit Unterstützung für eSim | Dual-Nano-SIM-Hybrid (zweiter Slot, belegt microSD-Karten-Slot) mit Unterstützung für eSim |
| Maße           | 162 × 74 × 8,2 mm                                                                          | 155 × 68 × 8,3 mm                                                                          |                                                                                            |
| Gewicht        | 192 g                                                                                      | 164 g                                                                                      |                                                                                            |
| Schutzklassen  | wasserabweisend (IPX5/IPX8), staubdicht (IP6X)                                             | wasserabweisend (IPX5/IPX8), staubdicht (IP6X)                                             | wasserabweisend (IPX5/IPX8), staubdicht (IP6X)                                             |
| Betriebssystem | Google Android 14 → 15                                                                     | Google Android 14 → 15                                                                     | Google Android 14 → 15                                                                     |

## Xperia Tablets
Neben Smartphones wurden seit dem 29. August 2012 auch Tablets unter der Marke von „Sony Mobile“ angeboten. 2015 wurde das vorerst letzte neue Tablet präsentiert. Mittlerweile wurden die Tablets von der Website des Unternehmens entfernt.

### Xperia Tablet S

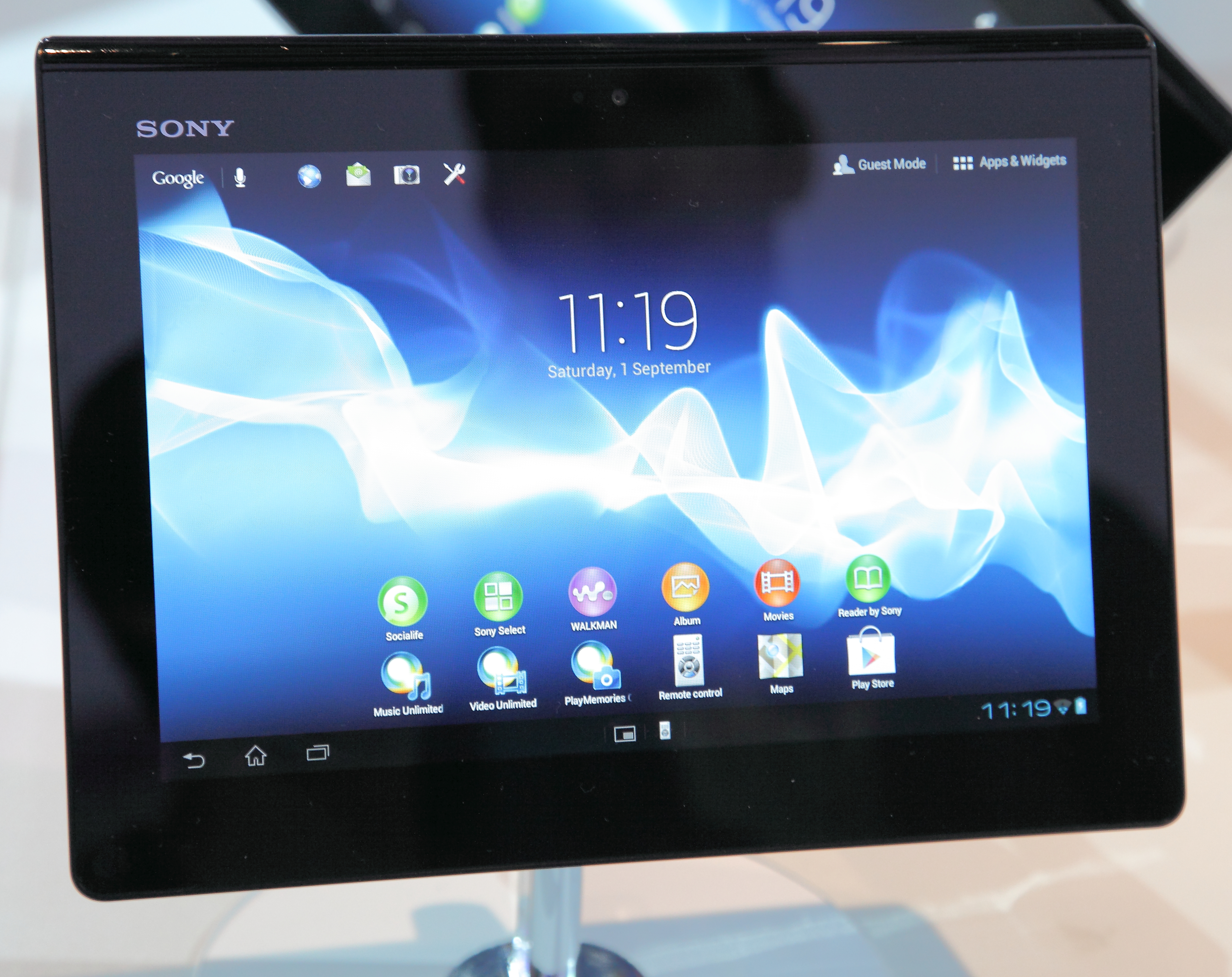
Xperia Tablet S auf der IFA 2012 in Berlin ausgestellt

Das Sony Xperia Tablet S wurde erstmals auf der IFA 2012 in Berlin vorgestellt. Es hat einen 9,4-Zoll-HD-Bildschirm, einen Nvidia-Tegra-3-Prozessor sowie eine 8-Megapixel-Kamera. Außerdem ist es spritzwassergeschützt und lässt sich auch mit nassen Fingern benutzen. Es ist außerdem PlayStation-zertifiziert. Als weitere Besonderheiten lässt es sich in einem Gastmodus betreiben und bietet die Unterstützung zahlreicher „Sony Entertainment“-Dienste wie „Music“ und „Video Unlimited“.
| Akku            | 6000 mAh (fest verbaut) |
| Geräte-Farben   | Schwarz und Silber |
| Bildschirm      | 9,4″ Diagonale 1280 × 800 Pixel, 161 ppi                                                                                              |
| Kamera          | 8-Megapixel-Kamera, Videoaufnahme bis 720p; Frontkamera: 1,3 MP                                                                       |
| RAM             | 1 GB |
| Prozessor       | 1,3 Ghz Nvidia Tegra 3 T305 |
| Grafikprozessor | ULP GeForce |
| Flash-Speicher  | 16, 32 oder 64 GB, erweiterbar um bis zu 32 GB per microSD-Karte                                                                      |
| Schnittstellen  | Infrarot, Bluetooth 3.0, GPS WLAN IEEE 802.11 b/g/n, (3G-Version verfügbar)                                                           |
| Anschlüsse      | SD-Kartenslot (SDHC und ab Update auf Android 4.0.3 (Release 6b) SDXC) + Proprietärer Anschluss für USB/HDMI-Adaptern (auch USB-Host) |
| Maße            | 241,2 mm × 174,4 mm × 11,85 mm |
| Gewicht         | 570 g / 585 g (3G-Variante) |
| Betriebssystem  | Android 4.0.3 („Ice Cream Sandwich“) → 4.1 („Jelly Bean“)                                                                             |

Anfang Oktober 2012 wurde bekannt, dass diverse Baureihen des Xperia Tablet S einen Produktionsfehler aufweisen, aufgrund dessen Feuchtigkeit in das Gerät eindringen und dessen Einsatzfähigkeit beeinträchtigen kann. Sony Japan hat den Verkauf der betreffenden Serien daraufhin eingestellt. Laut Sony handelt es sich hierbei um eine kleine Anzahl an Geräten. Sony bietet außerdem Besitzern der jeweiligen Modelle eine kostenlose Reparatur an.

### Xperia Tablet Z
Auf der CES 2013 hat Sony erstmals das Xperia Tablet Z vorgestellt. Es hat das gleiche „OmniBalance“-Design wie das Xperia Z, außerdem einen 10,1-Zoll-Full-HD-Bildschirm, ein Qualcomm-Snapdragon-S4-Pro-SoC und 2 GB RAM. Zudem ist es gemäß IP5X und IP55/57 vor dem Eindringen von Staub und Wasser (30 min bei 1 m Tiefe) geschützt.
| Akku            | 6000 mAh (fest verbaut)                                                                                                |
| Geräte-Farben   | Schwarz, Weiß |
| Bildschirm      | 10,1″ Diagonale 1920 × 1200 Pixel, 224 ppi                                                                             |
| Kamera          | 8,1-Megapixel-Kamera (Exmor-R-Sensor), Videoaufnahme bis 1080p; Frontkamera: 2,2 MP, Videoaufnahme bis 1080p           |
| RAM             | 2 GB |
| Prozessor       | Qualcomm APQ8064 Snapdragon S4 Pro @ 4 × 1,5 GHz                                                                       |
| Grafikprozessor | Adreno 320 |
| Flash-Speicher  | 16 (SGP311) und 32 GB (SGP312) (nur WLAN) sowie 16 GB (LTE + WLAN), erweiterbar um bis zu 32 GB per microSD-Karte      |
| Schnittstellen  | Infrarot, Bluetooth 4.0, GPS, GLONASS, WLAN IEEE 802.11 a/b/g/n, NFC, (LTE/3G Version verfügbar)                       |
| Anschlüsse      | microSD-Kartenslot (microSDHC, microSDXC für ausgewählte Modelle), microUSB mit HDMI-Unterstützung (via MHL), USB Host |
| Maße            | 266 mm × 172 mm × 6,9 mm                                                                                               |
| Gewicht         | 495 g |
| Betriebssystem  | Google Android 4.1.2 („Jelly Bean“) → 5.1.1 („Lollipop“)                                                               |

### Xperia Z2 Tablet

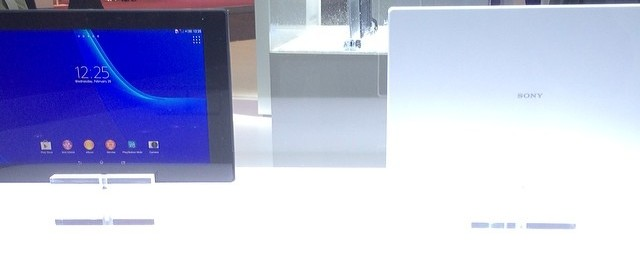
Das Z2 Tablet auf dem MWC 2014

Das Xperia Z2 Tablet (Codename Castor) wurde von Sony am 24. Februar 2014 auf dem GSMA Mobile World Congress vorgestellt. Es hat das gleiche „OmniBalance“-Design wie schon das Xperia Tablet Z und ist ebenfalls gemäß IP5X und IP55/57 vor dem Eindringen von Staub und Wasser (30 min bei 1 m Tiefe) geschützt. Das Z2 Tablet gibt es mit 16 GByte und 32 GByte Flash-Speicher sowie mit 16 GByte und LTE. Die Modellbezeichnung lautet SGP521 für die LTE-Variante.
| Akku            | 6000 mAh (fest verbaut)                                                                                                |
| Geräte-Farben   | Schwarz, Weiß |
| Bildschirm      | 10,1″ Diagonale 1920 × 1200 Pixel, 224 ppi                                                                             |
| Kamera          | 8,1-Megapixel-Kamera, Videoaufnahme bis 1080p; Frontkamera: 2,2 Megapixel, Videoaufnahme bis 1080p                     |
| RAM             | 3 GB |
| Prozessor       | Qualcomm MSM8974AB Snapdragon 801 @ 4 × 2,3 GHz                                                                        |
| Grafikprozessor | Adreno 330 |
| Flash-Speicher  | 16 (SGP511) und 32 GB (SGP512) (nur WLAN) sowie 16 GB (LTE + WLAN), erweiterbar um bis zu 64 GB per microSD-Karte      |
| Schnittstellen  | Infrarot, Bluetooth 4.0, GPS, GLONASS, WLAN IEEE 802.11 a/b/g/n, NFC, (LTE/3G Version verfügbar)                       |
| Anschlüsse      | microSD-Kartenslot (microSDHC, microSDXC für ausgewählte Modelle), microUSB mit HDMI-Unterstützung (via MHL), USB Host |
| Maße            | 172 mm × 266 mm × 6,4 mm                                                                                               |
| Gewicht         | 426 g (nur WLAN), 439 g (LTE + WLAN)                                                                                   |
| Betriebssystem  | Google Android 4.4.2 („KitKat“) → 5.1.1 („Lollipop“) → 6.0.1 („Marshmallow“)                                           |

### Xperia Z3 Tablet Compact
Das Xperia Z3 Tablet Compact ist das erste 8-Zoll-Tablet von Sony. Es wurde zusammen mit dem Z3 und dem Z3 Compact im Rahmen der IFA 2014 in Berlin vorgestellt. Dementsprechend gleicht die Hardware den Smartphones der Z3-Generation. Wie auch beim Z2 Tablet gibt es eine 16-GB-WLAN-Variante (SGP611), eine 32-GB-WLAN-Variante (SGP612) und zwei 16-GB-LTE-Varianten (SGP621 & SGP641). Ausschließlich die 16-GB-Variante gibt es neben der schwarzen auch in einer weißen Version.
| Akku            | 4500 mAh (fest verbaut)                                                                                                |
| Geräte-Farben   | Schwarz, Weiß |
| Bildschirm      | 8″ Diagonale 1920 × 1200 Pixel, 283 ppi                                                                                |
| Kamera          | 8,1-Megapixel-Kamera, Videoaufnahme bis 1080p; Frontkamera: 2,2 MP, Videoaufnahme bis 1080p                            |
| RAM             | 3 GB |
| Prozessor       | Qualcomm MSM8974AB Snapdragon 801 @ 4 × 2,5 GHz                                                                        |
| Grafikprozessor | Adreno 330 |
| Flash-Speicher  | 16 GB (LTE + WLAN), erweiterbar um bis zu 128 GB per microSD-Karte                                                     |
| Schnittstellen  | Bluetooth 4.0, GPS, GLONASS, WLAN IEEE 802.11 a/b/g/n/ac, NFC, (LTE/3G Version verfügbar)                              |
| Anschlüsse      | microSD-Kartenslot (microSDHC, microSDXC für ausgewählte Modelle), microUSB mit HDMI-Unterstützung (via MHL), USB Host |
| Maße            | 213 mm × 124 mm × 6,4 mm                                                                                               |
| Gewicht         | 270 g |
| Betriebssystem  | Google Android 4.4.2 („KitKat“) → 6.0.1 („Marshmallow“)                                                                |

### Xperia Z4 Tablet
Das Xperia Z4 Tablet wurde von Sony am 2. März 2015 zusammen mit dem Xperia M4 Aqua auf dem GSMA Mobile World Congress vorgestellt. Es hat das gleiche „OmniBalance“-Design wie das Xperia Tablet Z2 Tablet und ist ebenfalls vor dem Eindringen von Staub und Wasser geschützt. Der Standard wurde jedoch von IP 55/58 auf IP 65/68 erhöht, wodurch das Xperia Z4 Tablet bis zu 1,5 m 30 Minuten lang unter Wasser benutzt werden kann. Das Z4 Tablet gibt es mit 32 GB internem Speicher und wahlweise LTE in den Farben Schwarz und Weiß.
| Akku            | 6000 mAh (fest verbaut) |
| Geräte-Farben   | Schwarz, Weiß |
| Bildschirm      | 10,1″ Diagonale 2560 × 1600 Pixel, 299 ppi                                                                                                  |
| Kamera          | 8,1-Megapixel-Kamera mit Autofokus (Exmor-R-Sensor) und HDR-Funktion, Videoaufnahme bis 1080p; Frontkamera: 5,1 MP, Videoaufnahme bis 1080p |
| RAM             | 3 GB |
| Prozessor       | Qualcomm MSM8994 Snapdragon 810 @ 4 × 2 GHz und 4 × 1,5 GHz, 64-Bit                                                                         |
| Grafikprozessor | Adreno 430 |
| Flash-Speicher  | 32 GB (LTE + WLAN), erweiterbar um bis zu 128 GB per microSD-Karte                                                                          |
| Schnittstellen  | Bluetooth 4.1, GPS, GLONASS, WLAN IEEE 802.11 a/b/g/n/ac, NFC                                                                               |
| Anschlüsse      | microSD-Kartenslot (microSDHC, microSDXC für ausgewählte Modelle), microUSB mit HDMI-Unterstützung (via MHL), USB Host                      |
| Maße            | 167 mm × 254 mm × 6,1 mm |
| Gewicht         | 389 g (Wi-Fi), 393 g (LTE) |
| Betriebssystem  | Google Android 5.0 („Lollipop“) → 7.1.1 („Nougat“)                                                                                          |

## Japanische Xperia-Smartphone-Modelle
Sony bietet seinen japanischen Kunden ebenfalls eine Vielzahl an japanischen exklusiven Modellen an. Manche werden als internationale Version auf die anderen Märkte gebracht, manche speziell für den japanischen Markt angepasst. Die japanischen Modelle haben besondere Funktionen wie bargeldlose Bezahlung und andere Dienste. Oft tragen diese Modelle ganz andere Modellbezeichnungen als die globalen Varianten. Diese werden an die japanischen Anbieter wie NTT DoCoMo oder au verteilt und durch diese angeboten.
Setzt man diese Modelle im japanischen Ausland ein sind mehrere Kernfunktionen wie USB-Tethering oder mobiler Hotspot gesperrt. Da dies aus Sicherheitsgründen nur auf der japanischen Seite von Au entsperrt werden kann.

### Xperia acro HD

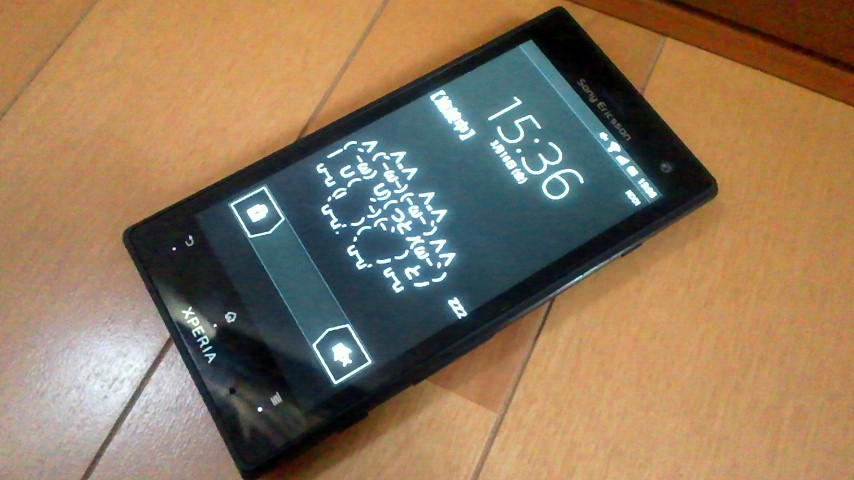
Xperia acro HD IS12S Frontansicht

Das Xperia acro HD ist das japanische Äquivalent zum Sony Xperia acro S. Es gibt unterschiedliche Modellbezeichnungen mit unterschiedlichen Anpassungen. Das Gerät wird sowohl von NTT DoCoMo als auch von au vertrieben.
|               | SOI12                                                                                 | SO-03D                                                                                | IS12S                                                                                 |
| ------------- | ------------------------------------------------------------------------------------- | ------------------------------------------------------------------------------------- | ------------------------------------------------------------------------------------- |
| Akku          | 1900 mAh normal, 1840 mAh mindestens                                                  | 1900 mAh normal, 1840 mAh mindestens                                                  | 1900 mAh normal, 1840 mAh mindestens                                                  |
| Geräte-Farben | Schwarz, Weiß, Rot                                                                    | Schwarz, Aqua, Sakura, Ceramic                                                        | Schwarz, Weiß, Rot                                                                    |
| Bildschirm    | 4,3″ Diagonale 720 × 1280 Pixel, 342 ppi                                              | 4,3″ Diagonale 720 × 1280 Pixel, 342 ppi                                              | 4,3″ Diagonale 720 × 1280 Pixel, 342 ppi                                              |
| Kamera        | 12,1-MP-HD-Kamera + 1,3-MP-Frontkamera + LED                                          | 12,1-MP-HD-Kamera + 1,3-MP-Frontkamera + LED                                          | 12,1-MP-HD-Kamera + 1,3-MP-Frontkamera + LED                                          |
| Prozessor     | 1,5 GHz Qualcomm MSM8660 Dual Core                                                    | 1,5 GHz Qualcomm MSM8260 Dual Core                                                    | 1,5 GHz Qualcomm MSM8260 Dual Core                                                    |
| GPU           | Adreno™ 220                                                                           | Adreno™ 220                                                                           | Adreno™ 220                                                                           |
| RAM           | 1 GB                                                                                  | 1 GB                                                                                  | 1 GB                                                                                  |
| Speicher      | 2 GB Telefonspeicher, 11 GB Flashspeicher [Erweiterbar via Micro-SD auf bis zu 32 GB] | 2 GB Telefonspeicher, 11 GB Flashspeicher [Erweiterbar via Micro-SD auf bis zu 32 GB] | 2 GB Telefonspeicher, 11 GB Flashspeicher [Erweiterbar via Micro-SD auf bis zu 32 GB] |
| Gewicht       | 149 g                                                                                 | 149 g                                                                                 | 149 g                                                                                 |
| Maße          | 126 mm × 66 mm × 11,9 mm                                                              | 126 mm × 66 mm × 11,9 mm                                                              | 126 mm × 66 mm × 11,9 mm                                                              |

### Xperia GX
Das Sony Xperia GX ist die japanische Version des Xperia TX. Es wurde erstmals auf dem „Sony product blog“ am 9. Mai 2012 angekündigt.
| Bildschirm | 4,6″ Diagonale                                       |
| Prozessor  | 1,5 GHz Dual-Core-Prozessor                          |
| Kamera     | 13 MP camera resolution with Sony Exmor R for mobile |

### Xperia SX
Das Xperia SX („SO-05D“) wurde ebenfalls am 9. Mai 2012 zusammen mit dem Xperia GX angekündigt. Auffälligstes Merkmal ist sein Design, welches das Telefon in vier Blöcke aufteilt.
| Akku          | 1500 mAh Minimum                                                    |
| Bildschirm    | 3,7″ Diagonale 540 × 960 Pixel, 298 ppi                             |
| Geräte-Farben | Schwarz, Orange, Pink, Weiß                                         |
| Prozessor     | 1,5 GHz Qualcomm Snapdragon™ MSM8960 Dual core                      |
| GPU           | Adreno™ 220                                                         |
| Speicher      | 4 GB interner Speicher [erweiterbar via MicroSD-Karte bis zu 32 GB] |
| RAM           | 1 GB                                                                |
| Kamera        | 8,1 MP 1080p Aufnahme + LED; 720p-Frontkamera                       |
| Maße          | 115 mm × 54 mm × 9,4 mm                                             |
| Gewicht       | 95 g                                                                |